# Istanbul

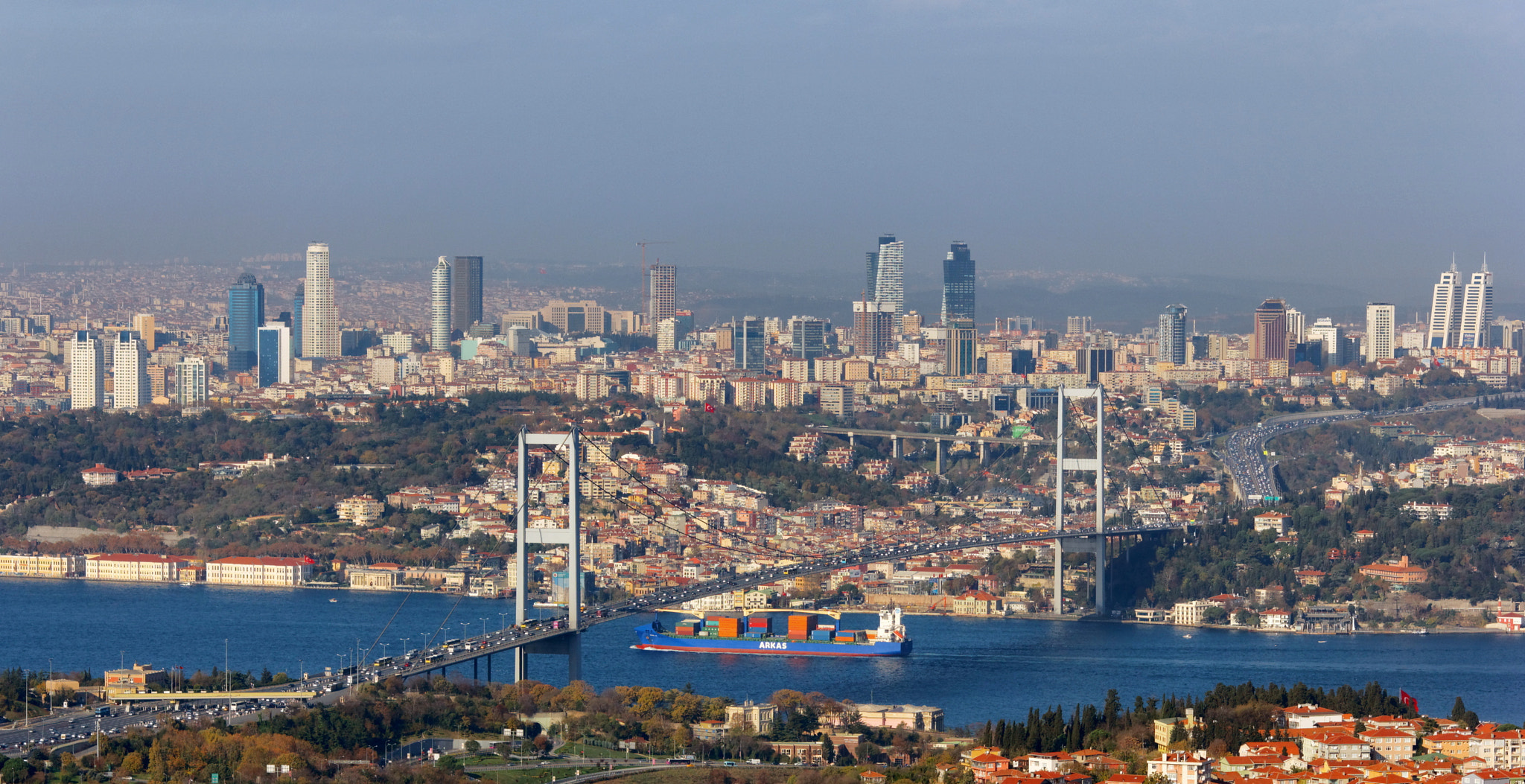
Istanbul wird durch den Bosporus in einen europäischen und einen asiatischen Teil getrennt.

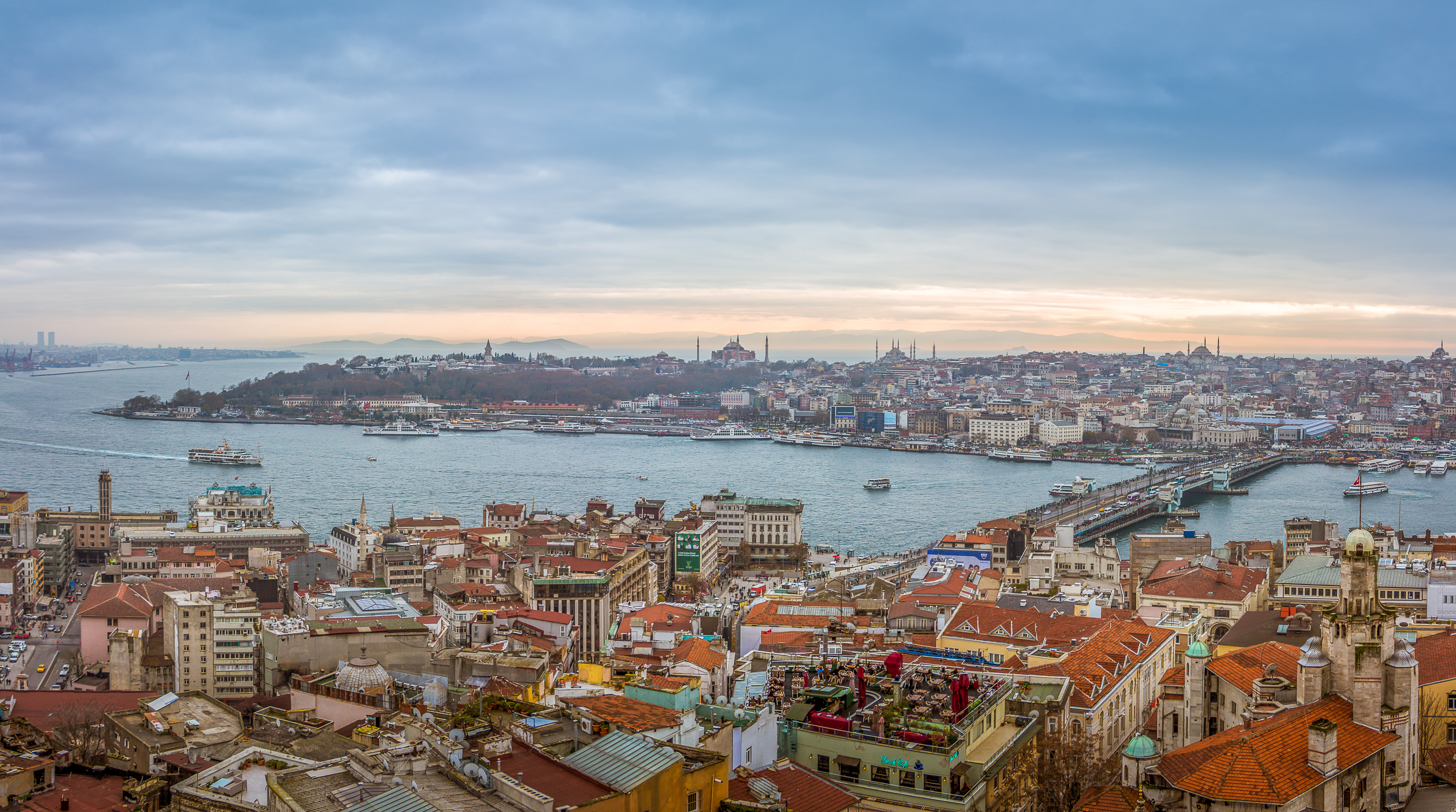
Blick vom Galataturm auf das Goldene Horn

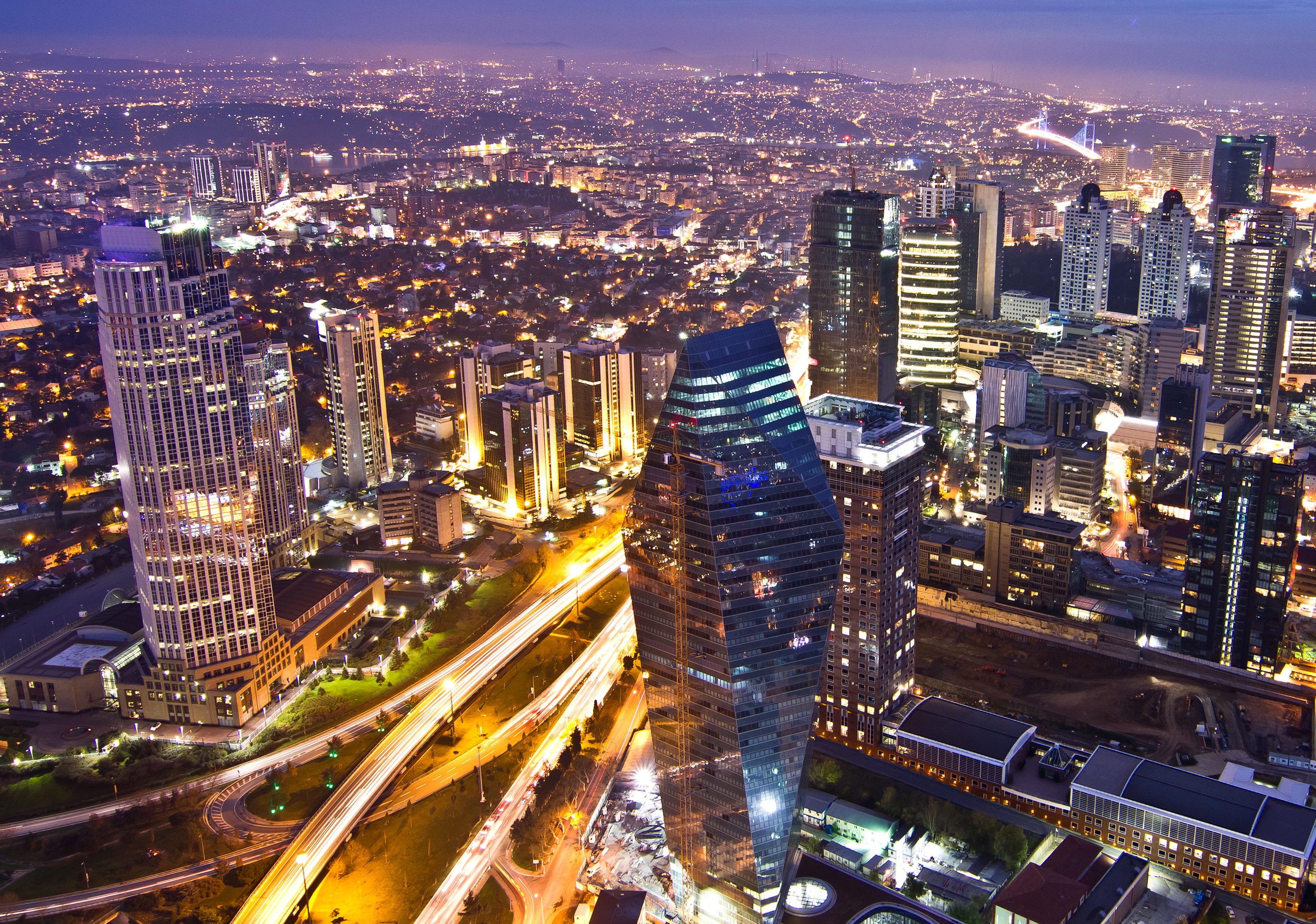
Blick auf Istanbul bei Nacht

Istanbul (türkisch İstanbulⓘ [isˈtanbuɫ], von altgriechisch εἰς τὴν πόλιν eis tḕn pólin, „in die Stadt“: siehe unten), früher Byzantion (Byzanz) und Konstantinopel, ist die bevölkerungsreichste Stadt der Türkei und deren Zentrum für Kultur, Handel, Finanzen und Medien. Mit rund 15,5 Millionen Einwohnern nahm die Metropolregion 2019 den 15. Platz unter den größten Metropolregionen der Welt ein. Mit jährlich über 14 Millionen Touristen aus dem Ausland ist Istanbul überdies die Stadt mit der achtgrößten Besucherzahl der Welt. Die Stadt liegt am Nordufer des Marmarameeres auf beiden Seiten des Bosporus, also sowohl im europäischen Thrakien als auch im asiatischen Anatolien. Aufgrund ihrer weltweit einzigartigen Transitlage zwischen zwei Kontinenten und zwei Meeresgebieten, dem Schwarzen Meer und dem Mittelmeer, verzeichnet sie einen bedeutenden Schiffsverkehr und verfügt über zwei große Flughäfen, zentrale Eisenbahn-Fernbahnhöfe und zwei Fernbusbahnhöfe. Das Projekt Marmaray, ein Eisenbahntunnel unter dem Bosporus, verbindet beide Kontinente. Istanbul ist daher einer der wichtigsten Knotenpunkte für Verkehr und Logistik auf internationaler wie nationaler Ebene.
Im Jahr 660 v. Chr. unter dem Namen Byzantion gegründet, kann die Stadt auf eine 2700-jährige Geschichte zurückblicken. Fast 1600 Jahre lang diente sie nacheinander dem Römischen, dem Byzantinischen und dem Osmanischen Reich als Hauptstadt. Als Sitz des ökumenischen Patriarchen und – bis 1924 – des osmanischen Kalifats war Istanbul zudem jahrhundertelang ein bedeutendes Zentrum des orthodoxen Christentums und des sunnitischen Islams.
Das Stadtbild ist von Bauten der griechisch-römischen Antike, des mittelalterlichen Byzanz sowie der neuzeitlichen und modernen Türkei geprägt. Paläste gehören ebenso dazu wie zahlreiche Moscheen, Cemevleri, Kirchen und Synagogen. Aufgrund ihrer Einzigartigkeit wurden Teile der historischen Altstadt von der UNESCO zum Weltkulturerbe erklärt. 2010 war Istanbul Kulturhauptstadt Europas.

## Geographie

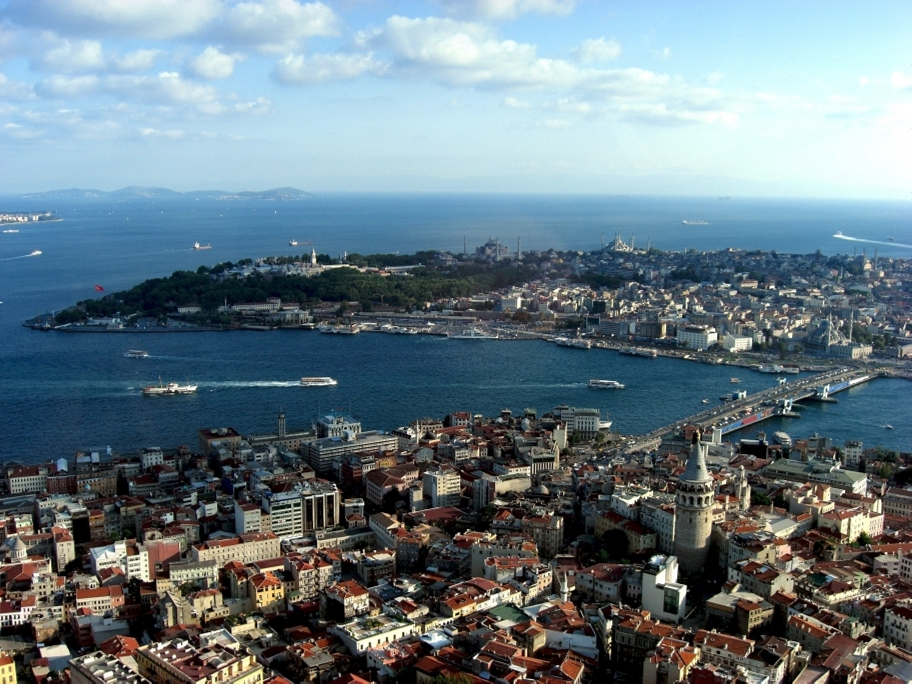
Das Galata-Viertel und die zum UNESCO-Weltkulturerbe erklärte historische Halbinsel (Luftbild)

Istanbul liegt im Westen der Türkei und umschließt den Bosporus. Das Goldene Horn, eine nach Westen verlaufende Bosporusbucht, trennt den europäischen Teil in einen südlichen und nördlichen Bereich. Der südliche Teil ist eine zwischen Marmarameer und Goldenem Horn liegende Halbinsel mit dem historischen Kern der Stadt. Nördlich davon liegen die an das historische Galata und Pera anschließenden Stadtteile. Sowohl nach Westen als auch nach Norden und Osten wächst die Metropole weit über die historischen Stadtteile hinaus. Im Südosten liegen die zu Istanbul gehörenden Prinzeninseln.
Das Stadtgebiet besitzt eine Ausdehnung von etwa 50 km in Nord-Süd-Richtung und rund 100 km in Ost-West-Richtung. Das Verwaltungsgebiet der Metropolregion ist mit der Provinz Istanbul identisch und hat eine Fläche von 5343,02 km², von denen aber nur 1830,92 (34,2 %) zur eigentlichen Stadt gehören. Der Rest mit 3512,1 km² (65,8 %) bestand 2009 aus Vorstädten und Gebieten mit ländlicher Siedlungsstruktur.

### Tektonik

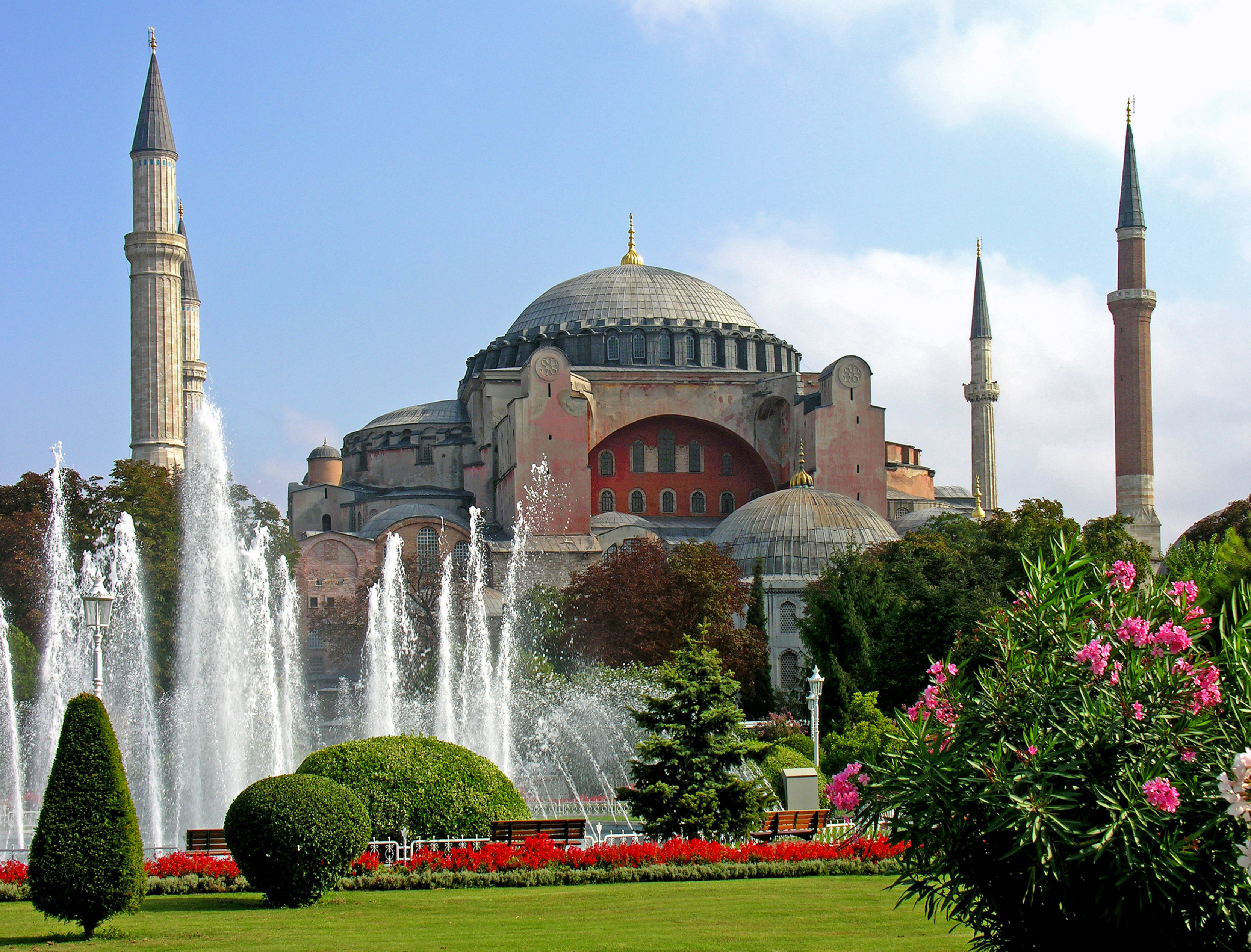
Die Hagia Sophia oder Sophienkirche ist eine von 532 bis 537 n. Chr. erbaute ehemalige byzantinische Kirche.

Istanbul liegt nördlich der Nordanatolischen Verwerfung, die sich von Karlıova in Ostanatolien zum Marmarameer und bis zur Ägäis erstreckt. Die Anatolische Platte schiebt sich hier westwärts an der nördlich gelegenen Eurasischen Platte vorbei. Entlang der dadurch entstandenen Transformstörung ereigneten sich 66 größere Beben allein zwischen 1711 und 1894.
Bekannt ist das Beben von 447, bei dem 57 Türme der Landmauer einstürzten, und jenes von 559, bei dem Teile der Kuppel der Hagia Sophia wenige Jahre nach der Fertigstellung in die Kirche stürzten. Eines der schwersten Beben, verbunden mit einer gigantischen Flutwelle, die über die Seemauern der Stadt einbrach, ereignete sich 1509. Dabei wurden schätzungsweise 5.000 bis 13.000 Menschen getötet sowie 109 Moscheen und 1.070 Häuser zerstört. Zudem wurde die in Istanbul liegende Flotte vernichtet. Das nächste starke Beben folgte 1557. 1690 und 1719 richteten Beben beträchtliche Schäden an den Land- und Seemauern an. Gedenkinschriften, die an den Stadttoren nach der Wiederherstellung durch Sultan Ahmed III. angebracht wurden, künden davon. Am 22. Mai 1766 wurde das Bethaus der Fatih-Moschee weitgehend zerstört. 1894 stürzten bei einem Beben weite Teile des Gedeckten Basars ein, dessen breiteste Straße erst nach dieser Katastrophe entstanden ist. Diesem Beben fielen auch die meisten Mosaike der Hagia Sophia zum Opfer.
Am 17. August 1999 wurde Istanbul von einem schweren Erdbeben erschüttert. Allein an der Hauptstraße des Vororts Avcılar starben 1200 Menschen und damit die meisten der Istanbuler Erdbebenopfer.
Geologen halten es für wahrscheinlich, dass sich bei Istanbul in naher Zukunft ein Beben mit einer Stärke von 7,0 auf der Richterskala oder höher ereignen wird.

### Stadtgliederung

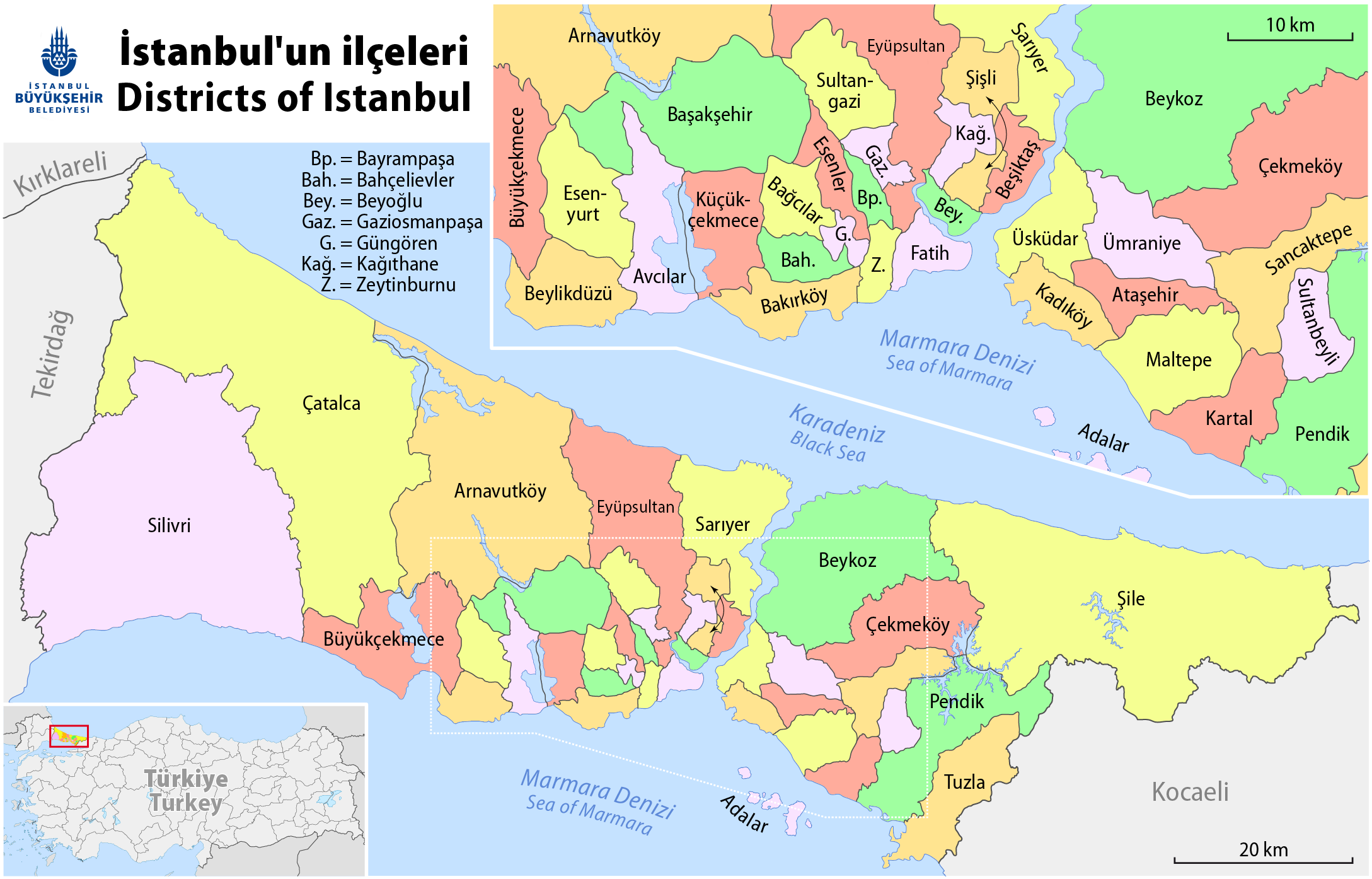
Stadtbezirke von Istanbul

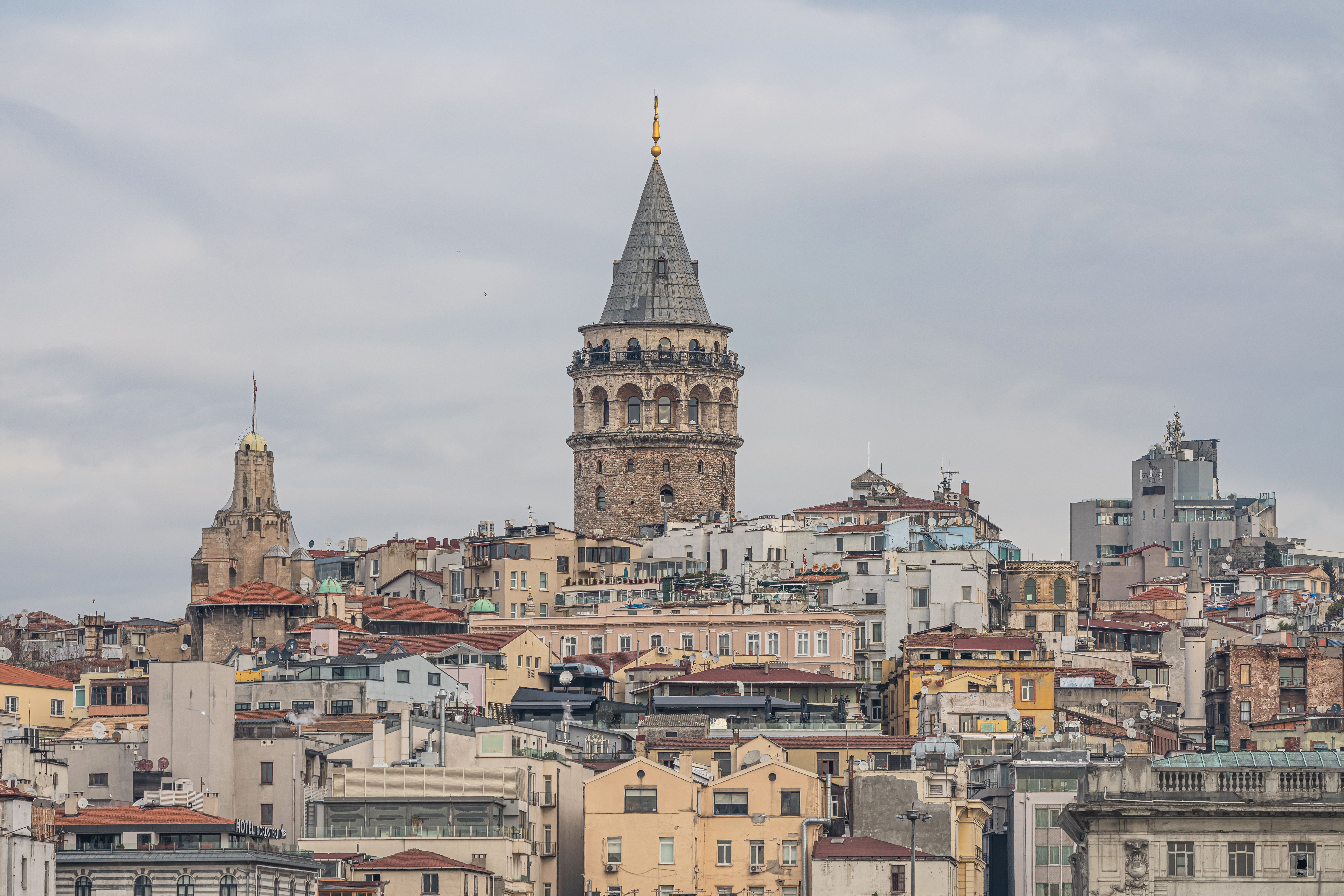
Stadtviertel Karaköy mit dem Galataturm

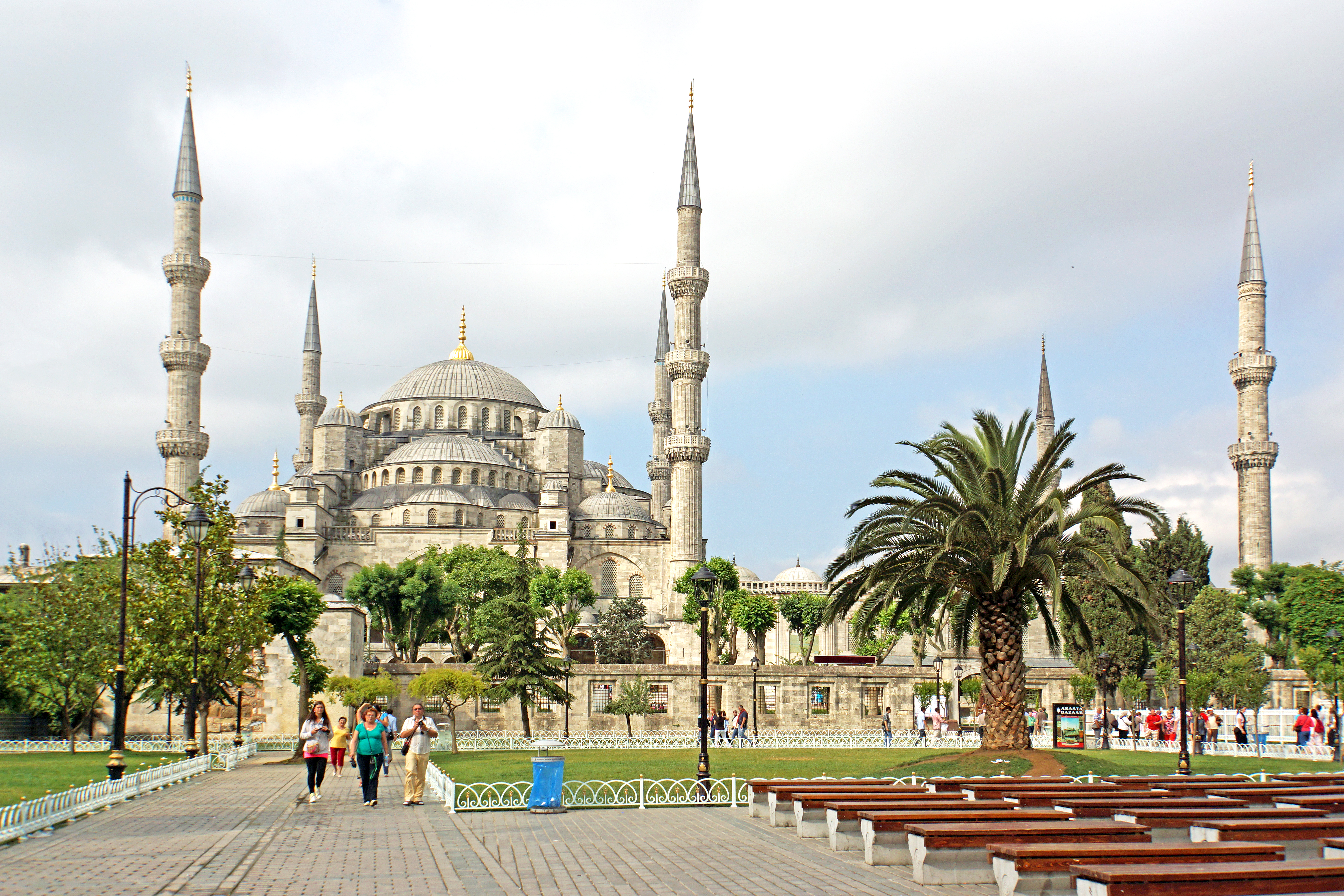
Sultan-Ahmed-Moschee mit Parkgelände

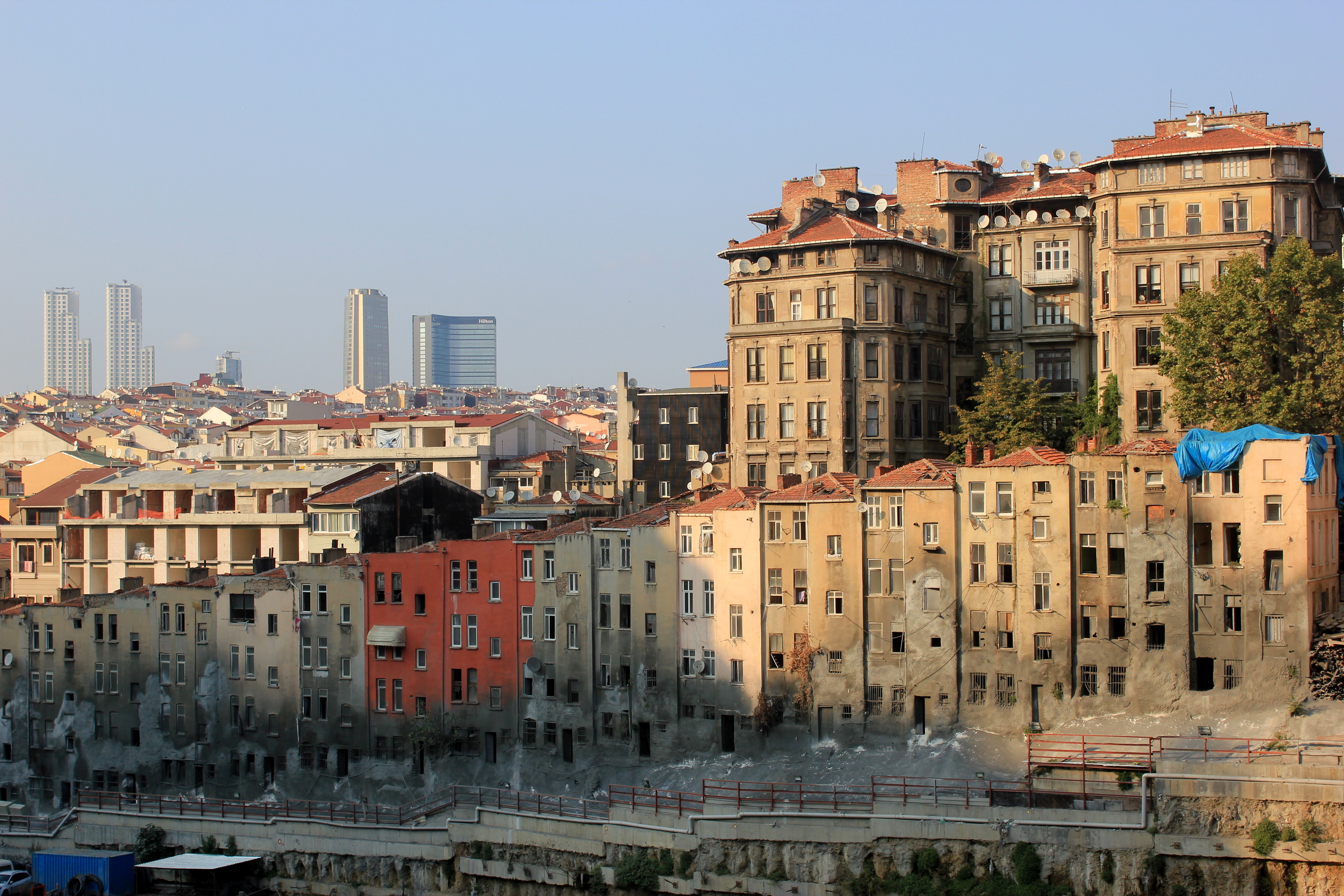
Baugrube und historische Bausubstanz nahe dem Taksim-Platz in der westlichen Altstadt

Das Verwaltungsgebiet der Großstadtkommune (Büyükşehir Belediyesi) Istanbul gliedert sich in 39 Stadtbezirke (İlçe). Davon entfallen 25 auf den europäischen Teil und 14 auf den asiatischen.
Das alte, im Süden der europäischen Seite gelegene Stadtzentrum des einstigen Konstantinopel mit den Stadtteilen Eminönü und Fatih wird durch das Goldene Horn von den nördlicher gelegenen, jüngeren Stadtteilen getrennt und im Westen von der Theodosianischen Landmauer begrenzt. Westlich der Mauer liegt der Stadtteil Eyüp und dahinter und entlang des Marmarameeres liegen neue Wohn- und Gewerbegebiete, die inzwischen sogar bis über den Flughafen hinaus weit nach Westen reichen.
Alt-Istanbul im Stadtteil Fatih wird vor allem von den Großmoscheen und einer ehemaligen Kirche geprägt. Um die römische Kontinuität zu betonen, kam im 10. Jahrhundert die Vorstellung auf, Konstantinopel würde wie Rom auf sieben Hügeln ruhen. Obwohl diese Vorstellung ein Konstrukt späterer Zeit und topographisch kaum haltbar (Die „Hügel“ sind zwischen 40 und 70 m hoch, zum Vergleich: Das Valens-Aquädukt misst 61 m in der Höhe) ist, findet sich die Sieben-Hügel-Teilung in der Literatur wieder. Auf dem ersten Stadthügel liegt demzufolge die Hagia Sophia und knapp dahinter die Sultan-Ahmed-Moschee, auf dem zweiten die Nuruosmaniye-Moschee, auf dem dritten die Süleymaniye-Moschee, auf dem vierten die Fatih-Moschee Sultan Mehmeds II., auf dem fünften die Sultan-Selim-Moschee, auf dem sechsten die Mihrimah-Sultan-Moschee und auf dem siebenten, nicht vom Goldenen Horn einsehbaren Stadthügel, die Haseki-Hürrem-Sultan-Moschee. Zum Stadtbild von Fatih gehören ebenfalls die in osmanischer Tradition gebauten Holzhäuser.
Nördlich des Goldenen Horns befinden sich die europäisch geprägten Stadtteile Beyoğlu und Beşiktaş, wo sich der letzte Sultanspalast, der Çırağan-Palast, befindet, gefolgt von einer Kette ehemaliger Dörfer wie Ortaköy, Bebek und Sarıyer am Ufer des Bosporus. Hier errichteten wohlhabende Istanbuler bis Anfang des 20. Jahrhunderts luxuriöse Holzvillen, Yalı genannt, die als Sommerwohnsitze dienten.
Die auf der asiatischen Seite liegenden Stadtteile Kadıköy und Üsküdar waren ursprünglich selbstständige Städte. Heute sind sie vor allem Wohn- und Geschäftsviertel, in denen etwa ein Drittel der Istanbuler Bevölkerung wohnt. Hieran anschließend wurden entlang dem Bosporus und dem Marmarameer sowie ins asiatische Hinterland hinein Dörfer und Stadtteile großflächig ausgebaut und neu erschlossen. In Beykoz liegen wie am gegenüber liegenden Bosporusufer viele osmanische Yalıs.
Bedingt durch das starke Bevölkerungswachstum machen den größten Teil der Stadtfläche heute die im Hinterland entstandenen Stadtteile wie Bağcılar, Bahçelievler, Küçükçekmece, Sultangazi im europäischen Teil, Maltepe, Pendik und Sultanbeyli im asiatischen Teil aus. Sie wurden teilweise als Gecekondular (‚über Nacht errichtet‘) errichtet und erst nach Jahren oder Jahrzehnten an die städtische Infrastruktur angeschlossen. Ein Drittel der neu zugezogenen Istanbuler lebt in solchen informellen Siedlungen oder Elendsvierteln. Seit den 1980er Jahren sind unter enormer Anteilnahme der Öffentlichkeit einige der Gecekondus von der Stadt abgerissen worden. Der weitaus größere Teil hat sich dagegen zu infrastrukturell vollwertigen Stadtvierteln entwickeln können. Istanbul ist die einzige Metropole eines Schwellenlandes, die keine flächendeckenden Elendsviertel besitzt. Gehobene Büro- und Wohnviertel entstehen unter anderem im Norden auf Höhe der zweiten Bosporusbrücke oberhalb von Bebek in den Vierteln Levent, Etiler und Maslak. Aber auch im Westen in Bakırköy und Başakşehir und im Osten auf der asiatischen Seite gibt es gehobene Büro- und Wohnviertel.

### Klima
Die Stadt hat aufgrund ihrer Lage zwischen Mittelmeer und Schwarzem Meer ein mildes, feuchtes Seeklima. Die durchschnittliche Jahrestemperatur liegt bei 14,5 °C. Die wärmsten Monate sind Juli und August mit durchschnittlich über 24 °C, die kältesten Januar und Februar mit durchschnittlich um die 6 °C. Die Sommertemperaturen können während der Hitzeperioden, die oft mehrere Tage andauern und von Juni bis August auftreten, bis über 35 °C im Schatten erreichen. Der Winter ist kühl bis kalt und wie die anderen Jahreszeiten wechselhaft. Es gibt frühlingshafte Sonnentage, aber auch Regen und Kälteeinbrüche und des Öfteren Schneefälle. Aufgrund der starken Bewölkung im Winter, ist die Anzahl der Sonnenstunden besonders niedrig. Die durchschnittliche jährliche Niederschlagsmenge liegt bei 865 Millimeter. Rund zwei Drittel der Niederschläge fällt in den Herbst- und Wintermonaten. Das restliche Drittel verteilt sich auf die Frühlings- und Sommermonate, wobei im Frühling etwa doppelt so viel Niederschlag fällt wie im Sommer.
Heftige Niederschläge und Überschwemmungen treten in allen Jahreszeiten auf. In Istanbul wird am häufigsten der Nordostwind Poyraz beobachtet, der besonders im Sommer mit höheren Geschwindigkeiten verbunden ist und kühle, im Winter kalte Meeresluft bringt. Häufig ist auch der Südwestwind Lodos, der feuchte, dunstige und warme Luftmassen bringt. Wegen des Meerwindes liegt die gefühlte Temperatur vor allem im Winter oft niedriger als die gemessene Temperatur (Windchill) und wegen der hohen Luftfeuchtigkeit vor allem im Sommer (selten unter 70 Prozent) liegt die gefühlte Temperatur oft höher als die gemessene Temperatur (Schwüle). In den weniger urbanisierten, höher gelegenen und nördlichen Bezirken Istanbuls, ist es in der Regel kühler als in der Innenstadt, verstärkt aufgrund des Effekts der Städtischen Wärmeinsel (urban heat island effect). Die tiefste je gemessene Temperatur liegt bei −16,1 °C am 9. Februar 1929 und die höchste bei 41,5 °C am 13. Juli 2000. Die Wassertemperaturen an Istanbuls Küste schwanken zwischen durchschnittlich 8 °C und 23 °C.
|                        | Jan  | Feb  | Mär  | Apr  | Mai  | Jun  | Jul  | Aug  | Sep  | Okt  | Nov   | Dez   |   |       |
| Mittl. Temperatur (°C) | 5,9  | 6,1  | 8,0  | 11,5 | 16,3 | 21,1 | 23,7 | 24,2 | 20,5 | 16,2 | 11,7  | 7,9   | ⌀ | 14,5  |
| Mittl. Tagesmax. (°C)  | 8,8  | 9,4  | 12,0 | 16,1 | 21,0 | 25,7 | 28,0 | 28,2 | 24,6 | 19,9 | 15,0  | 10,7  | ⌀ | 18,3  |
| Mittl. Tagesmin. (°C)  | 3,6  | 3,5  | 4,9  | 8,1  | 12,8 | 17,4 | 20,3 | 21,2 | 17,4 | 13,6 | 9,2   | 5,5   | ⌀ | 11,5  |
|                        |      |      |      |      |      |      |      |      |      |      |       |       |   |       |
| Niederschlag (mm)      | 96,1 | 87,7 | 69,8 | 45,1 | 37,1 | 44,7 | 36,3 | 43,5 | 81,3 | 98,3 | 100,5 | 124,8 | Σ | 865,2 |
|                        |      |      |      |      |      |      |      |      |      |      |       |       |   |       |
| Sonnenstunden (h/d)    | 2,2  | 3,2  | 4,6  | 6,0  | 8,0  | 9,6  | 10,3 | 9,3  | 7,8  | 5,1  | 3,1   | 2,0   | ⌀ | 5,9   |
|                        |      |      |      |      |      |      |      |      |      |      |       |       |   |       |
| Regentage (d)          | 16,9 | 15,2 | 13,2 | 10,0 | 7,4  | 7,0  | 4,7  | 5,1  | 8,1  | 12,3 | 13,9  | 17,5  | Σ | 131,3 |
|                        |      |      |      |      |      |      |      |      |      |      |       |       |   |       |
| Luftfeuchtigkeit (%)   | 79,8 | 78,6 | 75,8 | 75,1 | 76,5 | 75,7 | 75,3 | 75,9 | 75,0 | 78,4 | 78,9  | 78,4  | ⌀ | 76,9  |

| 3,6 |

| 3,5 |

| 4,9 |

| 8,1 |

| 12,8 |

| 17,4 |

| 20,3 |

| 21,2 |

| 17,4 |

| 13,6 |

| 9,2 |

| 5,5 |

| 3,6 |

| 3,5 |

| 4,9 |

| 8,1 |

| 12,8 |

| 17,4 |

| 20,3 |

| 21,2 |

| 17,4 |

| 13,6 |

| 9,2 |

| 5,5 |

### Flora und Fauna
In Istanbul finden sich Pflanzen, die der Flora der Stadt einen vorwiegend mitteleuropäischen und zugleich mediterranen Charakter verleihen, besonders auf den Prinzeninseln. So finden sich auf Çamlıca oder Sarıyer im Norden unter anderem Stieleichen, Buchen und Kastanien, auf den Prinzeninseln im Süden kleine Pinienwälder und Kermes-Eichen. Anzutreffen sind dort und in den südlichen Teilen der Stadt Zedern-Wacholder, Pistazien, Zypressen, Kretische Zistrose, Schlehdorn und Mäusedornarten. Die großen Wälder, die die Stadt im europäischen und asiatischen Teil im Norden umgeben, haben einen mitteleuropäischen Charakter. So kommen im Belgrader Wald (Belgrad Ormanı) verschiedene Eichenarten vor, darunter die Traubeneiche und die Ungarische Eiche, zudem Hainbuchen, Hänge- und Moor-Birken, Türkenbundlilien, Wald-Bingelkraut, Großes Hexenkraut und Zweiblättriger Blaustern.
Mit ungefähr 2500 verschiedenen natürlich vorkommenden Pflanzenarten stellen Provinz und Stadt Istanbul, deren Gesamtfläche nur 5343,02 km² beträgt, ganze europäische Länder, wie das Vereinigte Königreich in den Schatten. Istanbul alleine beherbergt etwa ein Viertel von mehr als zehntausend dokumentierten Pflanzenarten, die in der Türkei vorkommen. Einige dieser Pflanzen sind endemisch.
Laut der Generaldirektion für Forstwirtschaft („Orman Genel Müdürlüğü“) sind 44 % der Provinz Istanbul von Wäldern bedeckt.
Für eine Großstadt existiert hier eine reiche Tierwelt. Das salzreichere Wasser des Marmarameeres vermischt sich mit dem salzärmeren des Schwarzen Meeres am Südausgang des Bosporus am stärksten, was einen relativen Fischreichtum zur Folge hat. Charakteristisch ist hier die Sardelle, aber auch Delfine lassen sich gelegentlich beobachten, seitdem durch den Bau von Kläranlagen die Wasserqualität von Bosporus und Marmarameer gestiegen ist. Die Wälder beherbergen über 71 Vogel- und 18 Säugetierarten. Es besteht ein Jagdverbot. In den Wäldern sind daher Wildschweine, Wölfe, Goldschakale, Füchse, Rothirsche, Damhirsche und Rehe verbreitet.
Die Stadt ist Ziel von Vogelfreunden aus aller Welt, die den alljährlichen Vogelzug beobachten wollen. Etwa 500.000 Weißstörche und damit der Großteil der europäischen Population überfliegen von Ende Juli bis Mitte September den Bosporus in zwei Wellen. Der Höhepunkt der Schwarzstorchwanderung ist Ende September. Auch den Greifvogelzug kann man an günstigen Tagen mit bis zu tausend Vögeln täglich beobachten. Dazu zählen Wespenbussard, Schreiadler, Schelladler, Sperber und weitere Bussardarten. Seltener lassen sich Schmutzgeier, Kaiseradler, Zwergadler, Schlangenadler und Weihen beobachten, obwohl von letzteren alle europäischen Arten durchziehen.

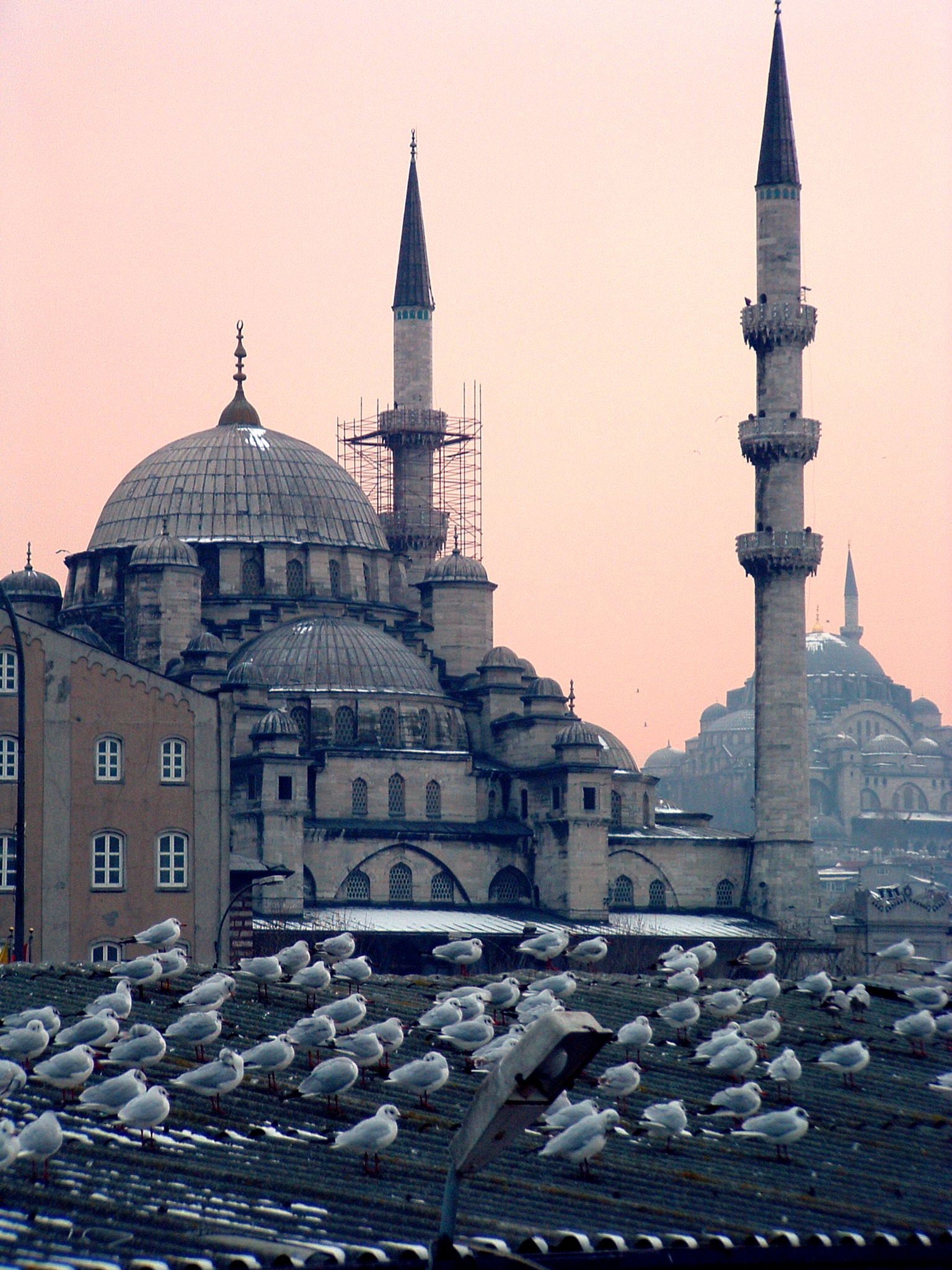
Möwen auf einem Dach; im Hintergrund zwei osmanische Großmoscheen

Wie in vielen anderen Großstädten ist die Vogelwelt vor allem durch die Stadttaube, die wohl im 19. Jahrhundert aus Algerien oder Tunesien eingeführte Palmtaube und durch Möwen vertreten. Auf manchen Innenstadtplätzen, etwa vor der Beyazıt-Moschee oder vor der Yeni-Moschee, leben große Populationen. Seltener trifft man auf andere Taubenarten sowie auf Haussperling, Graureiher und den Schwarzen Milan. Häufiger hingegen sind Alpensegler, Girlitz, Samtkopf-Grasmücke, Kormoran und Mittelmeer-Sturmtaucher.
Streunende Katzen sind im Stadtbild allgegenwärtig. Sie leben teilweise einzeln, teilweise auch in großen Gruppen zusammen. Sie ernähren sich von Abfällen, werden aber auch häufig von Menschen gefüttert. In geringerem Maße sind außerdem halbwilde Hunde anzutreffen.

### Umweltprobleme
Das Wachstum der Stadt, die hohe Industrie- und Verkehrsdichte führen zu erheblichen Umweltproblemen. Gegen die Luftverschmutzung wurden durch den Einsatz von Erdgas Erfolge erzielt, ähnliches gilt für das Müllproblem. Dennoch werden Luft und Wasser durch die zahlreichen Fabriken, Kraftfahrzeuge und privaten Haushalte weiterhin belastet. Besondere Umweltprobleme ergeben sich zudem aus dem Verkehrslärm sowie aus der oft direkten Nachbarschaft von ärmeren Wohngebieten und Industrieanlagen.
Überschwemmungen bringen immer wieder Müll in die Kanalisation und führen dabei zu deren Verstopfung und erhöhen gleichzeitig die Gefahr von Infektionskrankheiten. Die Ursache zahlreicher Probleme liegt in der Infrastruktur, die mit dem enormen Bevölkerungswachstum seit den 1980er Jahren nicht Schritt halten konnte.
Den Weltentwicklungsindikatoren der Weltbank für 2012 zufolge ist Istanbul, was die Schwefeldioxid-Luftverschmutzung angeht, die Stadt mit den siebtschlechtesten Werten auf dem Globus.

## Geschichte

### Entwicklung des Namens

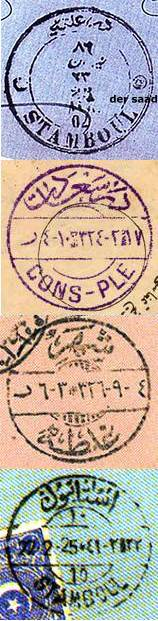
Verschiedene Namen Istanbuls auf osmanischen Poststempeln (1880 bis 1925)

Der ursprüngliche griechische Name der Stadt Byzántion (griechisch Βυζάντιον, lateinisch Byzantium), geht auf den legendären Gründer der Stadt, Byzas, zurück, der aus Megara in Mittelgriechenland stammte. Er war einem Orakelspruch der Pythia gefolgt. Im Jahr 324 machte der römische Kaiser Constantinus die Stadt zu seiner Residenz und ließ Byzantion als „neues Rom“ (Nova Roma, Νέα Ῥώμη) zur Hauptstadt ausbauen. Ihm zu Ehren wurde für die Stadt der Namen Constantinopolis (griechisch Κωνσταντινούπολις Kōnstantinoúpolis „Stadt des Konstantin“) gebräuchlich. Auf Constantinopolis gehen die deutsche Form Konstantinopel und zahlreiche Namensformen in anderen Sprachen zurück. So wurde Konstantinopel auf Arabisch al-Qustantīniyya / القسطنطينية genannt, im Armenischen Gostantnubolis und im Hebräischen Kuschta (קושטא). In vielen slawischen Sprachen hieß die Stadt hingegen Cari(n)grad („Stadt des Kaisers“).
Daneben entwickelte sich der heutige Name Istanbul. Im Laufe der Zeit wurde der Ausdruck Polis („Stadt“, griechisch: ἡ πόλις) allein für die Hauptstadt gebräuchlich, weil alle anderen Städte des Reiches zum Kastron (griechisch: κάστρον, „Festung“) geworden waren. Im Volksgriechischen wurde daraus „στην πόλι(ν)“ (stin poli(n), „in der Stadt“, eigentlich eine unspezifische Angabe, die aber dann den Ort selbst bezeichnete). Der im 9. Jahrhundert schreibende arabische Schriftsteller al-Masʿūdī berichtet, dass die Griechen für Konstantinopel die Namen „būlin“ und „stan būlin“ gebrauchten. Für das Jahr 1403 gebrauchte der kastilische Gesandte Ruy González de Clavijo für die Stadt den Namen „Escomboli“ und für 1426 berichtete der bayerische Reisende Johannes Schiltberger, dass die Stadt von den Griechen Istimboli und den Türken Stambol genannt wurde.

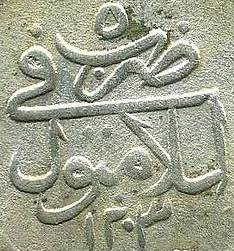
Der Name auf einer Münze von 1203 H. (1788/89 n. Chr.)

In türkischer Sprache wurde dieser Name, eventuell vermittelt durch etazistische oder auch tsakonische Dialektsprecher und mit weiteren Umformungen, wie dem prothetischen vokalischen Anlaut, der auch bei anderen doppelkonsonantisch anlautenden Fremdwörtern im Türkischen auftritt, zu Istanbul, Astanbul / استانبول (auch Istambul, Stambul), eine Form, die schon in seldschukischer Zeit Verwendung fand und später durch osmanische und westeuropäische Aufzeichnungen für das 16. Jahrhundert belegt ist. Dabei ist der Lautstand nicht türkisch, sondern arabisch; das Arabische hat kein stimmloses P und kennt an Vokalen nur A, I und U, hingegen enthalten zahlreiche originär türkische Wörter den Konsonanten P und zu den acht türkischen Vokalen gehört auch das O. Das helle İ als Wahl des prothetischen Anlautes widerspricht (wie auch in einigen türkischen Namen bulgarischer Orte, z. B. İsvodiye (bulg. Своге, Transkr. Swoge)) der Vokalharmonie originär türkischer Wortbildungen (z. B. altı, eski und ümit). An Istanbul angelehnt erschien Islambul / إسلامبول / ‚vom Islam erfüllt‘, das im 18. Jahrhundert als Name der Münzstätte am Tavşan taşı auch auf Münzen geprägt wurde.

Aus dem Feldzugstagebuch Süleymans I. (1521): „[…] und fuhr nach der Stadt Istanbul ab […]“ (moderne Hervorhebung)

Literarisch waren bei den Osmanen in Urkunden, Inschriften etc. auch andere Namen üblich. Häufig wurde die Stadt mit ihrer ebenfalls vom Arabischen abgeleiteten Namensform Kustantiniyye / قسطنطينيه bezeichnet. Man findet aber auch şehir-i azima („die großartige Stadt“), sowie ab dem 19. Jahrhundert vermehrt die Bezeichnung Dersaâdet / در سعادت / Der-i Saʿādet / ‚Pforte der Glückseligkeit‘. Weitere Bezeichnungen waren etwa darü’s-saltanat-ı aliyye, asitane-i aliyye und darü’l-hilafetü ’l aliye und pâyitaht / پایتخت /‚Ehrenvoller Thron‘ im Sinne von „Residenz“. Bei den stadtansässigen Europäern waren ab dem 19. Jahrhundert vor allen die französisierten Formen Constantinople und Stamboul geläufig, die auch von französisch sprechenden Türken verwendet wurden.
Verwaltungsmäßig war die Agglomeration zu beiden Seiten des Bosporus und des Goldenen Horns, für die die Namen Istanbul und Konstantinopel und die anderen Namen gebraucht wurden, in mehrere Bezirke aufgeteilt. In der alten, ummauerten Stadt auf der Halbinsel zwischen Goldenem Horn und Marmarameer amtierte als Richter und Chef einer rudimentären Zivilverwaltung der İstanbul Kadısı, der Kadi von Istanbul. In den weiteren Bezirken übten jenseits des Goldenen Horns der Kadi von Galata, jenseits des Bosporus der Kadi von Üsküdar ihr Amt aus und von der Spitze des Goldenen Horns amtierte der Kadi von Eyüp über das Umland. Diese drei Bezirke im Umkreis der alten Stadt wurden die Bilâd-ı selâse genannt. Die jeweils dazugehörigen Siedlungen waren zu unterschiedlichen Zeitpunkten und zu unterschiedlichen Bedingungen unter osmanische Herrschaft geraten.
Im Sprachgebrauch der Europäer, die zumeist in dem zu Galata gehörigen Viertel Pera, heute Beyoğlu, ansässig waren, wurde mit Konstantinopel meist die gesamte Stadt samt den Stadtteilen nördlich des Goldenen Horns und jenseits des Bosporus bezeichnet (also einschließlich ihres Wohnsitzes), während der Name Istanbul bei ihnen eher die alte Stadt auf der Halbinsel zwischen Marmarameer, Bosporus und Goldenem Horn mit ihrem orientalischen Gepräge gebraucht wurde.
1876 wurde der Name der Hauptstadt als Istanbul in die neue Verfassung aufgenommen, wo es in Artikel 2 hieß:

«Devlet-i Osmaniyenin payitahtı Istanbul şehridir / دولت عثمانیه نك پای تختی استانبول شهریدر / ‚Die Hauptstadt des osmanischen Staates ist die Stadt Istanbul‘»

Ab dem 28. März 1930, in der Frühzeit der Republik, wurde İstanbul zum offiziellen Namen der gesamten Stadt, der auch administrativ durchgesetzt wurde. Da die Stadt in osmanischen Schriften und im türkischen Volksmund schon seit langem im engeren Sinn so genannt wurde, war dies eigentlich keine Neubenennung, sondern eine Angleichung an einen seit langem üblichen Sprachgebrauch. In den meisten europäischen Ländern (außer zum Beispiel Griechenland und Armenien) verdrängte die Bezeichnung Istanbul allmählich die Bezeichnung Konstantinopel beziehungsweise deren Varianten aus dem Sprachgebrauch. Die altgriechisch-römische Namensgebung wird aber – meist mit Bezug auf das historische, insbesondere vorosmanische Konstantinopel – auch weiterhin in der Fachliteratur verwendet.

### Byzantion
Um 660 v. Chr. gründeten dorische Griechen aus Megara, Argos und Korinth Byzantion, eine Kolonie am europäischen Ufer des Bosporus. Die günstige geographische Lage ermöglichte der Siedlung bald, ein bedeutendes Handelszentrum zu werden. Ende des 6. Jahrhunderts geriet sie in die Auseinandersetzungen zwischen dem Perserreich und den griechischen Poleis, dann in die innergriechischen Konflikte.
513 v. Chr. eroberte der persische König Darius I. die Stadt, 478 wurde sie für zwei Jahre von Sparta besetzt. Danach wählte Byzantion die Demokratie als Regierungsform und schloss sich unter dem Druck Athens dem Attisch-Delischen Seebund an (bis 356). 340/339 widerstand die Stadt der Belagerung durch den makedonischen König Philipp II. Nach dem Zerfall des Makedonenreichs stellte sich die Stadt zunehmend auf die Seite des expandierenden Römerreichs und wurde 196 v. Chr. römischer Bundesgenosse. Diesen Sonderstatus büßte Byzantion erst unter Kaiser Vespasian ein. 196 ließ Septimius Severus die Stadt zur Strafe für die Unterstützung seines Gegners Pescennius Niger zerstören, doch wurde sie wieder aufgebaut. 258 wurde sie von Goten geplündert.
324 errang Konstantin I. die Alleinherrschaft über das Römische Reich und am 11. Mai 330 taufte er die neue Hauptstadt auf den Namen Nova Roma (Neu-Rom). Sie wurde jedoch bekannter unter dem Namen Konstantinopel. Ihre Fläche verfünffachte sich binnen weniger Jahrzehnte. Westlich der von Konstantin errichteten Stadtmauer ließ Theodosius II. ab 412 eine noch heute erhaltene Mauer errichten, womit die Stadtfläche von sechs auf zwölf Quadratkilometer anwuchs. Aquädukte versorgten die inzwischen größte Stadt des Mittelmeerraums mit Wasser, Getreide wurde an große Teile der Bevölkerung ausgegeben.

### Konstantinopel – Kostantiniyye – Istanbul

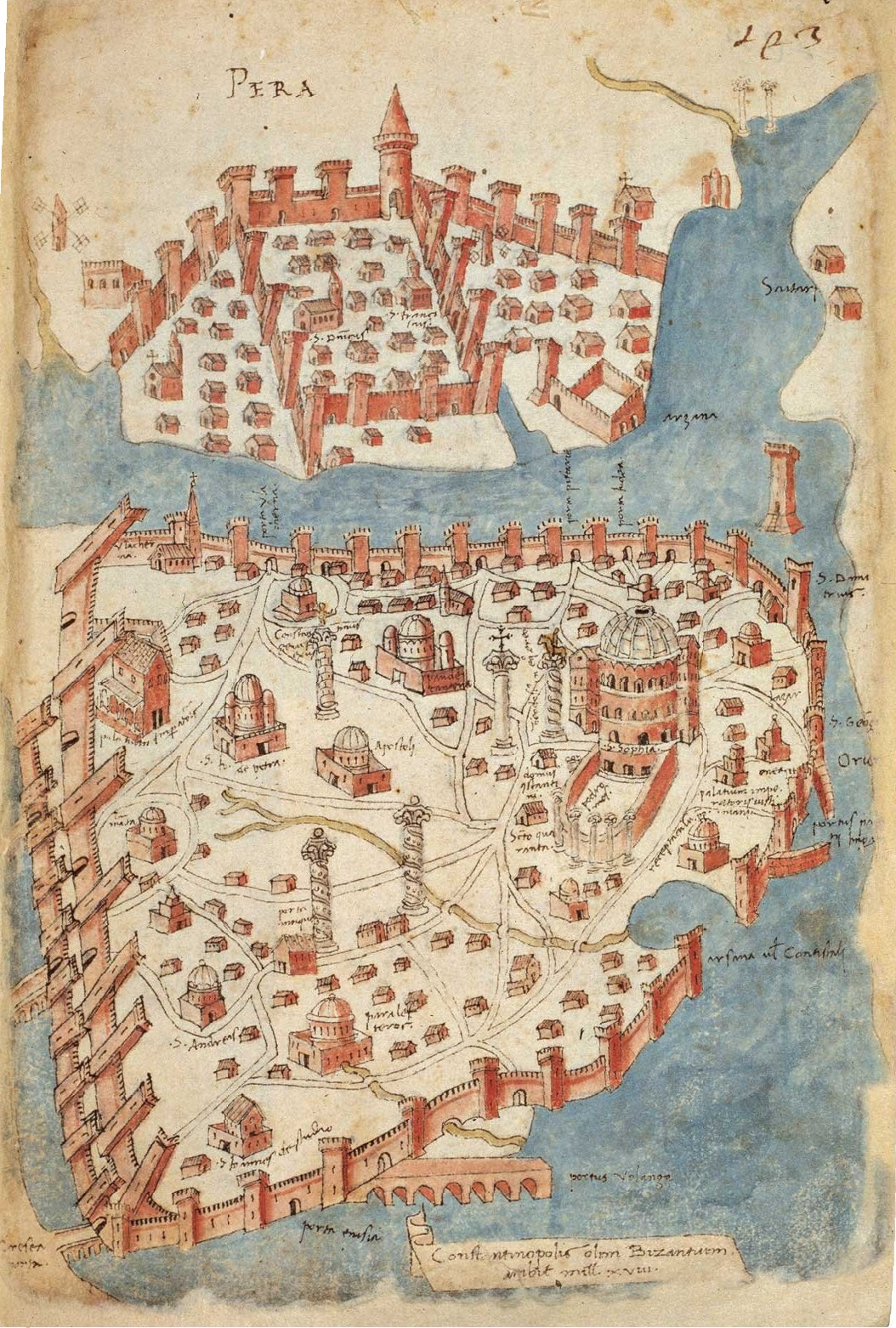
Darstellung Konstantinopels von Cristoforo Buondelmonti, 1422

#### Oströmisches Reich
Nochmals unter Kaiser Justinian I. (527–565) wurde Konstantinopel prächtig ausgebaut (Hagia Sophia). Die Stadt war die mit Abstand reichste und größte Stadt Europas und des Mittelmeerraums und widerstand den beiden Belagerungen durch Araber in den Jahren 674–678 sowie 717/18 erfolgreich. Unter dem Druck der Seldschuken, die ab Mitte des 11. Jahrhunderts Kleinasien eroberten, verlor die Stadt zeitweise ihr östliches Hinterland. In dieser Situation erhielten die italienischen Städte, allen voran Venedig und Genua, Handelsprivilegien und ausgedehnte Wohnquartiere am Südufer des Goldenen Horns; die Genuesen ab 1267 in Pera am Nordufer. Zudem war 1054 die kirchliche Einheit zwischen der Römisch-Katholischen Kirche und der Orthodoxen Kirche zerbrochen. 1171 ließ Kaiser Manuel I. die Venezianer verhaften und ihr Eigentum konfiszieren. Venedig nutzte den Vierten Kreuzzug zur Rache, und 1204 eroberten Kreuzritter Konstantinopel. Die Stadt wurde geplündert, zahlreiche Einwohner wurden ermordet und Kunstwerke von unschätzbarem Wert gingen verloren. Auf rund 100.000 Einwohner reduziert, war die Stadt von 1204 bis 1261 die Hauptstadt des Lateinischen Kaiserreichs. 1261 gelang es Kaiser Michael VIII., Konstantinopel zurückzuerobern, doch hatte er sich noch zwei Jahrzehnte abermaligen Eroberungsplänen zu widersetzen. Die Stadt war seit dieser Zeit aber nicht mehr als das Zentrum einer Regionalmacht, deren Hinterland ab 1354 sukzessive von den Osmanen erobert wurde. Um 1400 bestand das Reich nur noch aus Konstantinopel mit seinem direkten Umland und kleinen Restgebieten im Norden (Thessaloniki) und Süden (Morea) Griechenlands. Noch einmal 1422 hielt die Stadt einer Belagerung durch Murad II. stand.

#### Osmanisches Reich

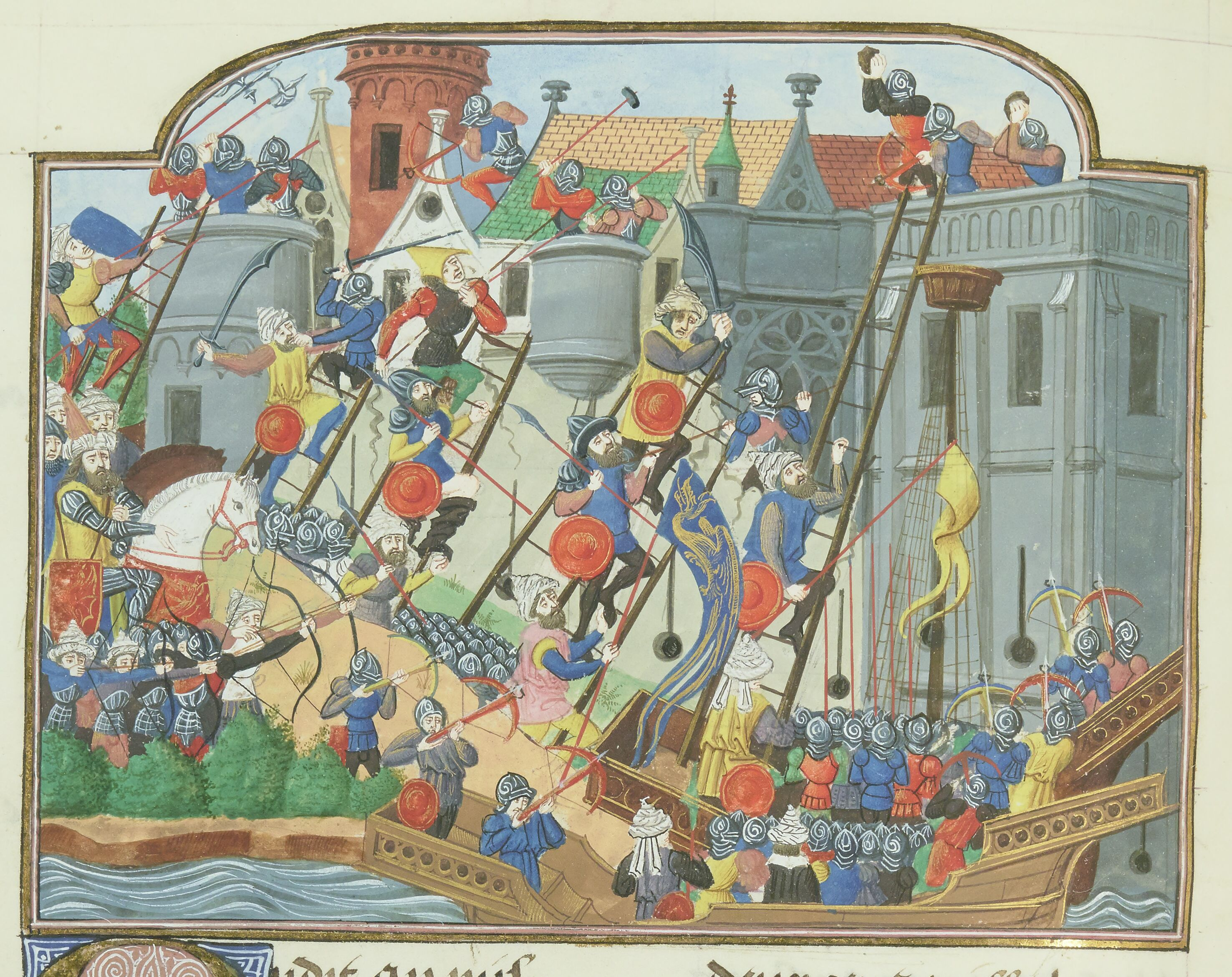
Die Eroberung Konstantinopels nach einer französischen Chronik des 15. Jahrhunderts

Am 5. April 1453 begann die letzte Belagerung durch osmanische Streitkräfte unter Sultan Mehmed II. Am Morgen des 29. Mai wurde die „seit langem verfallene Stadt“ besetzt. Konstantinopel – nun offiziell meist Kostantiniyye, gelegentlich auch İstanbul genannt – wurde nach Bursa und Adrianopel (Edirne) zur neuen osmanischen Hauptstadt. Die teilweise zerstörte und entvölkerte Stadt wurde planvoll wieder besiedelt und aufgebaut. Die Macht des Reichs erreichte ihren Höhepunkt unter Sultan Süleyman I. (1520–1566), dessen Architekt Sinan das Stadtbild mit zahlreichen Moscheen, Brücken, Palästen und Brunnen prägte. Mit dem fortschreitenden Verfall des osmanischen Einflusses in der Region und der Verkleinerung des Reichs bis Anfang des 20. Jahrhunderts litt auch die kosmopolitische Bedeutung Konstantinopels.

Stadtplan von Konstantinopel aus der Zeit um die Wende zum 20. Jahrhundert

Blick auf Istanbul um 1910

Die Schwäche des Reichs nach dem Balkankrieg 1912/1913 führte den europäischen Mächten und Russland die Gefahr eines Machtvakuums in den strategisch bedeutenden Meerengen vor Augen und warf die orientalische Frage nach Kontrolle über die Meerengen und Aufteilung des Reiches in Interessensphären auf. Der Sultan und die Jungtürken suchten die Unterstützung des Deutschen Reichs.

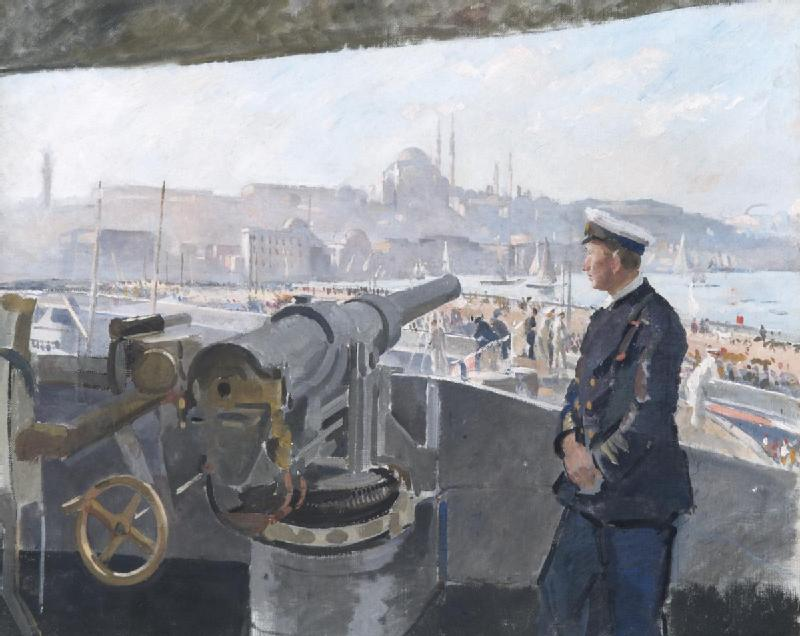
Britisches Kriegsschiff zur Zeit der alliierten Besatzung 1918, im Hintergrund das Goldene Horn

Den Zugriff der Entente auf Konstantinopel konnte das Osmanische Reich im Ersten Weltkrieg auf Seiten der Mittelmächte 1915 in der Schlacht von Gallipoli verhindern. Dennoch war der Krieg verloren. Französische und britische Truppen besetzten ab dem 13. November 1918 die Metropole. Im Friedensvertrag von Sèvres vom 10. August 1920 wurde das Osmanische Reich unter den alliierten Siegermächten aufgeteilt und musste darüber hinaus gewaltige Gebietsverluste hinnehmen. Konstantinopel mit den Meerengen Bosporus und Dardanellen blieb fünf Jahre lang von den Alliierten besetzt. Griechenland forderte in Erinnerung an das als griechisch beanspruchte Byzanz die „Rückgabe“ Konstantinopels, das es zu seiner Hauptstadt machen wollte.
Unter Mustafa Kemal, genannt Atatürk, begann 1919 der türkische Befreiungskrieg, an dessen Ende die letzten Einheiten der alliierten Truppen am 23. September 1923 die Stadt verließen. Konstantinopel verlor in diesem Jahr seinen Status als Regierungssitz an Ankara, womit sich die neue Republik von der Tradition der Osmanen abgrenzen wollte.

#### Türkische Republik

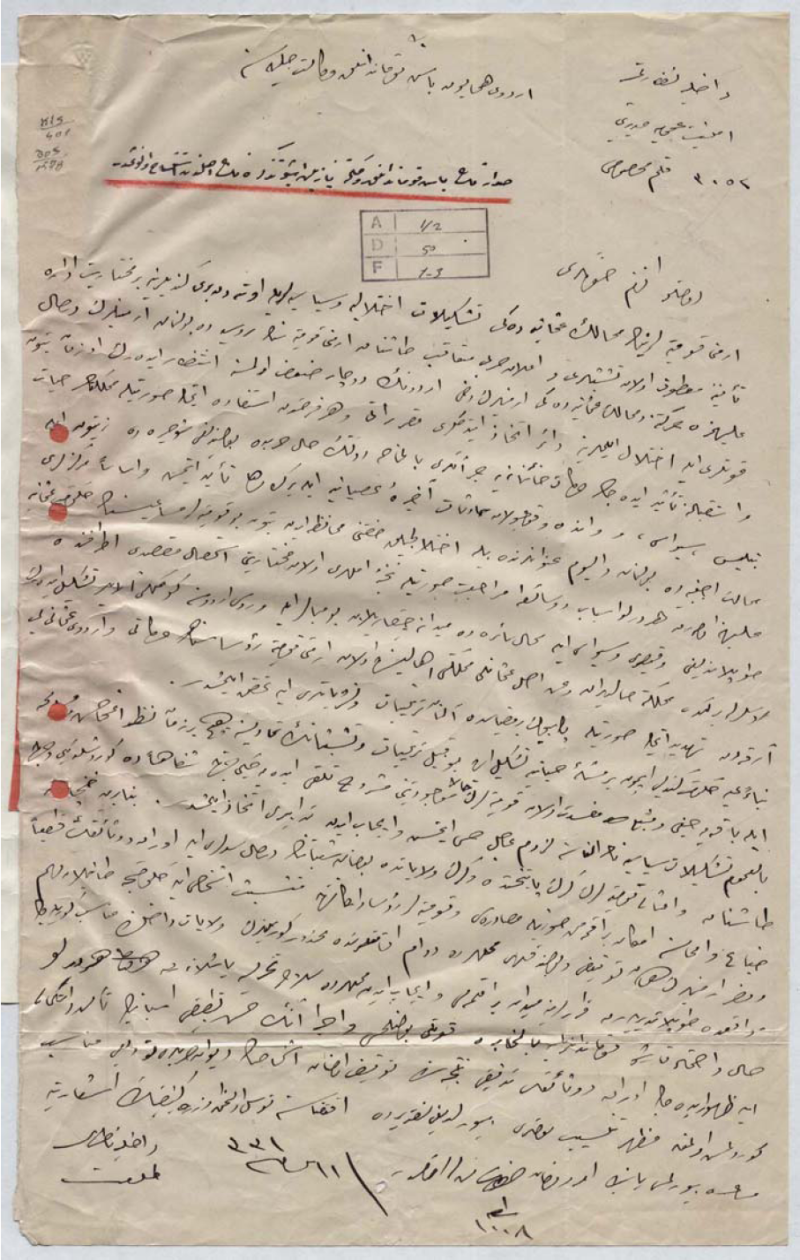
Anordnung des Innenministeriums unter Talât Pascha am 24. April 1915

Schon während des Ersten Weltkriegs begann die Vertreibung der ersten der beiden großen christlichen Minderheiten, der Armenier. Nichtmuslime hatten bis etwa 1890 die Bevölkerungsmehrheit gestellt, ab diesem Zeitpunkt setzte eine stete Zuwanderung in die Stadt ein, deren Einwohnerzahl wenige Jahre später die Millionengrenze überschritt. Armenier waren seit dem 17. Jahrhundert verstärkt zugezogen, so dass um 1850 über 220.000 in Konstantinopel lebten. Damit stellten sie vielleicht ein Viertel bis ein Drittel der Bevölkerung. Die Alliierten suchten im Ersten Weltkrieg ihre Unterstützung. Am 24. April 1915, zwei Monate nach Beginn der Schlacht von Gallipoli (Kämpfe um die Dardanellen), die zwischen dem 19. Februar 1915 und dem 9. Januar 1916 stattfand, ließ die Regierung erstmals armenische Zivilisten aus Konstantinopel deportieren. Offiziell waren es 235, wahrscheinlich mehr als 400 der zu dieser Zeit noch 77.835 Armenier, die in der Hauptstadt lebten.
Der Völkermord an den Armeniern fand überwiegend in Anatolien statt; die Armenier Istanbuls blieben bis 1923 weitgehend verschont. In Istanbul zielten die Verfolgungen auf die Deportation der armenischen Elite ab. Bei der Deportation wurden ab dem 24. April 1915 auf Anordnung von Innenminister Mehmet Talât Bey führende Personen der armenischen Gemeinde in Istanbul und später in anderen Ortschaften verhaftet und in Konzentrationslager in die Nähe von Ankara verschleppt. Nach der Annahme des Deportationsgesetzes vom 29. Mai 1915 wurden sie zwangsweise umgesiedelt, gefoltert, enteignet und viele ermordet. Daher wird der 24. April in Armenien als Völkermordgedenktag begangen. In der Nacht auf den 25. April wurden in einer ersten Welle 235 bis 270 armenische Gemeindeführer aus Istanbul (vor allem Geistliche, Ärzte, Verleger, Journalisten, Anwälte, Lehrer, Politiker) aufgrund des Beschlusses des Innenministeriums festgenommen. Eine zweite Verhaftungswelle in Istanbul betraf nach Angaben aus Nachforschungen bis zu 600 Personen.
Die genaue Einwohnerzahl der Stadt ist kaum mehr zu ermitteln. Sie lag um 1920 zwischen 800.000 und 1,5 Millionen, Deutlich ist nur, dass nach vier Jahrzehnten starken Bevölkerungswachstums die Einwohnerzahl geradezu einbrach. 1927 zählte man nur noch 691.000 Einwohner; während die nicht-muslimische Bevölkerung 1914 bei etwa 450.000 gelegen hatte, zählte sie 1927 nur noch 240.000. Damit stellte sie allerdings auch zu dieser Zeit noch fast ein Drittel der Bevölkerung.
84 % der Bevölkerung lebten zu dieser Zeit in Städten mit weniger als 10.000 Einwohnern, was bei der langsam einsetzenden Landflucht ein enormes Potential für die Zuwanderung nach Istanbul barg, das sich ab den 1950er Jahren zu entfalten begann. Während die Griechen, wohl etwa 1,2 Millionen, Anatolien verlassen mussten, durften alle Griechen, die am 30. Oktober 1918 in der Hauptstadt gewohnt hatten, dort bleiben. Doch trotz dieser Sondervereinbarung aus dem Jahr 1926 verließen weitere Griechen die Stadt; ein extremer Mangel an Handwerkern trat ein. 1942 wurden die Nichtmuslime zu einer besonderen Vermögenssteuer herangezogen (Varlık Vergisi), 1955 wurde nahezu die gesamte orthodoxe Bevölkerung beim Pogrom von Istanbul aus der Stadt vertrieben. Von den rund 110.000 Griechen blieben rund 2.500 in Istanbul. Heute leben rund 60.000 Armenier und 2.500 Griechen in der Stadt.
Istanbul wuchs ab den 1950er Jahren rapide, sie zog und zieht bis heute zahlreiche Menschen aus Anatolien an. Die Versorgungsprobleme der Nachkriegszeit führten 1954 zur Gründung der Migros Türk auf Einladung des Istanbuler Bürgermeisters. Seit den 90er Jahren kommen zahlreiche Osteuropäer in die Metropole. Es entstanden groß angelegte Bauprojekte; sie konnten mit dem rapiden Bevölkerungswachstum kaum Schritt halten. Zudem nahmen sie auf vorhandene Strukturen wenig Rücksicht. Istanbul dehnte sich weit in das Umland aus; zahlreiche Dörfer und Städte des Umlands zählen inzwischen zur Metropole. Entsprechend wurde Istanbul 1984 zur Metropolgemeinde erhoben.
1994 wurde der jetzige Staatspräsident Recep Tayyip Erdoğan als Kandidat der islamistischen Refah Partisi (RP) (Wohlfahrtspartei) Bürgermeister. Der spätere Bürgermeister Mevlüt Uysal ist Mitglied der islamisch-konservativen Adalet ve Kalkınma Partisi (AKP). Im November 2003 wurde die Stadt von einer Serie schwerer Anschläge erschüttert. Der Anschlag in einem Internet-Café am 9. Februar 2006 kostete einen Menschen das Leben, sechs Menschen wurden vier Tage später durch einen Anschlag in einem Supermarkt verletzt.
Am 28. Mai 2013 begannen am Taksim-Platz Demonstrationen. Sie begannen als Proteste gegen ein geplantes Einkaufszentrum bzw. gegen das Abholzen des Gezi-Parks; nach einem brutalen Polizeieinsatz am 31. Mai 2013 wandelten sie sich zu Protesten gegen die Regierung Erdogan und Erdogans Regierungsstil (→ Proteste in der Türkei 2013).

### Brände

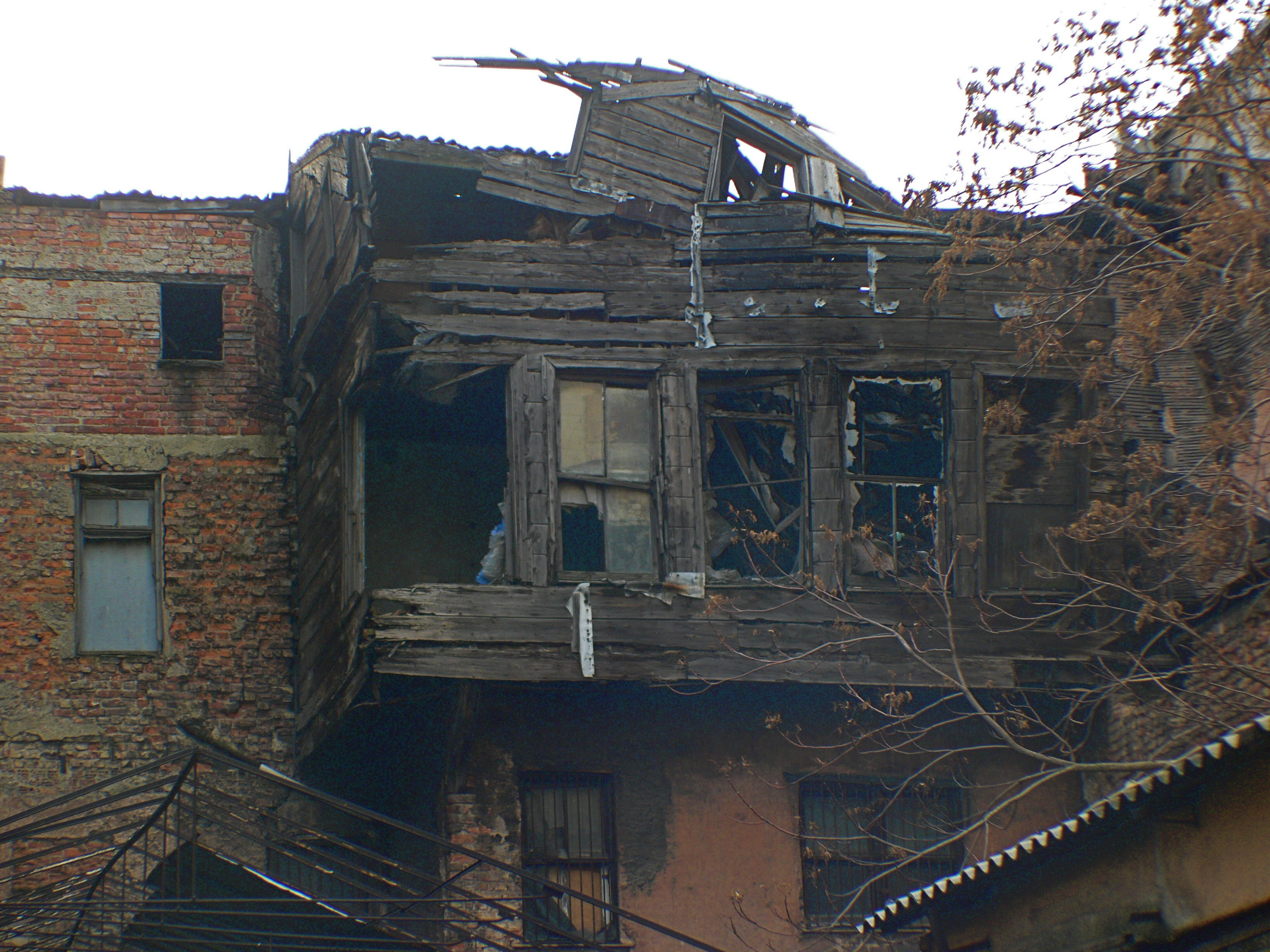
Folgen eines Brandes in der Istanbuler Altstadt

Die häufig auftretenden Großbrände lösten soziale und ökonomische Krisen aus und hatten großen Einfluss auf die Bebauung der Stadt. Auslöser waren beispielsweise die regelmäßig auftretenden Erdbeben, der Handel mit Explosivstoffen, die Unachtsamkeit in Haushalten und Werkstätten sowie Brandstiftung. So ereigneten sich zwischen 1883 und 1906 229 Brände mit der Zerstörung von 36.000 Häusern. Das Feuer 1690 im Großen Basar zerstörte Güter im geschätzten Wert von 3 Millionen Kuruş (etwa 2 Millionen Goldstücke). Die größten Brände in der Stadtgeschichte ereigneten sich 1569, 1633, 1660, 1693, 1718, 1782, 1826, 1833, 1865 und zuletzt 1918 mit 7.500 zerstörten Häusern. Der Reisende Salomon Schweigger schreibt um 1580:

„Es haben sich etliche Brunsten in der Stadt begeben. In einer hätt das Feur ein Gefängnus ergriffen, an der Stadtmaur bei dem Kanal oder Meerhafen. Die Gefangenen im obern Teil des Turns richteten sich mit Gewalt an die Tür, öffneten dieselbe und kamen davon; die andern mußten drin verderben, deren bei siebenzig waren. Ein großer Platz, wie ein groß Dorf, war hinweggebrunnen, aber man merket’s der Stadt nicht an. Wann ein Feur auskompt, so lauft niemand zu, der begehrte zu leschen, ausgenommen die Janitscharen, die darzu verordnet sein, zwar nicht zu leschen, sondern mit Fürbrechen und Einreißen der nächsten Häuser die Flamm zufürkommen“

Einige Gründe für die verheerende Wirkung der Brände lagen in der dichten, bis weit ins 20. Jahrhundert hinein vorwiegend aus Holzhäusern bestehenden Bebauung der Stadt, den häufig wehenden Winden und der Siedlungsstruktur, die oft aus weitgehend in sich abgeschlossenen Vierteln (Mahalle) mit Sackgassen bestand und eine schnelle Brandbekämpfung erschwerte. Nach Großbränden wurden Dekrete erlassen, dass Häuser in der Nähe von sozialen, wirtschaftlichen und öffentlichen Gebäuden ebenfalls aus Stein oder Ziegeln sein sollten. Diesen Anordnungen wurde jedoch nicht immer Folge geleistet. In osmanischer Zeit waren unter anderem die Wasserträger-Gilde und die Janitscharen für die Brandbekämpfung zuständig, ab 1718 wurden Feuerwehrwagen mit Wasserpumpen sowie neu gegründete Feuerbrigaden eingesetzt.

## Bevölkerung

### Bevölkerungsentwicklung

Einwohnerentwicklung in den letzten 100 Jahren

Die Einwohnerzahl stieg von 680.000 im Jahre 1927 auf 1,3 Millionen 1955, 2,5 Millionen 1975, 9,8 Millionen 2005, auf 13,1 Millionen 2010 und 14,7 Millionen 2015. Von den 13.120.596 Einwohnern im Jahr 2010 lebten etwa 65 % im europäischen Teil von Istanbul und rund 35 % auf der asiatischen Seite.
Die folgende Übersicht zeigt die Einwohnerzahlen nach dem jeweiligen Gebietsstand. Bis 1914 handelt es sich meist um Schätzungen, mit großen Unsicherheiten. Der auffällige Rückgang der Bevölkerungszahl um 1900 bis 1927 ist Ausdruck der Vertreibung der griechischen Bevölkerung. Die Zahlen von 1927 bis 2000 sind Ergebnisse von Volkszählungen. Die Zahlen von 2005 und 2006 beruhen auf Hochrechnungen, die ab 2007 sind Ergebnisse von Volkszählungen. Die Verdoppelung der Bevölkerung zwischen 1980 und 1985 ist auf Zuzug, natürliche Bevölkerungszunahme und auch auf Erweiterungen der Stadtgrenze zurückzuführen. Die Einwohnerzahlen in der folgenden Tabelle beziehen sich auf die Stadt in ihren politischen Grenzen, ohne selbstständige Vororte.

### Ethnische Minderheiten

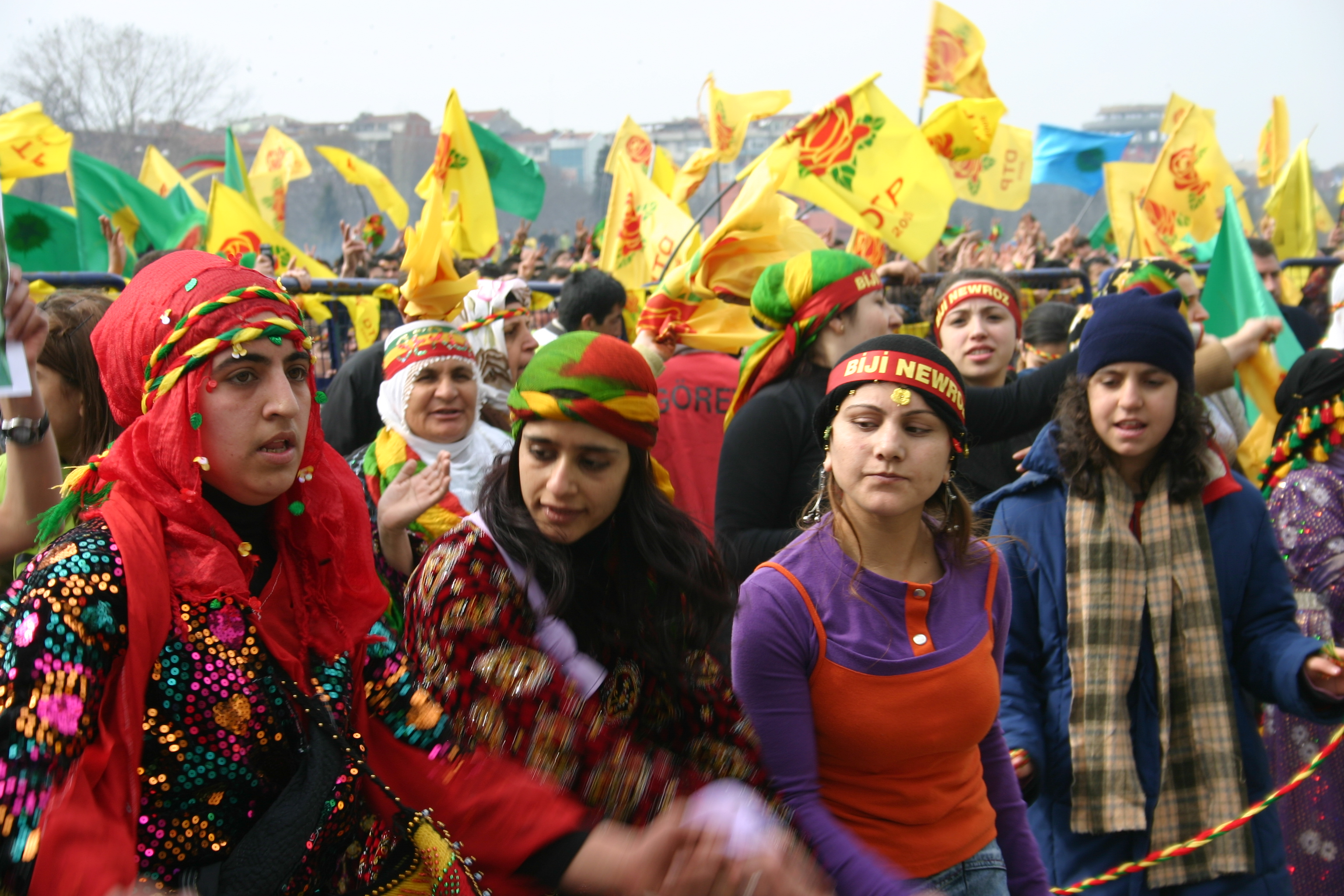
Kurden feiern den Newroz in Istanbul.

Kurden und Zaza bilden zusammen die größte Gruppe ethnischer Minderheiten in Istanbul. Die größte unter den traditionell noch dort lebenden christlichen Bevölkerungsgruppen sind Armenier. Die Zahl der Armenier in Istanbul wird von der Regierung mit 45.000 angegeben, was etwa 0,36 Prozent der Bevölkerung entspricht. Etwa 17.000 Aramäer bilden danach die zweitgrößte christliche Ethnie. Die 17.000 Juden bilden die zweitgrößte religiöse Minderheit. Einige der etwa 25.000 Bosporus-Deutschen stammen aus Familien, die oft schon seit der ersten Hälfte des 19. Jahrhunderts dauerhaft in Konstantinopel beziehungsweise Istanbul lebten. Die rund 1.650 Griechen gehören teilweise zu den seit vielen Generationen ursprünglich Ansässigen. Die Zahl der Russen wird, folgt man der Neuen Zürcher Zeitung, auf etwa 100.000 geschätzt, die der Chinesen soll noch höher liegen. Istanbul war auch ein Zufluchtsort für Russen aufgrund der kommunistischen Oktoberrevolution.
Weitere Bevölkerungsgruppen sind Lasen, Araber, Tscherkessen und Roma. Eine kleine polnische Gemeinde existiert in Polonezköy (deutsch „Polendorf“, polnisch Adampol), das etwas über 400 Einwohner hat.

### Religionen

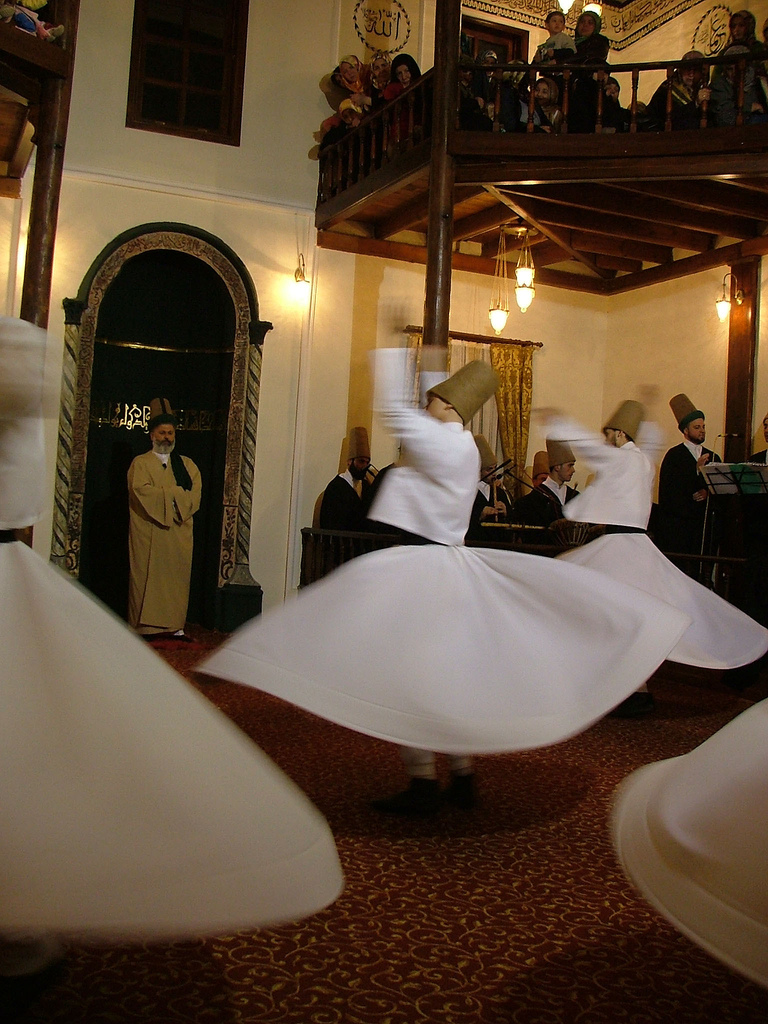
Mevlevi-Derwische in Istanbul

Heute bekennt sich der weitaus größte Teil der Bevölkerung zum Islam. Noch um die Wende vom 19. zum 20. Jahrhundert war die Mehrheit der Einwohner Nichtmuslime, etwa die griechisch-orthodoxen Christen, die syrisch-orthodoxen Aramäer, die armenischen Christen und die sephardischen Juden. Sie bilden inzwischen nur noch kleine Minderheiten. Neben islamischen Sakralbauten gibt es auch christliche Kirchen unterschiedlicher Bekenntnisse und Synagogen in prominenter Lage, wie zum Beispiel Sankt Stefan (ehemaliger Sitz der bulgarisch-orthodoxen Kirche) am Goldenen Horn oder die Agia Triada am Taksim-Platz. In einigen Stadtteilen, wie zum Beispiel im Viertel Kuzguncuk, sind die Einrichtungen verschiedener Religionen dicht benachbart.
Die Stadt ist Sitz des Ökumenischen Patriarchen von Konstantinopel, dem unter anderem die meisten orthodoxen Kirchen in der heutigen Türkei unterstehen und der darüber hinaus den Ehrenvorrang über alle orthodoxen Kirchen genießt. Weiterhin residieren hier ein armenischer Erzbischof und der türkische Oberrabbiner.

#### Muslime
Muslime unterschiedlicher Glaubensrichtungen bilden die größte Religionsgruppe. Die meisten sind Sunniten, 15 bis 30 Prozent zählen sich zu den Aleviten. Insgesamt gibt es 2.562 Moscheen, 215 Kleinmoscheen (türk. Mescit) und 119 Türben.
Am 2. September 1925 wurden unter Kemal Atatürk die zahlreichen Derwisch-Orden (Tarīqas) verboten. Die meisten Anhänger des Sufismus, der islamischen Mystik, agierten daraufhin im Geheimen oder gingen ins Ausland (z. B. nach Albanien). Manche von ihnen haben heute eine große Anhängerschaft. Um dem Verbot zu entgehen, treten diese aber meist als „Kulturvereine“ auf. Landesweit bekannt ist die İsmail-Ağa-Gemeinde in Fatih.

#### Christen

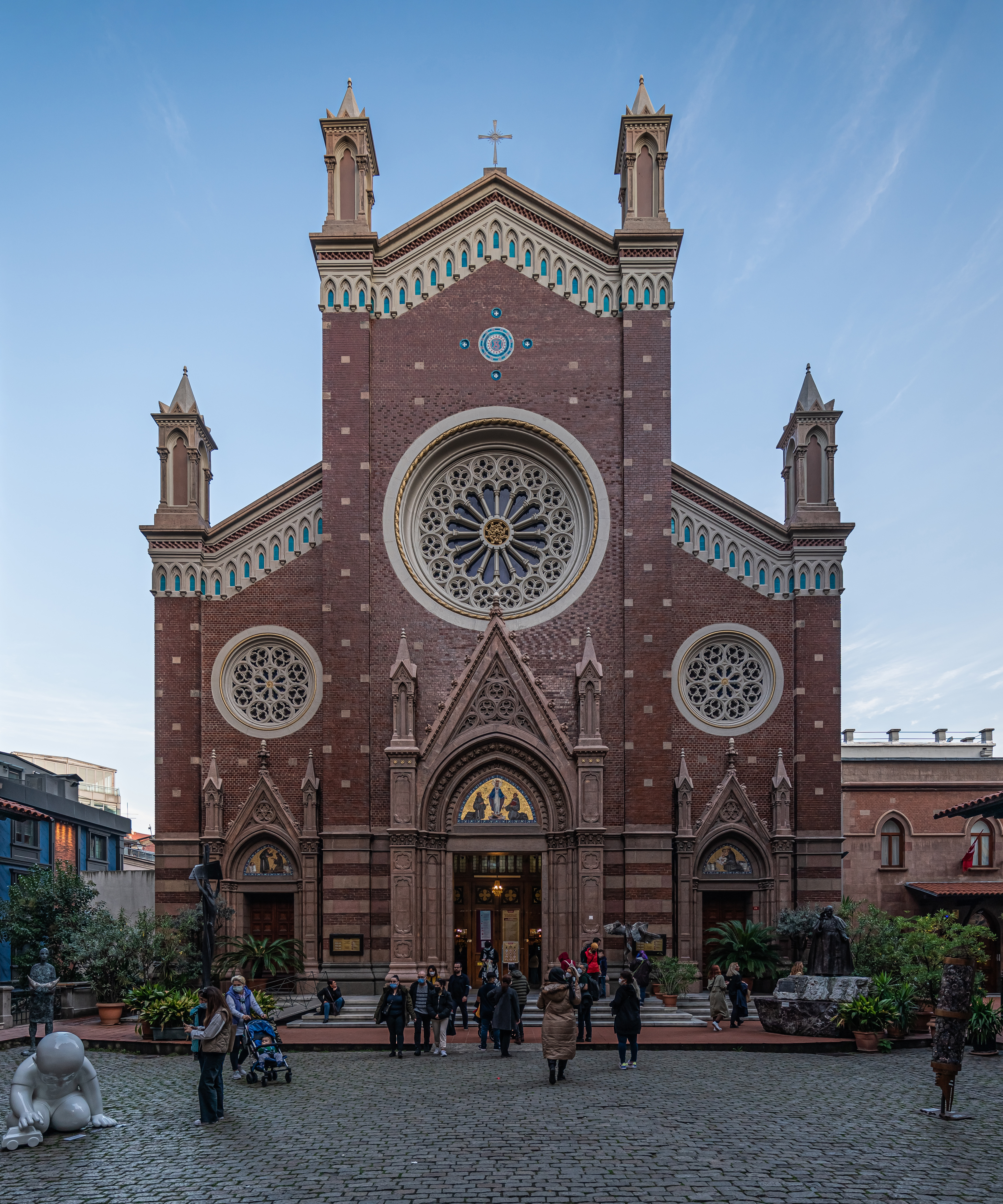
Katholische Basilika St. Antonius in Beyoğlu (früher Pera)

Die Stadt ist der Sitz des ökumenischen Patriarchen, der als primus inter pares als oberster Repräsentant der orthodoxen Kirchen fungiert. Der griechisch-orthodoxe Ökumenische Patriarch von Konstantinopel mit Sitz in Fener ist seit 1991 Bartholomäus I. Er ist der 270. Nachfolger des Apostels Andreas und somit faktisches (Ehren-)Oberhaupt von etwa 300 Millionen orthodoxen Christen. Auch die Sitze des armenischen Patriarchen, des Erzbischofs der syrisch-orthodoxen (aramäischen) Gemeinde und eines apostolischen Vikars der Römisch-katholischen Kirche in der Türkei befinden sich in Istanbul.
In Istanbul sind mit knapp 85.000 Christen rund 85 Prozent der gesamten Christen in der Türkei beheimatet, deren Zahl landesweit etwa 100.000 beträgt. Die Zahl der Armenier beläuft sich auf etwa 45.000 (35 Kirchen), die der Aramäer auf 12.000, der Bosporus-Deutschen auf 10.000 und der Griechen auf ca. 2.000 (60 Kirchen). Einige orthodoxe Kirchen unterstehen anderen Patriarchaten wie etwa die bulgarisch-orthodoxe Kirche St. Stefan. Neben den Levantinern und anderen nicht-orthodoxen Gemeinden gibt es auch je eine deutsche evangelische und katholische Kirchengemeinde sowie um das St. Georgs-Kolleg eine österreichische katholische Gemeinde.

#### Juden
Die sephardischen türkischen Juden leben in der Stadt seit über 500 Jahren. Sie flohen 1492 von der iberischen Halbinsel, um der Zwangstaufe infolge des Alhambra-Edikts zu entgehen. Sultan Beyazit II. (1481–1512) schickte eine Flotte nach Spanien, um die sephardischen Juden zu retten. Mehr als 200.000 von ihnen flohen zunächst nach Tanger, Algier, Genua und Marseille, später nach Saloniki und Istanbul. Der Sultan gewährte über 50.000 dieser spanischen Juden Zuflucht.
In Istanbul lebten 2016 nur noch etwa 17.000 Juden, vor 2010 waren es noch 22.000 und sie stellen weniger als 0,2 Prozent der Bevölkerung. Insgesamt sind 16 Synagogen in der Stadt zu finden, die bedeutendste von ihnen ist die 1951 eingeweihte Neve-Schalom-Synagoge im Stadtteil Beyoğlu, auf die drei terroristische Anschläge verübt wurden (am 6. September 1986, 1. März 1992 und 15. November 2003). Istanbul ist Sitz des Hahambaşı, des türkischen Oberrabbiners. Das einzige jüdische Museum in der Türkei, die 500. Yıl Vakfı Türk Musevileri Müzesi, befindet sich in Beyoğlu. Das Museum wurde am 25. November 2001 fertiggestellt und der derzeitige Kurator ist Naim Güleryüz.

### Entwicklung der Wohnsituation

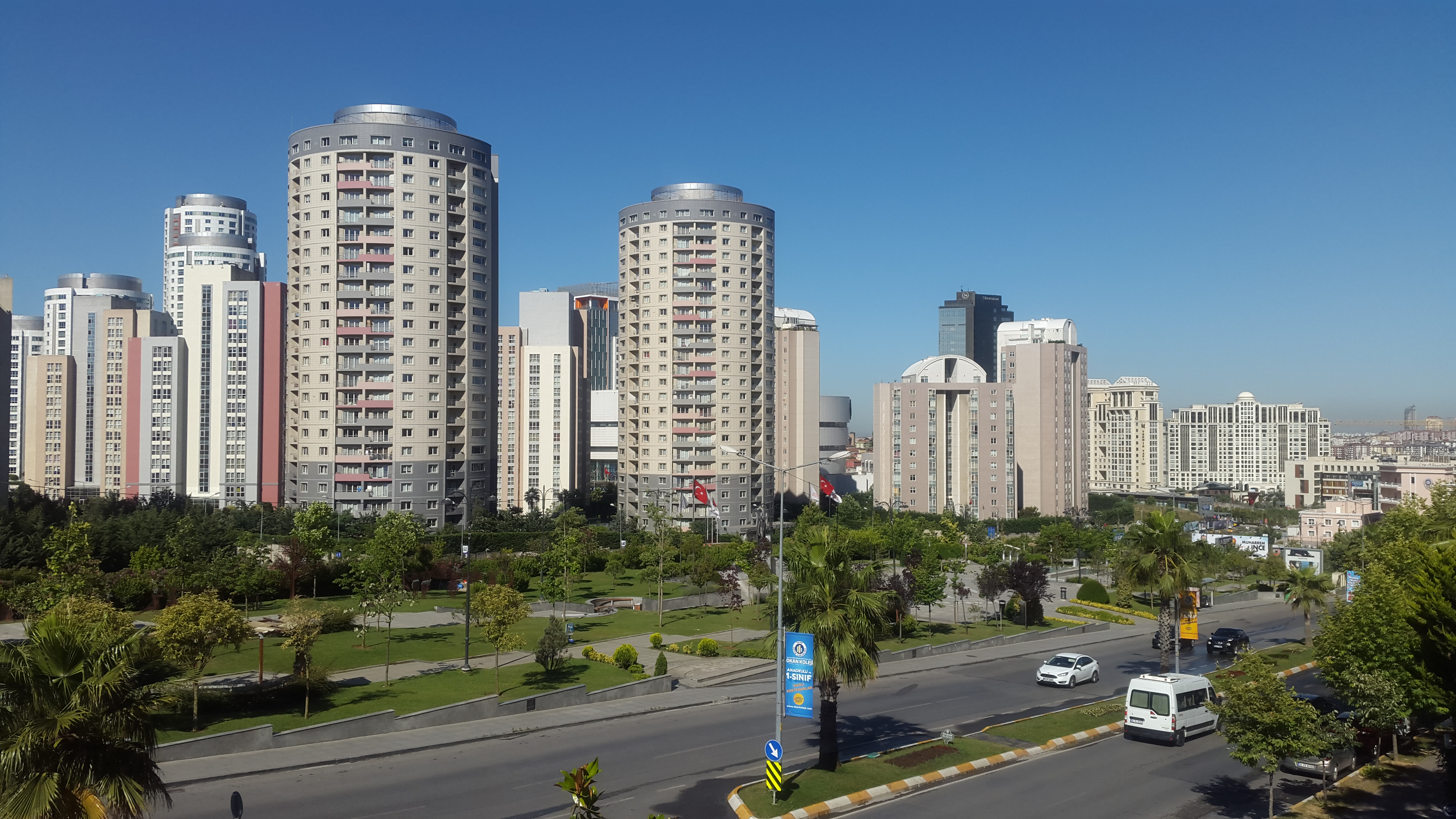
Wohngebäude in Ataşehir

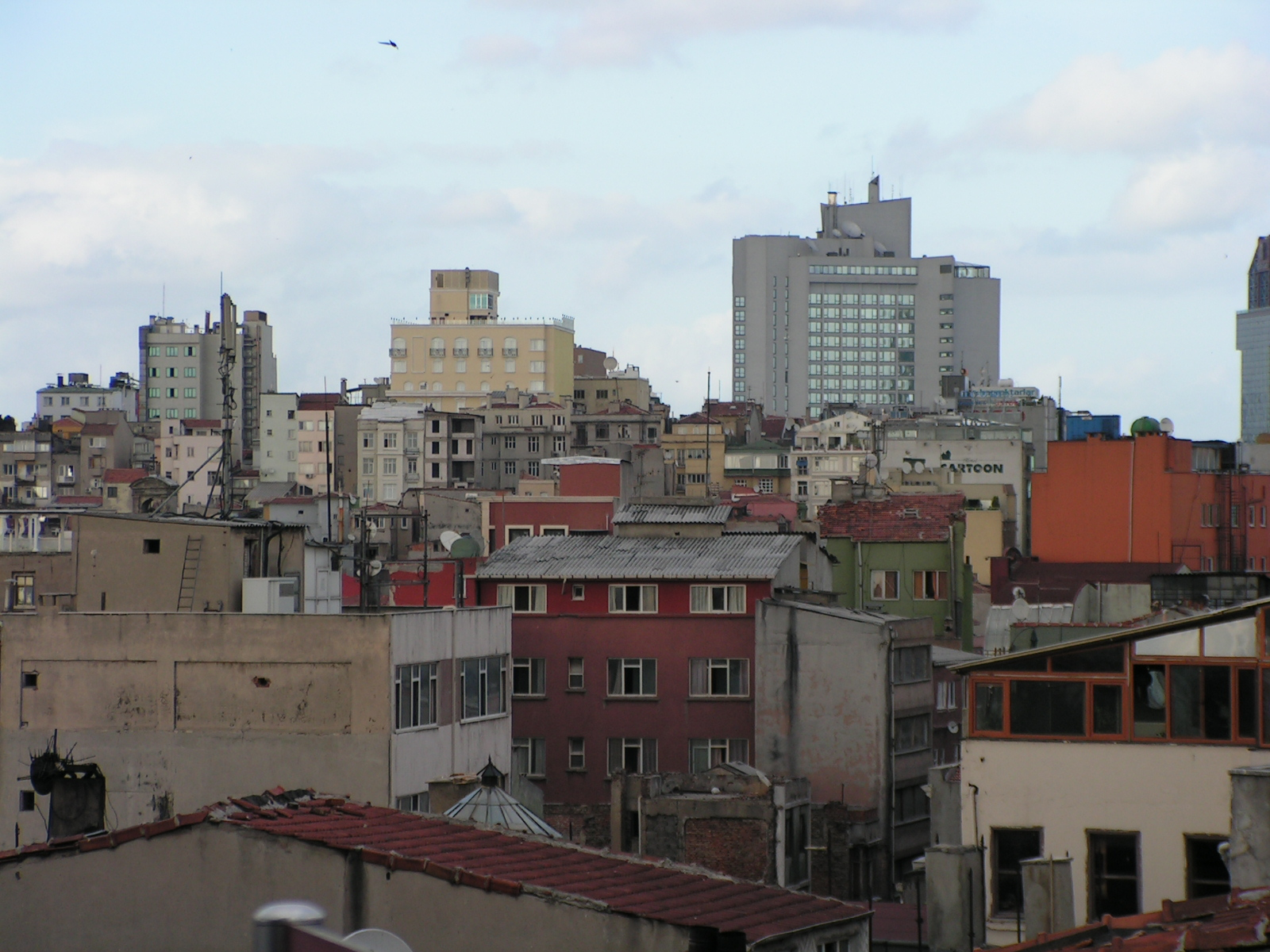
Gecekondu-Viertel im Dolapdere-Viertel in der Nähe von Beyoğlu und Taksim

Die Stadtteile Bakırköy und Beylikdüzü im europäischen Teil, die zusammen rund 400.000 Einwohner haben, und Maltepe im asiatischen Teil, das eine ähnliche Einwohnerzahl aufweist, sind seit den 1980er Jahren zügig angewachsen und bestehen überwiegend aus Hochhäusern. Insbesondere Etiler im Stadtteil Beşiktaş hat sich seit den 1990er Jahren zu einem der wohlhabendsten Viertel entwickelt.
Nachdem die meisten Baulücken im innerstädtischen und innenstadtnahen Bereich geschlossen wurden, bestehen dort kaum noch Möglichkeiten zur Erholung, sieht man vom häufig frequentierten Gülhane und vom Yıldız-Park ab.
Die immense Zuwanderung führte dazu, dass an der Peripherie illegale Siedlungen (Gecekondus) entstanden, von denen Istanbul die meisten in der Türkei aufweist. Knapp ein Viertel der Istanbuler lebt in den etwa 750.000 Wohngebäuden solcher Siedlungen. Über 50 Prozent ihrer Bewohner sind arbeitslos oder unversichert beschäftigt. Die Kriminalität ist höher als in anderen Quartieren, sozial an den Rand gedrängte Bevölkerungsgruppen und eine geringe Präsenz staatlicher Organisation kennzeichnen darüber hinaus diese Quartiere.
Die größten Gecekondu-Viertel liegen auf der europäischen Seite. Dabei kommt es in Fatih, wie etwa in Balat, dem einst von Juden bewohnten Viertel, dem bis 2007 ein Restaurierungsprogramm galt, und Sulukule, wo vor allem Roma wohnen, die sich gegen die Umsiedlung von 3.500 Einwohnern wehren, zu starken Spannungen. Gazi Mahallesi und Habipler im Stadtteil Sultangazi, das rund 450.000 Menschen beherbergt, sowie Seyrantepe im Stadtteil Şişli und Tarlabaşı im Stadtteil Beyoğlu (245.000) kommen hinzu. Auf der asiatischen Seite sind dies Gülsuyu im Stadtteil Maltepe (420.000). Einzelne Gecekondus sind überwiegend in den Stadtteilen Bağcılar, Bahçelievler, das 1950 noch rund 800, 2007 jedoch fast 600.000 Einwohner hatte, Küçükçekmece (670.000), Pendik (540.000) und Sultanbeyli (280.000) anzutreffen.
Michael Thumann berichtet über die Gentrifizierung in Tarlabaşı, wo Alteigentümer mit Billigung der AKP-Regierung enteignet werden, um Neubauten zu errichten.

## Politik

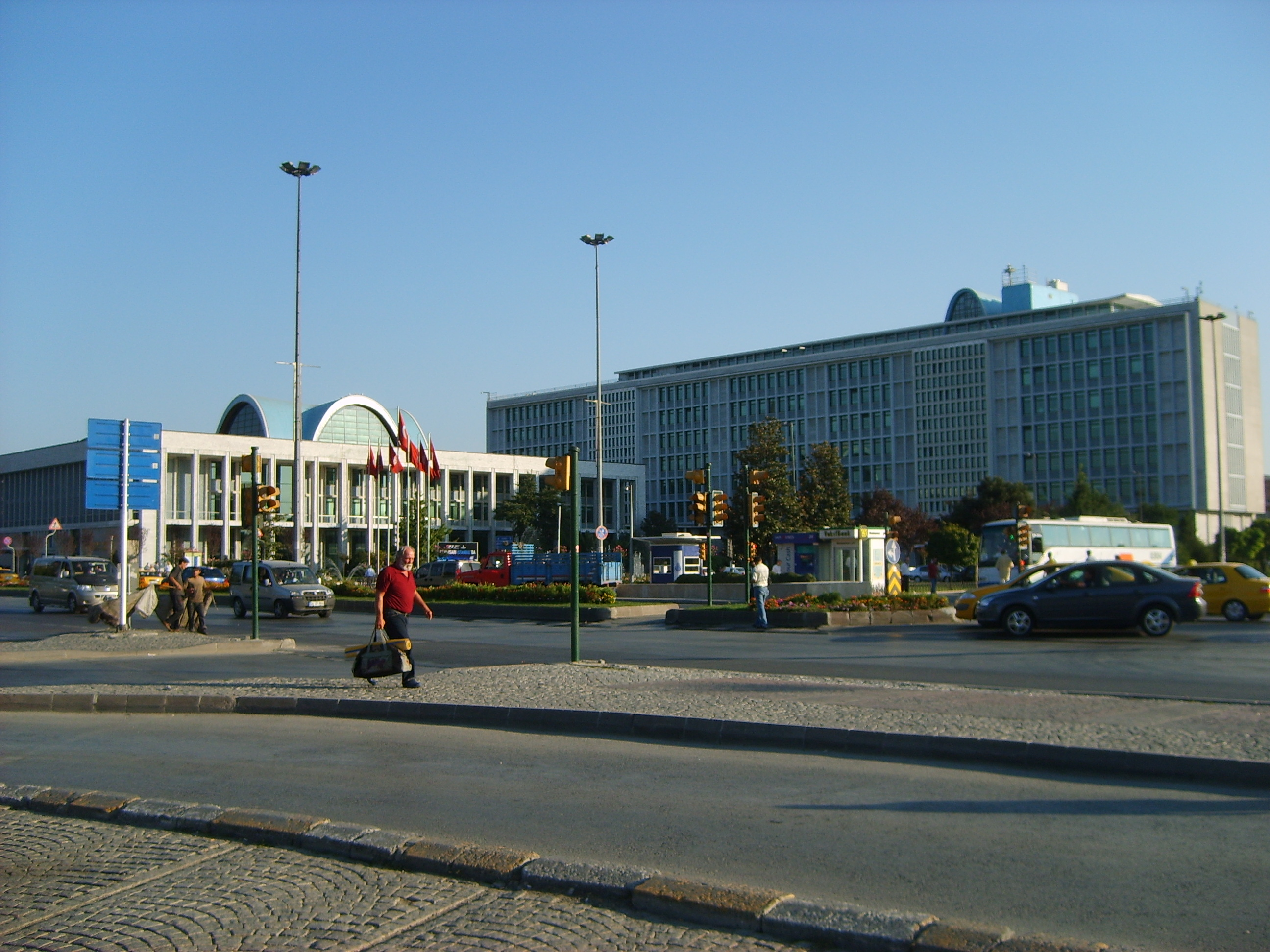
Das Rathaus von Istanbul im Stadtteil Fatih

### Stadtverwaltung
Die Stadtverwaltung ist zweistufig aufgebaut und besteht aus der Regierung der Großstadtgemeinde und der Regierung der Stadtbezirke.

#### Bürgermeister
Amtierender Bürgermeister der Stadt Istanbul ist Ekrem İmamoğlu. Er wurde in der Wahl am 31. März 2019 als Sieger ermittelt und erhielt das Amt am 17. April 2019, welches ihm von seinem Vorgänger Mevlüt Uysal übergeben wurde. Im Mai 2019 wurde das Wahlergebnis auf Antrag der AKP von der Wahlkommission annulliert, doch gewann er am 23. Juni auch die Wahlwiederholung, diesmal mit deutlichem Vorsprung gegenüber dem Kandidaten der AKP.
Bei den Kommunalwahlen 2024 wurde İmamoğlu erneut zum Bürgermeister gewählt. Zudem erlangte die CHP die Mehrheit im Stadtparlament.

#### Stadtrat
Die Stadt verfügt über ein Stadtparlament mit 300 gewählten Mitgliedern, unter ihnen auch die 39 Bürgermeister der einzelnen Stadtbezirke.
| Partei / Liste                   | Wahl 2024     | Wahl 2024 | Sitzverteilung |
| Partei / Liste                   | Stimmenanteil | Sitze     | Sitzverteilung |
| -------------------------------- | ------------- | --------- | -------------- |
| Cumhuriyet Halk Partisi (CHP)    | 45,68 &       | 184 Sitze | Sitzverteilung |
| Adalet ve Kalkınma Partisi (AKP) | 38,23 %       | 130 Sitze | Sitzverteilung |
| Milliyetçi Hareket Partisi (MHP) | 0,59 %        | 2 Sitze   | Sitzverteilung |

### Städtepartnerschaften
Istanbul unterhält folgende Städtepartnerschaften (türk. Kardeş Şehirler):
- Almaty, Kasachstan (1998)
- Amman, Jordanien (1997)
- Baku, Aserbaidschan (1985)
- Bangkok, Thailand (2009)
- Barcelona, Spanien (1997)
- Beirut, Libanon (2010)
- Bengasi, Libyen (2013)
- Berlin, Deutschland (1989)
- Busan, Südkorea (2008)
- Constanța, Rumänien (2001)
- Damaskus, Syrien (2006)
- Dschidda, Saudi-Arabien (1984)
- Dubai, Vereinigte Arabische Emirate (1997)
- Durrës, Albanien (1998)
- Guangzhou, Volksrepublik China (2012)
- Houston, Vereinigte Staaten (1988)
- Jakarta, Indonesien (2007)
- Johor Bahru, Malaysia (1983)
- Kairo, Ägypten (1988)
- Kasan, Russland (2002)
- Khartum, Sudan (2001)
- Köln, Deutschland (1997)
- Lahore, Pakistan (1975)
- Mary, Turkmenistan (1994)
- Mexiko-Stadt, Mexiko (2010)
- Nord-Nikosia, Nordzypern (2020)
- Odessa, Ukraine (1997)
- Osch, Kirgisistan (1998)
- Plowdiw, Bulgarien (2001)
- Rabat, Marokko (1991)
- Rio de Janeiro, Brasilien (1965)
- Sankt Petersburg, Russland (1990)
- Sarajevo, Bosnien und Herzegowina (1997)
- Shanghai, Volksrepublik China (1997)
- Shimonoseki, Japan (1972)
- Skopje, Nordmazedonien (2003)
- Täbris, Iran (2010)
- Tunis, Tunesien (2010)
- Venedig, Italien (2007)

#### Ehemalige Städtepartnerschaften
Rotterdam, Niederlande (2005 – 15. März 2017) einseitig von der Istanbuler Stadtverwaltung aufgekündigt.

## Kultur und Sehenswürdigkeiten

### Europäische Kulturhauptstadt 2010
Am 11. April 2006 wurde die Stadt durch eine EU-Jury neben Essen und Pécs zur europäischen Kulturhauptstadt 2010 gewählt. Istanbul ist ebenso eines der islamischen Kulturzentren.

### Musik und Theater

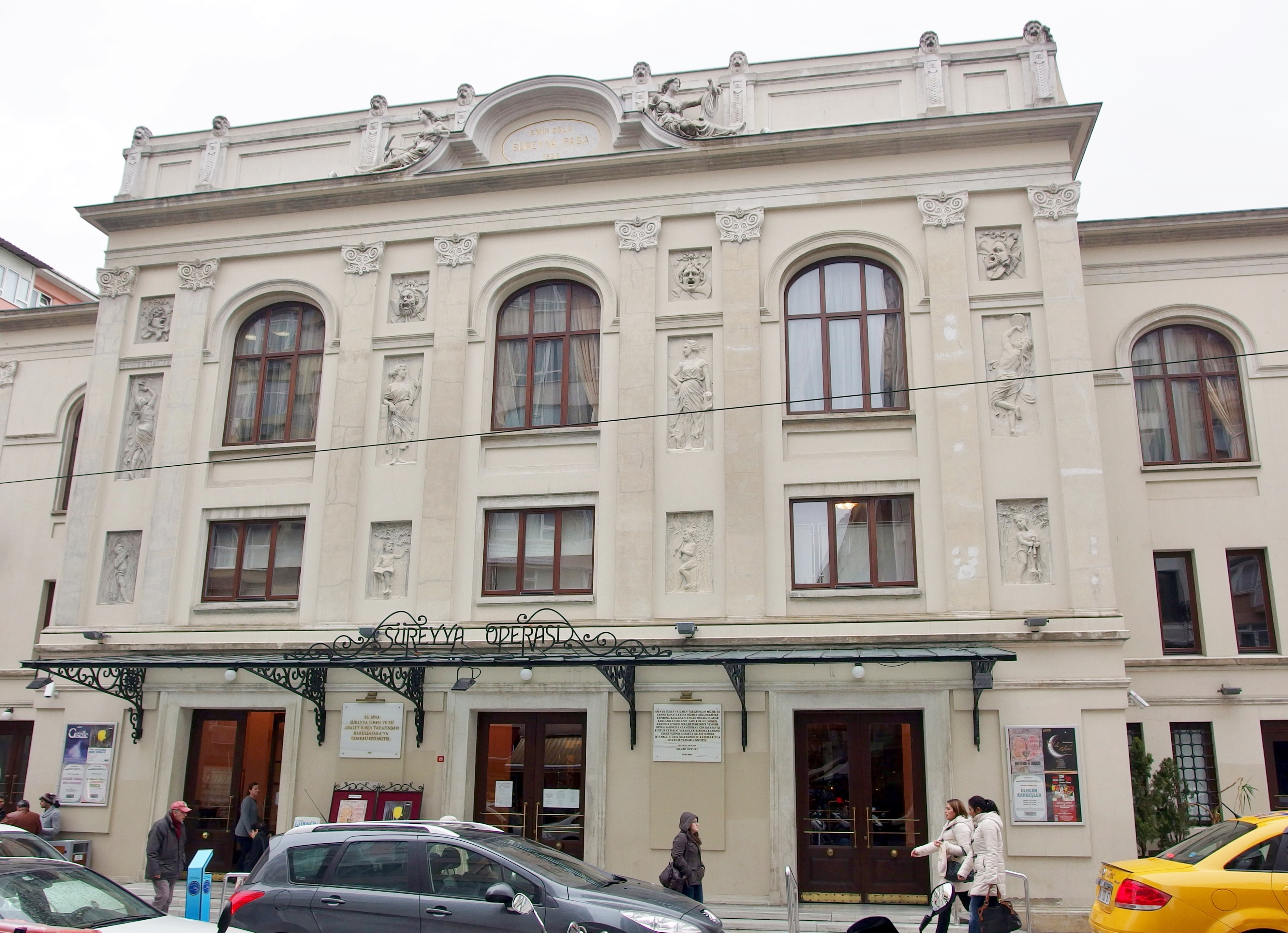
Süreyya-Opernhaus oder auch Süreyya-Kulturzentrum (türk. Süreyya Kültür Merkezi) ist ein Opernhaus im Kadıköy.

Istanbul besitzt zahlreiche Theater, Opernhäuser und Konzerthäuser. Zu den bekanntesten gehört das Show Center Türker İnanoğlu Maslak in Maslak, das im November 2005 eröffnet wurde und von der MEGA Company betrieben wird. Hier finden Großveranstaltungen statt, die in der ganzen Türkei Beachtung finden. Das Center ist täglich geöffnet. Jährlich kommen etwa 450.000 Besucher allein zu den eigenen Veranstaltungen des Hauses. Der große Theatersaal bietet 1810 Sitzplätze, der kleine 380.
In Kadıköy befinden sich das 1924–1927 erbaute und 2005–2007 renovierte Süreyya-Opernhaus und ein nach dem Schriftsteller Haldun Taner benanntes Theater.
Zu den bekanntesten Orchestern gehört das Borusan Istanbul Philharmonic Orchestra (BIFO), das 1993 gegründet wurde. Sein erstes Konzert fand am 13. Mai 1999 im Yıldız-Palast statt. Seit 2008 steht das BIFO unter der Leitung des Österreichers Sascha Goetzel. Er wurde nach einem einjährigen Auswahlverfahren in der Saison 2007/2008, an dem Gastdirigenten aus vier Nationen teilnahmen, Musikdirektor des Sinfonieorchesters. Die Staatsoper (Devlet Operası) mit ihrem bekannten Ballett und das staatliche Sinfonieorchester, die İstanbul Devlet Senfoni Orkestrası, spielen im Haus am Taksim-Platz.

### Museen

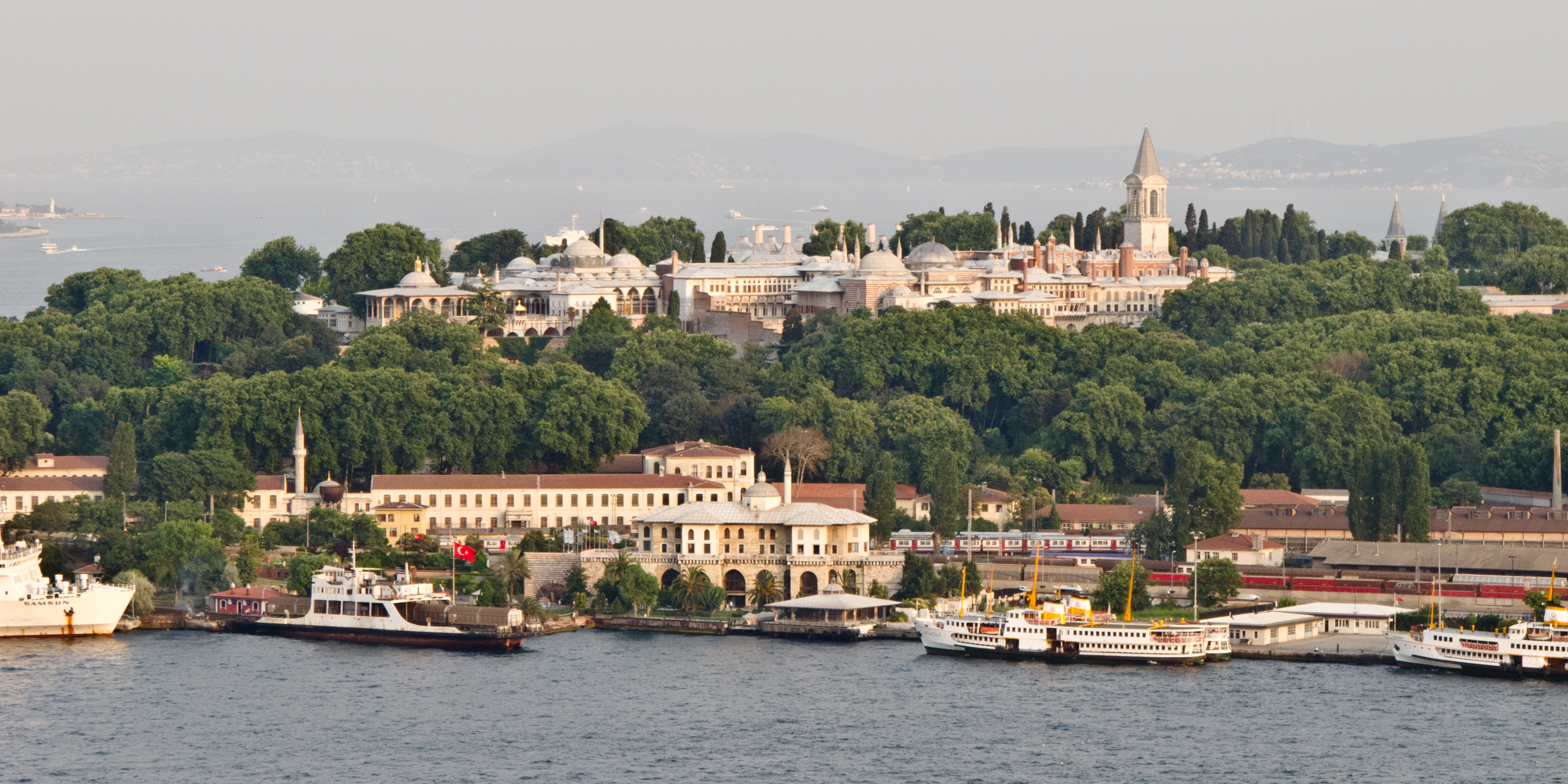
Palast, vom Goldenen Horn aus gesehen

Die bekanntesten Museen sind der Topkapı-Palast, das Archäologische Museum, das Museum für türkische und islamische Kunst, das Museum İstanbul Modern und der Dolmabahçe-Palast, ebenfalls ein früherer Sultanspalast, der im 19. Jahrhundert im neubarocken Stil erbaut wurde.
2014 wurde das Museum der Unschuld von Orhan Pamuk als Europäisches Museum des Jahres ausgezeichnet.
Viele Nebengebäude der Moscheen wurden inzwischen in Museen verwandelt, die Einblicke in die Zeit der Osmanen gewähren. Es gibt auch noch weitere Kunstmuseen. Die wertvollsten Gemälde und Miniaturen der Türkei sind in den Museen von Istanbul zu finden.
Die Hagia Sophia wurde 2020 wieder dem gemeinschaftlichen islamischen Gebet zugänglich gemacht und fungiert wieder als Moschee. Ähnliche Bestrebungen betreffen die Kariye Camii (zumeist als Chora-Kirche bekannt), die durch Gerichtsurteil 2019 ihren Status als Museum verlor.

### Bauwerke

#### Antikes, byzantinisches und christliches Konstantinopel

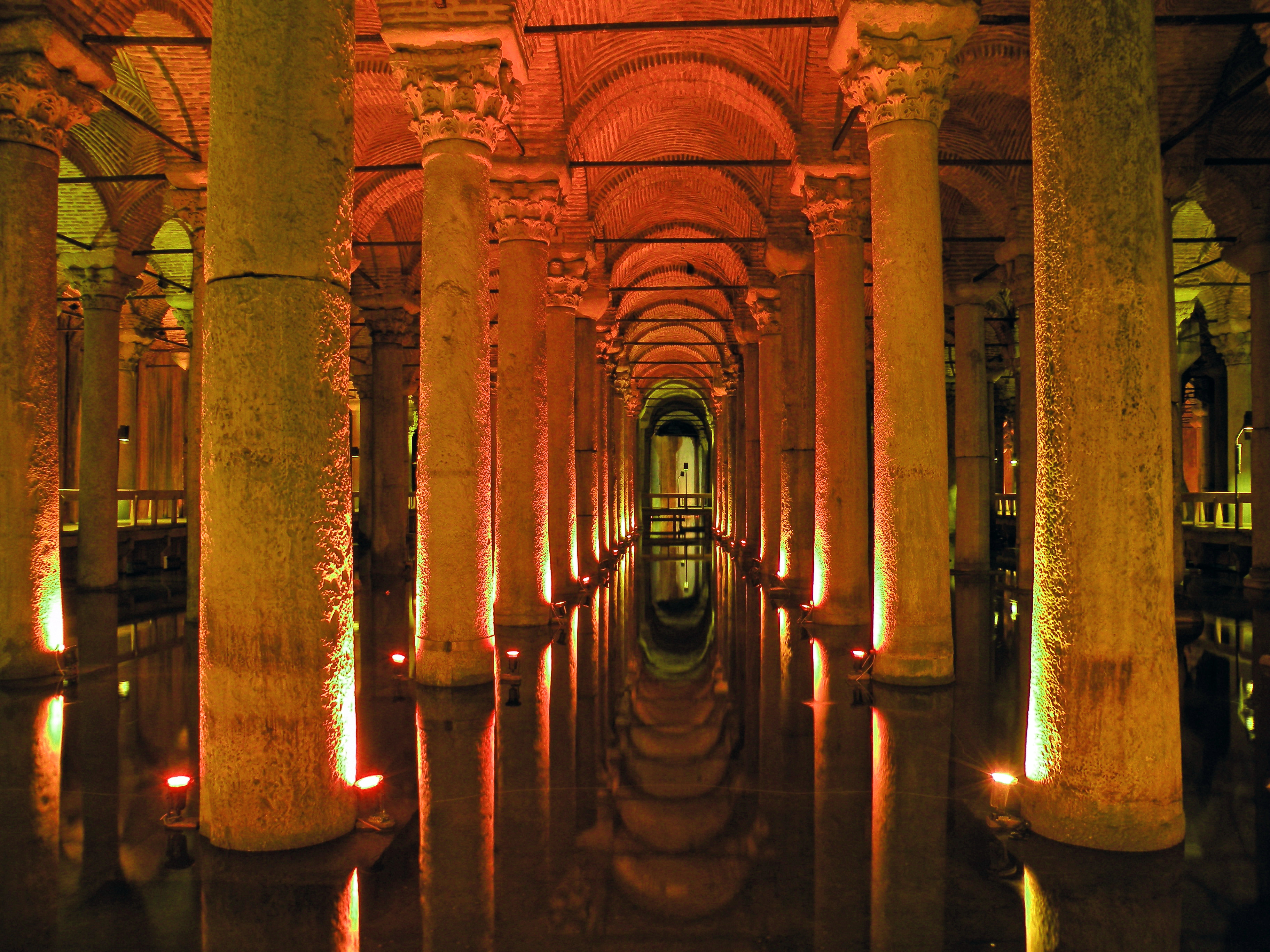
Yerebatan-Zisterne

Im Stadtbild der Altstadt sind immer noch die antiken Ursprünge zu entdecken. Dazu gehören die Konstantinssäule und Reste des Theodosius-Forums. Aufgrund der zahlreichen Erdbeben, Stadtbrände und der ökonomischen Situation am Ende des Byzantinischen Reiches war schon im 15. Jahrhundert ein Großteil der Gebäude verfallen. Einige Plätze und Bauwerke sind in der Anlage oder als Ruinen bis heute erhalten. Hierzu gehören die mächtige Theodosianische Landmauer und die Seemauern, das Studios-Kloster (İmrahor Camii), das Hippodrom mit einem Fassungsvermögen von bis zu 100.000 Zuschauern, in der Nähe der Deutsche Brunnen, das Konstantinsforum mit der Konstantinssäule, die Kaiserpaläste und der Porphyrogennetos-Palast (Tekfur Sarayı). Die meisten Gebäude sind umgenutzt und stark verändert worden. Kaum verändert wurde der Valens-Aquädukt, der auch nach 1453 die Wasserversorgung sicherstellte, die Yerebatan-Zisterne aus dem 6. Jahrhundert oder verschiedene Ehrensäulen, zum Beispiel der 20 m hohe Obelisk Thutmosis III. aus Rosengranit, der aus dem oberägyptischen Karnak nach Konstantinopel gebracht und 390 n. Chr. auf der Spina des Hippodroms aufgestellt worden ist.

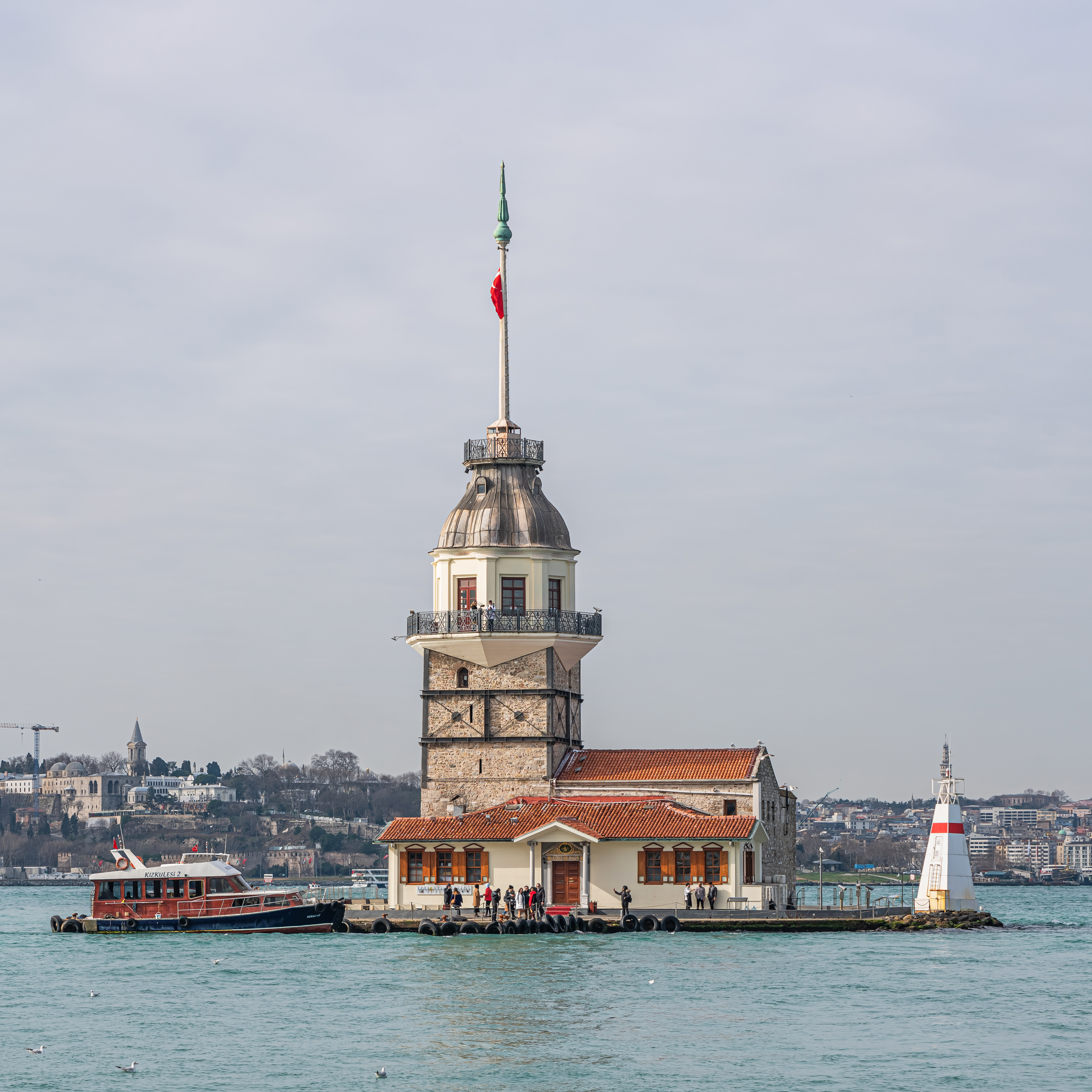
Leanderturm im Bosporus

Zu den militärischen Bauten gehört Yedikule („Burg der sieben Türme“) am Südende der Theodosianischen Mauer, die im 5. Jahrhundert von Theodosius II. errichtet wurde. Der Leanderturm, der auf einer Bosporusinsel vor Üsküdar steht, befindet sich an einer Stelle, an der Alkibiades im 5. Jahrhundert v. Chr. eine Befestigung errichtete. Am Leanderturm soll das eine Ende der großen Kette befestigt worden sein, die bei Angriffen auf Byzanz über den Bosporus gespannt wurde. Fast unversehrt haben einige Kirchen zunächst als Moscheen, dann als Museen überlebt, wie die Hagia Sophia (Ayasofya Camii, Kirche der Heiligen Weisheit), die 537 geweiht wurde, die Pammakaristos-Kirche (Fethiye Camii), die wohl im 11. Jahrhundert gegründet wurde, die spätbyzantinische Chora-Kirche (Kariye Camii), die in ihrer jetzigen Erscheinungsform im 14. Jahrhundert entstand und wertvolle Fresken zeigt sowie die Hagia Eirene, die als Arsenal umgenutzt wurde. Ebenfalls bedeutsame Zeugnisse byzantinischer Kunst sind die heutigen Moscheen Küçük-Aya-Sofya-Moschee (Sergios- und Bacchos-Kirche), die als Modell für die Hagia Sophia gedient haben kann, die Zeyrek-Moschee (Pantokrator-Klosterkirche) mit ihrem Opus-Sectile-Boden und die Kalenderhane-Moschee (Maria-Kyriotissa-Kloster). Letztere stammt in ihrer jetzigen Form aus dem 12. Jahrhundert. In ihr wurden die ältesten vorikonoklastischen Mosaiken Istanbuls gefunden. Die dort ab 1227 erstellten Fresken des Franz von Assisi werden heute im Archäologischen Museum ausgestellt. Die ehemalige Andreaskirche ist heute die Koca-Mustafa-Pascha-Moschee.
Der Galataturm, der das Nordende und die Hauptbastion der genuesischen Siedlung Galata war, gehört heute zu den markantesten Bauwerken Istanbuls.
Schon in vorosmanischer Zeit lebten Muslime innerhalb der Stadt. Die erste Moschee Konstantinopels und somit die erste Moschee in Südosteuropa soll schon im Jahr 718 entstanden sein.

#### Osmanisches Konstantinopel

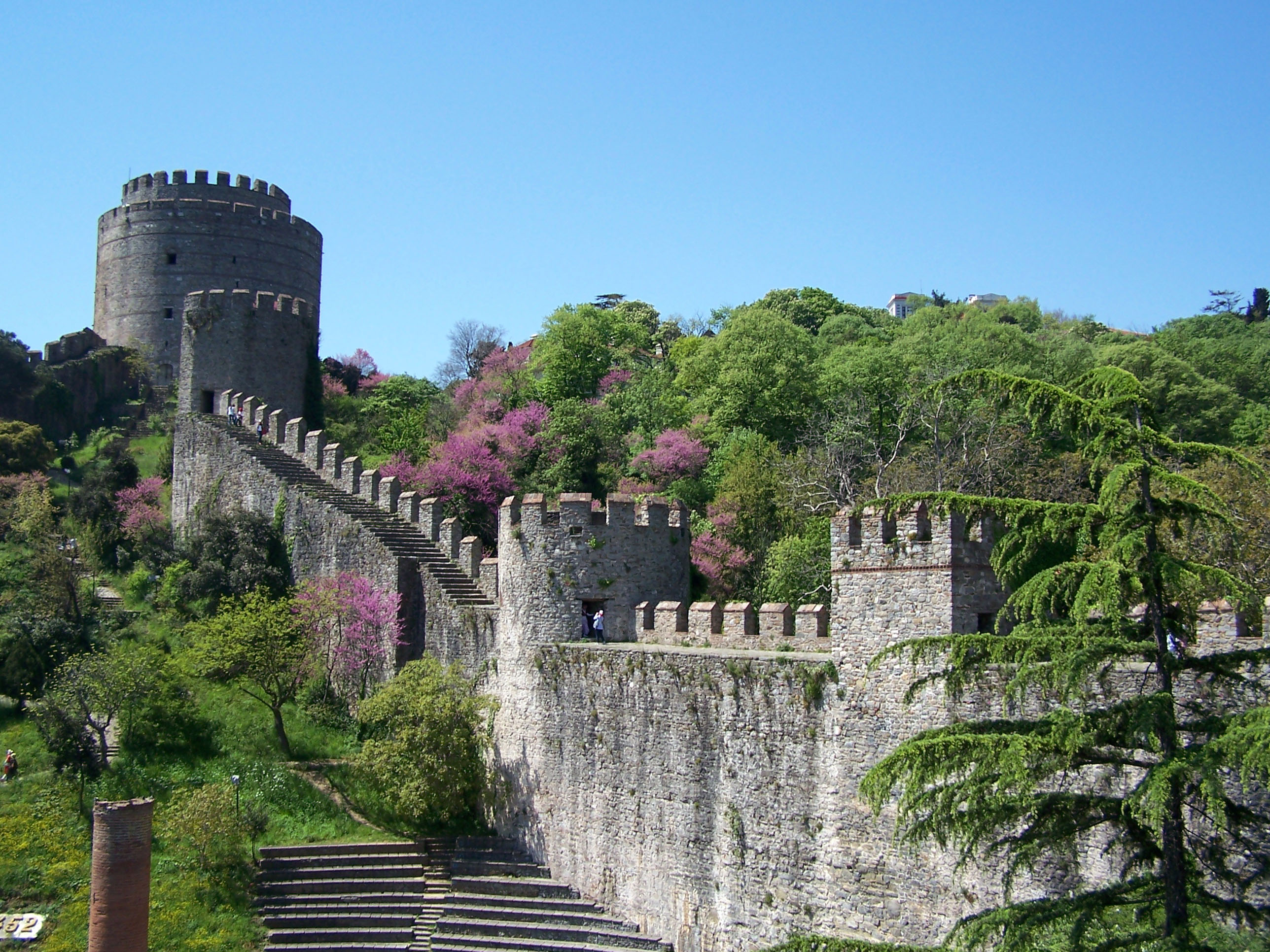
Festungsanlage Rumeli Hisarı in Sarıyer

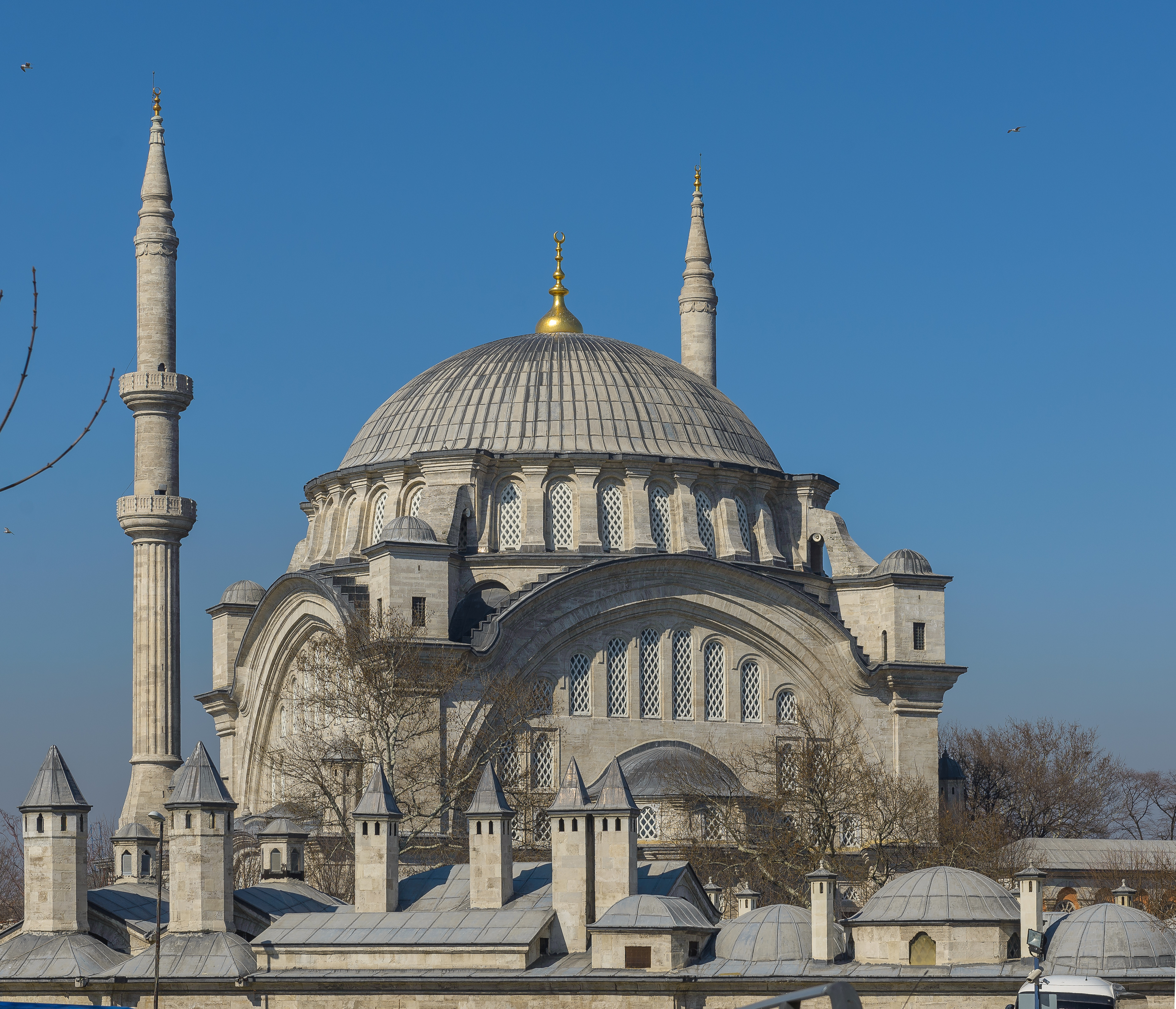
Nuruosmaniye-Moschee, nahe dem östlichen Eingang zum Großen Basar

Die osmanische Architektur zeigt sich vor allem in den Palästen und Residenzen, den Moscheen und den zugehörigen Stiftungsgebäuden (Külliyen), den großen, mehrstöckigen Handelshäusern, Herbergen und Magazinen, den Basaren sowie den Schmuck- und Zweckbauten wie beispielsweise den großen am Bosporus gelegenen Fortifikationen Rumeli Hisarı und Anadolu Hisarı. Bürgerliche Wohnbauten galten hingegen lange Zeit als weniger schutzwürdig.

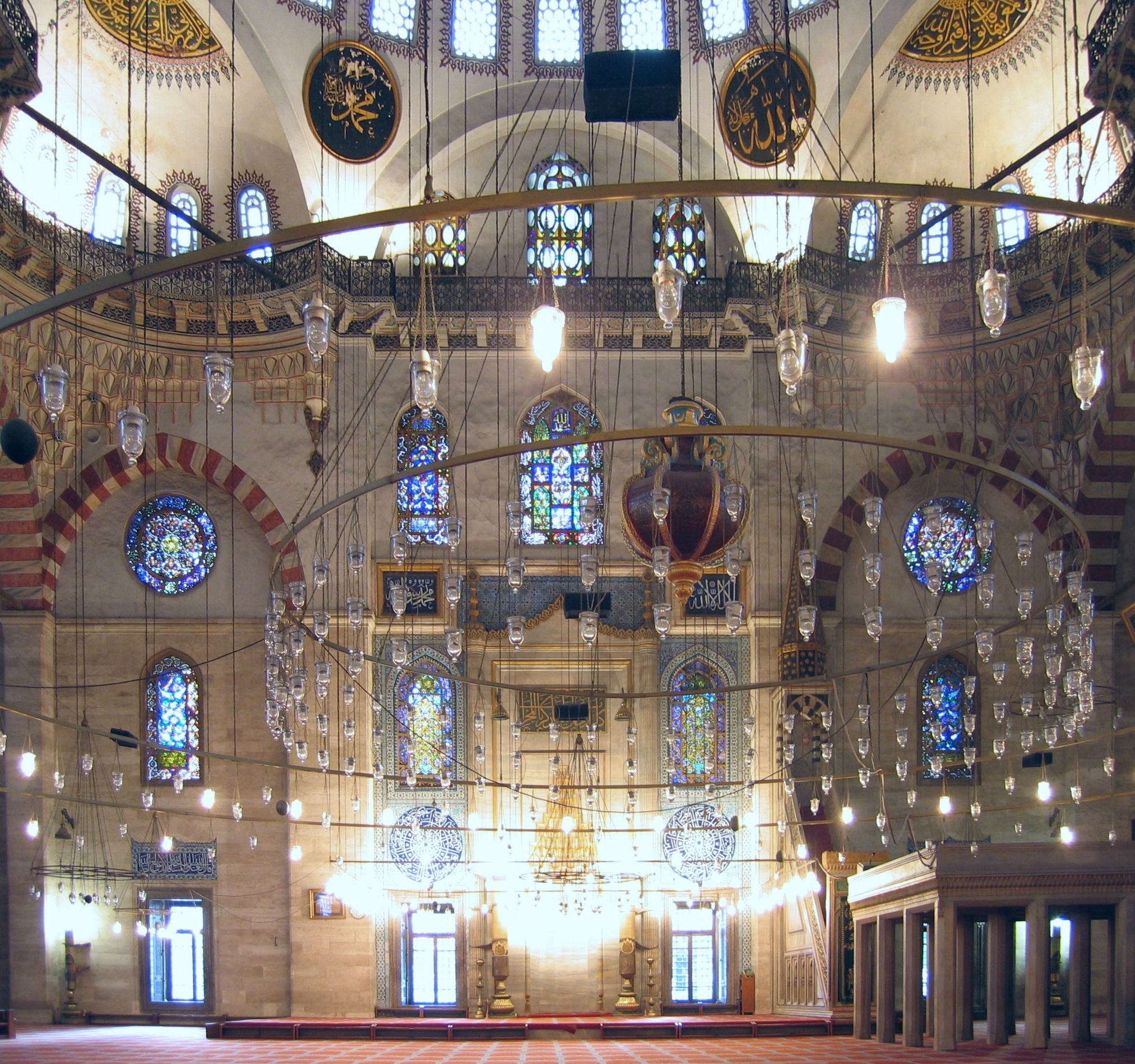
Innenraum der Süleymaniye-Moschee

Die osmanischen Sultane und ihre höchsten Würdenträger strebten sofort nach der Eroberung Konstantinopels danach, den Erfordernissen ihres Glaubensritus Genüge zu tun, sowie ihre Macht, ihren Anspruch und ihre Kultiviertheit zu demonstrieren. Dazu wurden Kirchen und Klöster in Moscheen umgewandelt und neue Moscheen errichtet. Beteiligt wurden, wie schon vor der Eroberung Konstantinopels, zahlreiche byzantinische Handwerker und Baumeister. So arbeiteten zum Beispiel beim Bau der Süleymaniye-Moschee im 16. Jahrhundert etwa 50 Prozent christliche Handwerker mit. Das Schema des Kuppelbaus der Hagia Sophia, bestehend aus zwei Halbkuppeln und zwei Schildwänden, die die Hauptkuppel stützen, wurde von zwei Sultansmoscheen übernommen: der Beyazıt-Moschee und der Süleymaniye-Moschee. Dies blieb allerdings die einzige größere Anleihe aus der Hagia Sophia, denn der osmanische Gebetsraum sollte auf die Betenden eine ganz andere Wirkung erzielen, als es der byzantinische Raum sollte. Statt einer mystischen Atmosphäre, deren Strukturen hinter goldenen Mosaiken verkleidet wurden und die eine Längsbetonung zur Apsis hat, wurden in den Moscheen die Strukturen hervorgehoben, die dem Betrachter die Statik und Grundelemente des Raumes vor Augen führten. Der querrechteckige Gebetsraum wird entsprechend dem Gebetsritus häufig betont und eine Kongruenz zwischen Außen- und Innenwirkung unter anderem durch die gänzlich unterschiedliche Lichtführung angestrebt.
Bis Mitte des 16. Jahrhunderts bildete sich aus Einflüssen der frühosmanischen Architektur, der byzantinischen, der seldschukischen, der iranischen und gelegentlich der italienischen Renaissance-Architektur der klassische osmanische Baustil mit den so typisch im Stadtbild erscheinenden Kuppelkaskaden heraus. Diese Phase reichte bis ins 17. Jahrhundert. Maßgeblich daran beteiligt war der größte Architekt der Osmanen: Mimar Sinan. Er wirkte nicht nur architektonisch, sondern mit seinen sozialen Baukomplexen (Külliye) auch stadtplanerisch. Da schon vor der Eroberung weite Gebiete der einstmals prächtigen Metropole brach lagen, teilweise schon seit Jahrhunderten eher Gärten und Ansammlungen von Dörfern glichen, konnten die typischen islamischen durch Sackgassen geschlossenen Wohnquartiere entstehen. Dabei fungierte eine solche Külliye oft als Nukleus einer Besiedlung. In anderen Stadtteilen hingegen richteten sich die Bauten weiterhin an dem rechtwinkligen (hippodamischen) Straßennetz aus, wobei Moscheen aus diesem Schema ausbrachen, da sie Richtung Mekka weisen mussten. Dadurch ergeben sich zuweilen reizvolle architektonische Lösungen für die sie umgebenden Bauten. Während beim Bau von Külliyen Stein verwendet wurde, bestanden die Wohnhäuser und auch zahlreiche Paläste und Sommervillen zumeist aus Holz.
Im 17. Jahrhundert endete die Zeit der osmanischen Großmoscheen, obwohl hier die Yeni-Moschee nach einer Bauunterbrechung vollendet wurde. Die Verzögerung hatte ihren Grund in wirtschaftlichen Schwierigkeiten, aber auch Palastintrigen und Unruhen, wie die Celali-Aufstände spielten eine Rolle.
Ab dem 18. Jahrhundert geriet die Architektur immer mehr unter den Einfluss westeuropäischer Stile, wie der Barock der Nuruosmaniye-Moschee, der Beyazıt-Turm oder die barockisierende Laleli-Moschee zeigen. Allerdings gaben sich die Baumeister auf der Suche nach adäquaten Ausdrucksformen den modernen Kunststilen nicht völlig hin. Es wurden weiterhin Moscheen und Universitäten (Medrese) nach klassischem Vorbild gebaut, bereichert um westliche Architekturelemente.
Es folgten unter Sultan Mahmud II. Bauten in einer Art Empire-Stil, zum Beispiel seine Türbe. Gleichzeitig wurden weiterhin barockisierende Gebäude errichtet, wie die Nusretiye-Moschee, deren Bauschmuck in einem verspäteten Louis-XV-Stil gehalten ist. Bald begannen Architekten neogotische Elemente zu verwenden, oft in einer eklektizistischen, historistischen Stilmischung, die noch die Erste Nationale Architekturbewegung charakterisierte. Im 19. Jahrhundert wurde die osmanische Baukunst fast ausschließlich von der armenischen Architekten-Familie Balyan betrieben. In der gleichzeitigen Anleihe bei verschiedensten westlichen Baustilen ist der Wunsch erkennbar, eine Synthese zu erschaffen, die den Reichsgedanken verkörpern sollte.
Eine Besonderheit Istanbuls sind Straßenzüge mit meist mehrstöckigen osmanischen Holzhäusern. Man findet sie vor allem noch in Fatih und in Üsküdar. Charakteristisch sind auch Sommervillen aus Holz (Yalı) an beiden Ufern des Bosporus, die in jüngerer Zeit teilweise renoviert wurden. Die 1699 als Residenz eines Großwesirs erbaute Amcazade-Hüseyin-Pascha-Yalısı im Stadtteil Beykoz ist die älteste Yalı Istanbuls. Im 19. Jahrhundert entstanden nach europäischen Vorbildern Mietshäuser mit Geschäften und Handwerksbetrieben im Untergeschoss.

##### Residenzen

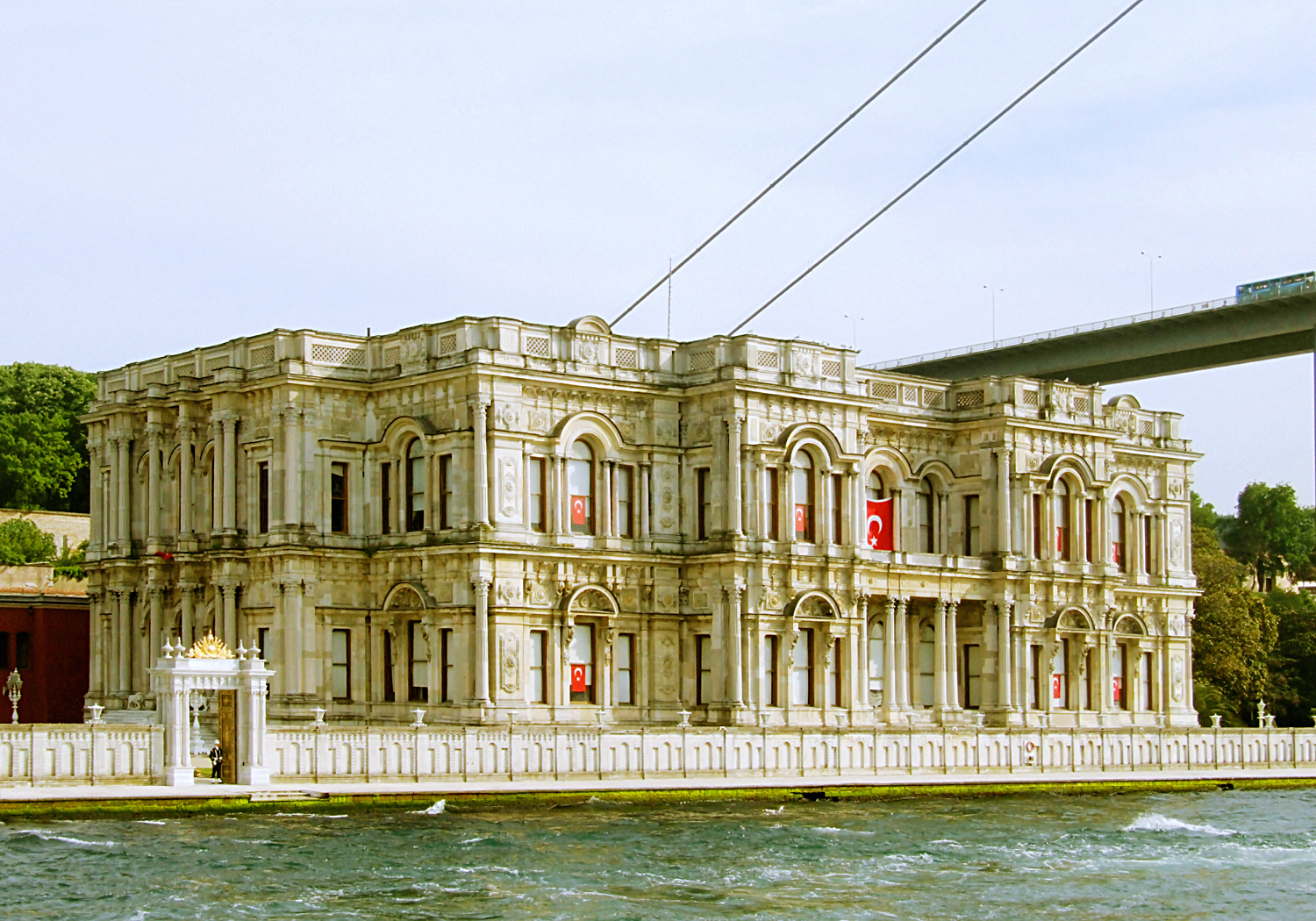
Beylerbeyi-Palast

Der Topkapı-Palast war bis 1856 Wohnung der Sultansfamilie (Harem) und Herrschersitz. Dieser immer wieder erweiterte und umgestaltete, vielgliedrige Sultanspalast liegt exponiert an der Spitze der zwischen Goldenem Horn, Bosporus und Marmarameer gelegenen Halbinsel. Er ist nicht nur wegen seiner Bauten von hoher Bedeutung, sondern auch aufgrund seiner umfangreichen Sammlungen eines der großen Schatzhäuser der Welt.
Der Ibrahim-Pascha-Palast liegt am alten Hippodrom gegenüber der Sultan-Ahmet-Moschee. Er wurde in der Zeit des Sultans Bayezid II. (1481–1512) errichtet. Nach Reparaturen zwischen 1966 und 1983 ist nun dort das Museum für türkische und islamische Kunst untergebracht.
Der Aynalıkavak-Palast wurde zu Beginn des 17. Jahrhunderts von Sultan Ahmed I. als Sommerresidenz errichtet. Der Dolmabahçe-Palast von 1856 auf der europäischen Seite des Bosporus zeigt, dass die Sultane im 19. Jahrhundert auch äußerlich danach strebten, sich dem europäischen Westen anzugleichen. Der Beylerbeyi-Palast wurde zwischen 1861 und 1865 von Sultan Abdülaziz erbaut. 1935 fand hier die erste, von Mustafa Kemal Atatürk veranstaltete Weltfrauenkonferenz statt. Weitere Paläste sind der letzte Sultanspalast, der Çırağan-Palast sowie der Küçüksu-Palast und der Yıldız-Palast.

##### Moscheen

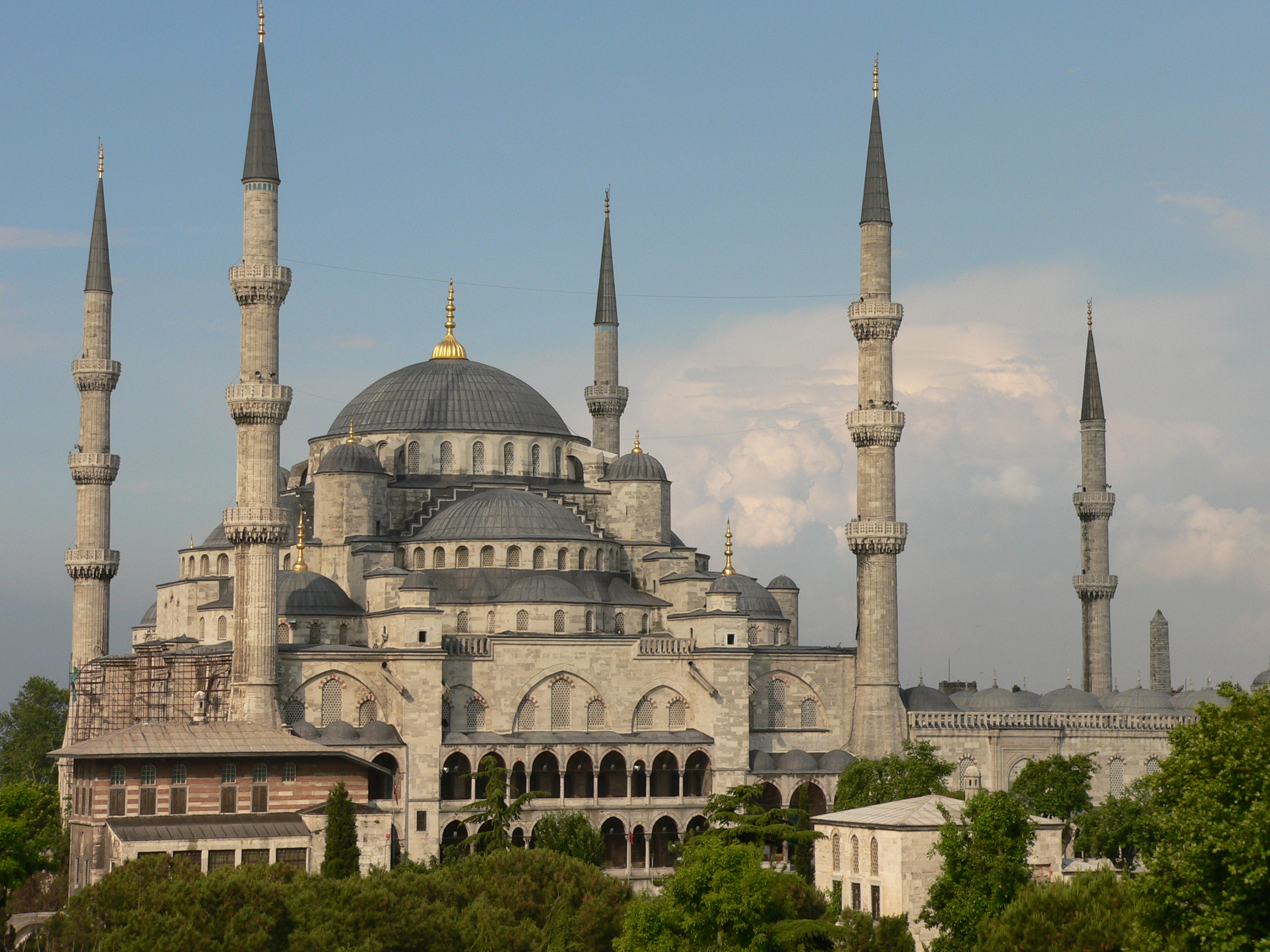
Sultan-Ahmed-Moschee

Die Großmoscheen wurden meist von den Sultanen, deren Familienangehörigen, den Wesiren und anderen Würdenträgern gestiftet. Die meisten Moscheen schließen sich der Bauidee der Hagia Sophia an.
Zum überkuppelten Gebetsraum gehören zudem ein umgrenzter Vorhof (avlu) und meist eine Külliye mit Medresen, zum Beispiel genutzt als Grundschule (mektep), theologische Schule oder Ärzteschule, mit Wohnzellen der Studenten (hücre), Hospital (dar-üş-şifa), Hospiz (tabhane), Armenküche (imaret), Bibliothek (kütüphane), Karawanserei (kervansaray), Bad (Hamam) und Grabbauten (türbe), manchmal auch mit einem Observatorium für Zeit- und Kalenderberechnungen (muvakkithane). Sie spielen für das religiöse Jahr, das auf dem Mondjahr basiert, eine große Rolle.
Moscheen aus der osmanischen Frühzeit sind die Mahmut-Pascha-Moschee, die älteste erhaltene Großmoschee von 1462, und die Beyazıt-Moschee, die älteste erhaltene Sultans-Moschee. Beispiele der mindestens 22 erhalten gebliebenen von ehemals 49 Istanbuler Freitagsmoscheen des Architekten Mimar Sinan sind die İskele-Moschee in Üsküdar, die erste von Sinan geschaffene Moschee, die Prinzenmoschee, die Süleymaniye-Moschee, die Rüstem-Pascha-Moschee und die Piyale-Pascha-Moschee.
Weitere bekannte Moscheen sind die Neue Moschee, die am Goldenen Horn liegt, die Sultan-Ahmed-Moschee, auch „Blaue Moschee“ genannt, die Fatih-Moschee (Eroberermoschee), die nach einem Erdbeben 1766 neu errichtet wurde, und die Eyüp-Sultan-Moschee, die nach Mohammeds Bannerträger Abū Ayyūb al-Ansārī benannt wurde und ein bedeutendes spirituelles Heiligtum des Islam darstellt. Moscheen, die im osmanischen Barock entstanden, sind die Nuruosmaniye-Moschee, deren Kuppelbau aus ursprünglich weißem Marmor bestand und die einen halbrunden Vorhof hat, die Tulpenmoschee, die 1763 fertiggestellt und nach dem Erdbeben von 1783 erneuert wurde, die Nusretiye-Moschee, die Dolmabahçe-Moschee, die unmittelbar am Ufer des Bosporus liegt, und die Ortaköy-Moschee. 2019 wurde zudem die größte Moschee der Türkei eröffnet, die Çamlıca-Moschee auf der asiatischen Seite der Stadt.

##### Alevitische Tekken und Gebetshäuser (Cemevi)

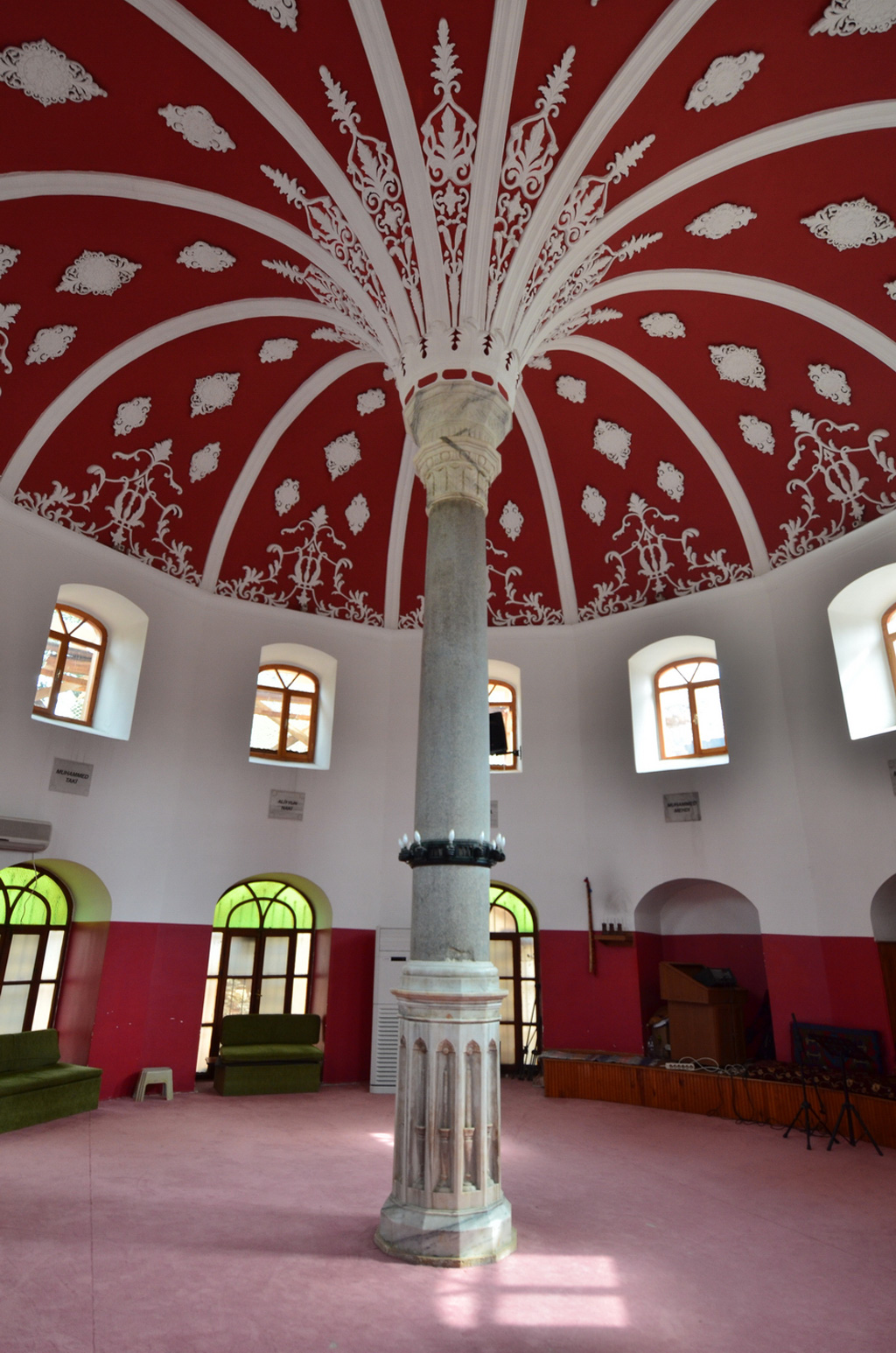
Şahkulu Sultan Dergahi Cemevi, ein Gebetshaus (Kadiköy)

Zu den berühmtesten alevitischen Tekken mit ihren Grabmälern und Cemevi gehört die Karaca Ahmet Sultan Dergahi (Tekke) im Bezirk Üsküdar, die Şahkulu Sultan Dergahi (Tekke) im Bezirk Kadıköy, die Erikli Baba Dergahi (Tekke) im Bezirk Zeytinburnu und die Garip Dede Türbesi im Bezirk Küçükçekmece. Die Tekken sind meist einige Jahrhunderte alt und besitzen ein Museum. Sie sind bis heute sehr wichtige Besuchs- und Gebetsorte für die Aleviten, Bektaschiten und für alevitische Geistliche. Es befinden sich auch sehr viele andere Grabmäler von alevitischen Geistlichen in oder um diese Tekken. Heute werden diese vor allem von Aleviten und Touristen besucht. Zu den Tekken gehören aktive Vereine und Büchereien etc. Alevitische Gebete sowie Cems oder andere Veranstaltungen werden hier regelmäßig abgehalten. Eines der größten Cemevis ist das Kartal Cemevi im Bezirk Kartal. Insgesamt befinden sich ungefähr 65 Cemevis in Istanbul.

#### Modernes Istanbul im 20. und 21. Jahrhundert
Bis zum Ende der 20er Jahre stand die Architektur der Republik noch ganz im Bann einer bereits nach dem Ersten Weltkrieg begonnenen Phase, die man „Erste Nationale Architekturströmung“ nannte. In dieser Phase führten Architekten wie Kemalettin Bey den Historismus fort, der sich im späten 19. Jahrhundert vor allem mit der ornamentalen Außengestaltung von Gebäuden an seldschukischen und osmanischen Vorbildern orientiert hatte. Dazu gehören die Beşiktaş İskelesi (Schiffsanlegestelle), die im Jahre 1913 errichtet wurde, die Haydarpaşa İskelesi (1915), die Vakıf Hanı in Eminönü (1912–1926) und das Hotel Merit Antique in Lâleli (1912–1922).
Verstärkt ab etwa 1930 verpflichtete man ausländische Architekten für die Planung öffentlicher Bauten. Sie entfernten von den Fassaden weitgehend die „türkischen“ Ornamente und pflegten einen internationalen, funktionalen Stil. Als Lehrer gaben sie ihre Auffassungen an türkische Architekten weiter.
Als Entwickler der „Zweiten Nationalen Architekturbewegung“ gilt Bruno Taut (1880–1938). Er forderte als Leiter der Architekturabteilung an der Akademie der Schönen Künste in Istanbul und Chef der Bauabteilung im Unterrichtsministerium in Ankara eine genaue Analyse des Baustils der osmanischen Zeit und der älteren Epochen. Auf dieser Grundlage sollte der Modernismus überwunden und ein eigener türkischer Baustil gefunden werden.

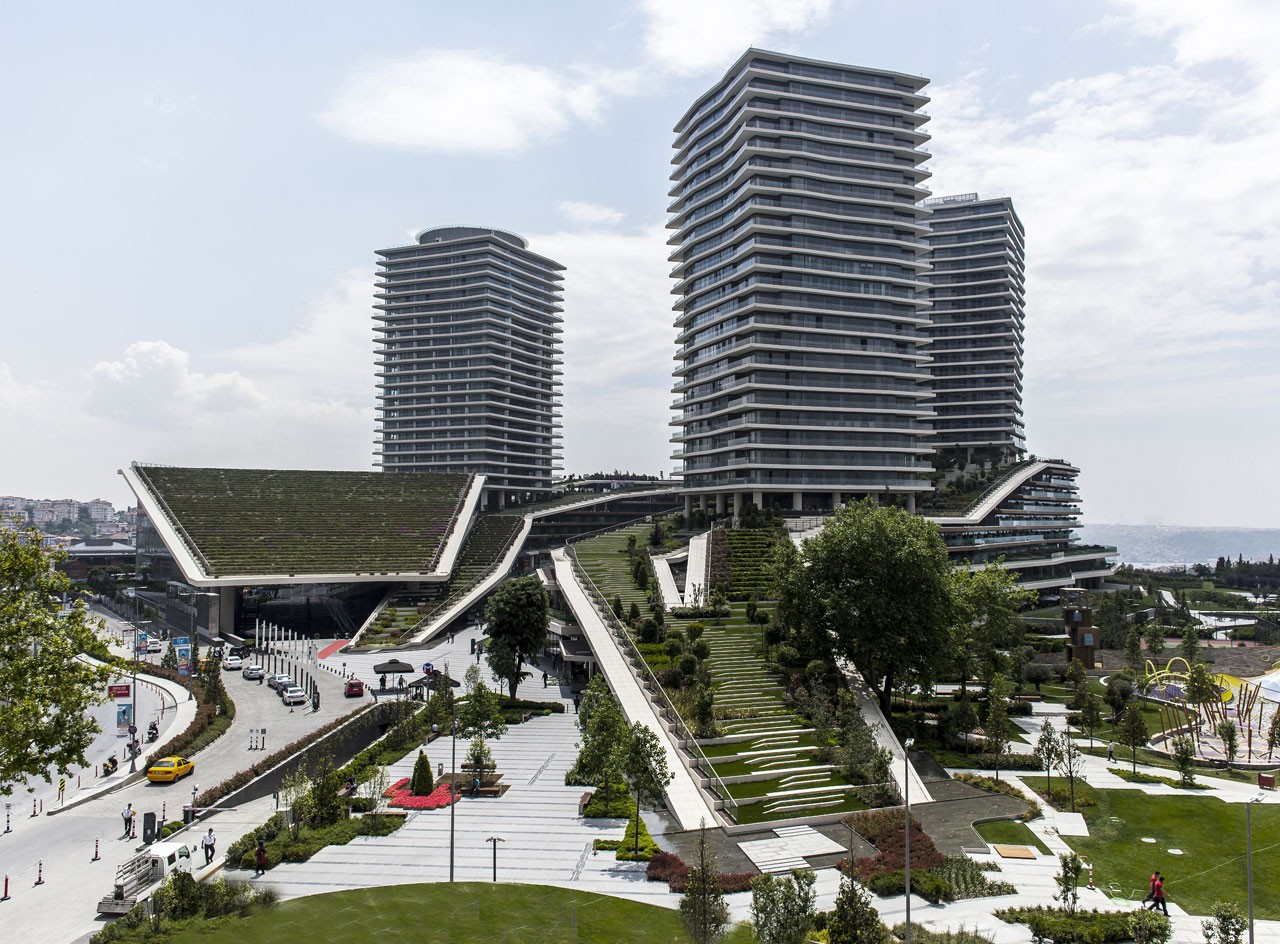
Zorlu Center

Die Istanbuler Baukunst der letzten Jahrzehnte ist von einem heterogenen Stilgemisch geprägt, das von der Sinan nachgebildeten Moschee bis zu Hochhäusern mit internationalem Aussehen, von historisierenden Hotels bis zu gesichtslosen Wohnvierteln vielfältigste Aspekte bietet.
Die Bauwerke des Architekten Sedad Hakkı Eldem, die im „türkischen“ Stil errichtet wurden, sind etwa Sosyal Sigortalar Külliyesi (1970), Atatürk Kütüphanesi (1976), Koç Holding A.S. Nakkaştepe Tesisleri (1986), das Hotel InterContinental in Beyoğlu (1968), Barbaros Plaza (1987), Yapı ve Kredi Bankası (1995), İşBank Tower 1 (2000), Sapphire of Istanbul (2009) sowie Diamond of Istanbul (2010), die allesamt in Levent stehen und mit Höhen von über 100 m die höchsten Gebäude in Istanbul bilden.
Zu den Fernsehtürmen Istanbuls, die nach den 1960er Jahren gebaut wurden, gehören der 166 Meter hohe Fernsehturm Çamlıca im gleichnamigen Viertel Çamlıca im Stadtteil Üsküdar, der 236 Meter hohe Fernsehturm Endem im Stadtteil Büyükçekmece, und der 365 Meter hohe Fernsehturm Küçük Çamlıca.

#### Brücken

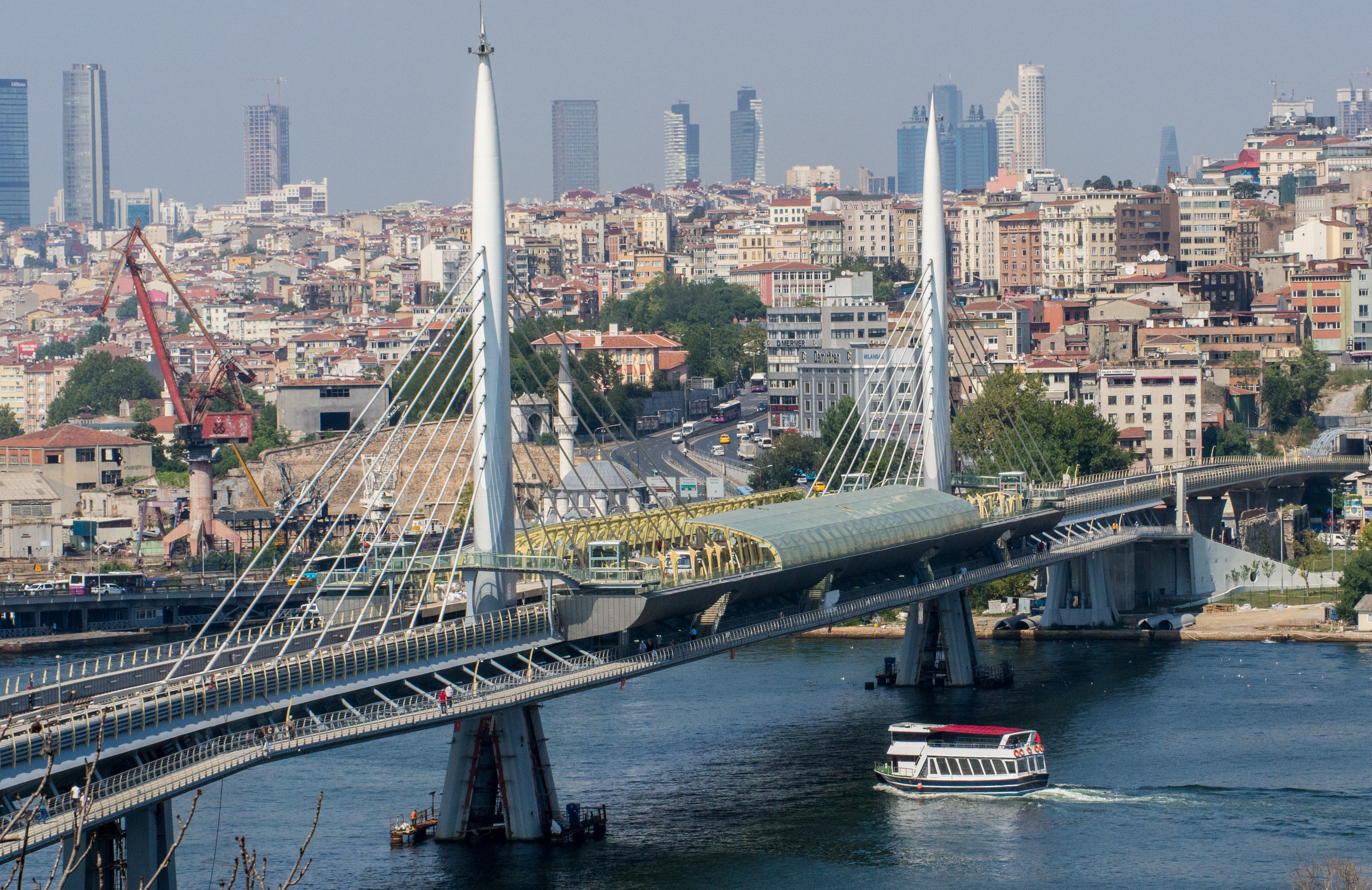
Die Metrobrücke über das Goldene Horn

Die europäischen Stadtteile werden über das Goldene Horn durch die Galatabrücke (Neubau von 1992), die Atatürk-Brücke und die Haliç-Brücke (Fatih-Brücke), über die eine Umgehungsautobahn verläuft, miteinander verbunden. Im Stadtteil Büyükçekmece wird eine 1567 fertiggestellte Bogenbrücke, die Kanuni-Sultan-Süleyman-Brücke, nur noch von Fußgängern genutzt.
Für den Kraftfahrtverkehr existieren drei Hängebrücken über den Bosporus. Die Bosporus-Brücke mit 1074 m Länge wurde 1973 eröffnet und die Fatih-Sultan-Mehmet-Brücke mit 1.090 m Länge wurde 1988 dem Verkehr übergeben. Die Yavuz-Sultan-Selim-Brücke wurde am 6. März 2016 fertiggestellt und am 26. August 2016 offiziell für den Verkehr freigegeben.

#### Straßen und Plätze

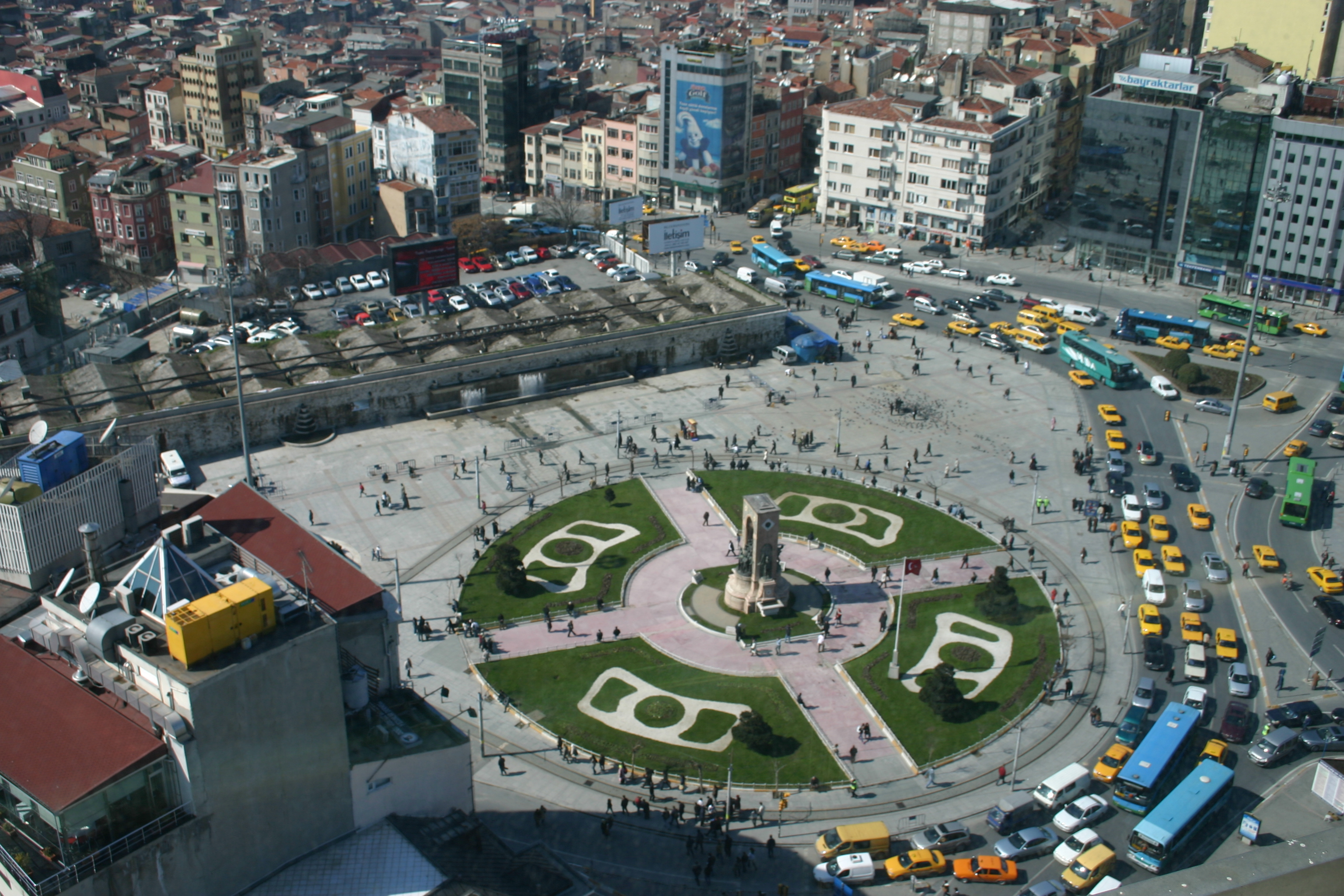
Taksim-Platz

Der Taksim-Platz in Beyoğlu ist der verkehrsreichste Platz Istanbuls. Von hier aus führen Straßen in alle Richtungen, darunter die Tarlabaşı Bulvarı nach Fatih, die Cumhuriyet Caddesi zum nördlichen Stadtteil Şişli, die İnönü Caddesi in Richtung Beşiktaş und die İstiklal Caddesi hinab zum Tünel-Platz. Der Taksim-Platz ist regelmäßig Schauplatz für Demonstrationen. Das wohl blutigste Ereignis der jüngeren Geschichte ereignete sich am 1. Mai 1977, als Teilnehmer einer Gewerkschaftskundgebung von Unbekannten von umliegenden Häusern aus beschossen wurden. Dabei starben mindestens 34 Menschen und Hunderte wurden verletzt, sowie 453 festgenommen.
Am Taksim-Platz liegt das Denkmal der Republik, das an die Gründung der Republik im Jahre 1923 erinnert. Die İstiklal Caddesi ist die bekannteste Straße. Sie führt vom Tünel-Platz über den Galatasaray-Platz zum Taksim-Platz. Am Galatasaray-Platz liegt eine ehemalige kaiserliche Schule, das Galatasaray Lisesi. Die Bankalar Caddesi befindet sich ebenso in Beyoğlu. An dieser „Bankenstraße“ hatten im Osmanischen Reich viele Finanzinstitute und Geschäfte ihren Sitz, so auch die Ottomanische Bank.

#### Denkmalschutz
Das erste systematische Denkmalschutzprojekt in Istanbul wurde gegen Ende des Ersten Weltkrieges von der Stadtverwaltung initiiert, nachdem in den Kriegswirren Brände und Plünderungen zu Zerstörungen bedeutender Denkmäler geführt hatten. Das Projekt wurde 1917–1918 unter anderem vom deutschen Journalisten Friedrich Schrader geleitet.
Seit den sechziger Jahren hat sich besonders Çelik Gülersoy um den Istanbuler Denkmalschutz verdient gemacht. Er hat zahlreiche kunsthistorisch bedeutende Bauwerke der Stadt sichern lassen und mit der „Istanbul Library“ eine bedeutende Sammlung von Schrifttum über die Geschichte Istanbuler Baudenkmäler anlegen lassen. Teile der Altstadt von Istanbul gehören seit 1985 zum UNESCO-Weltkulturerbe.

### Parks

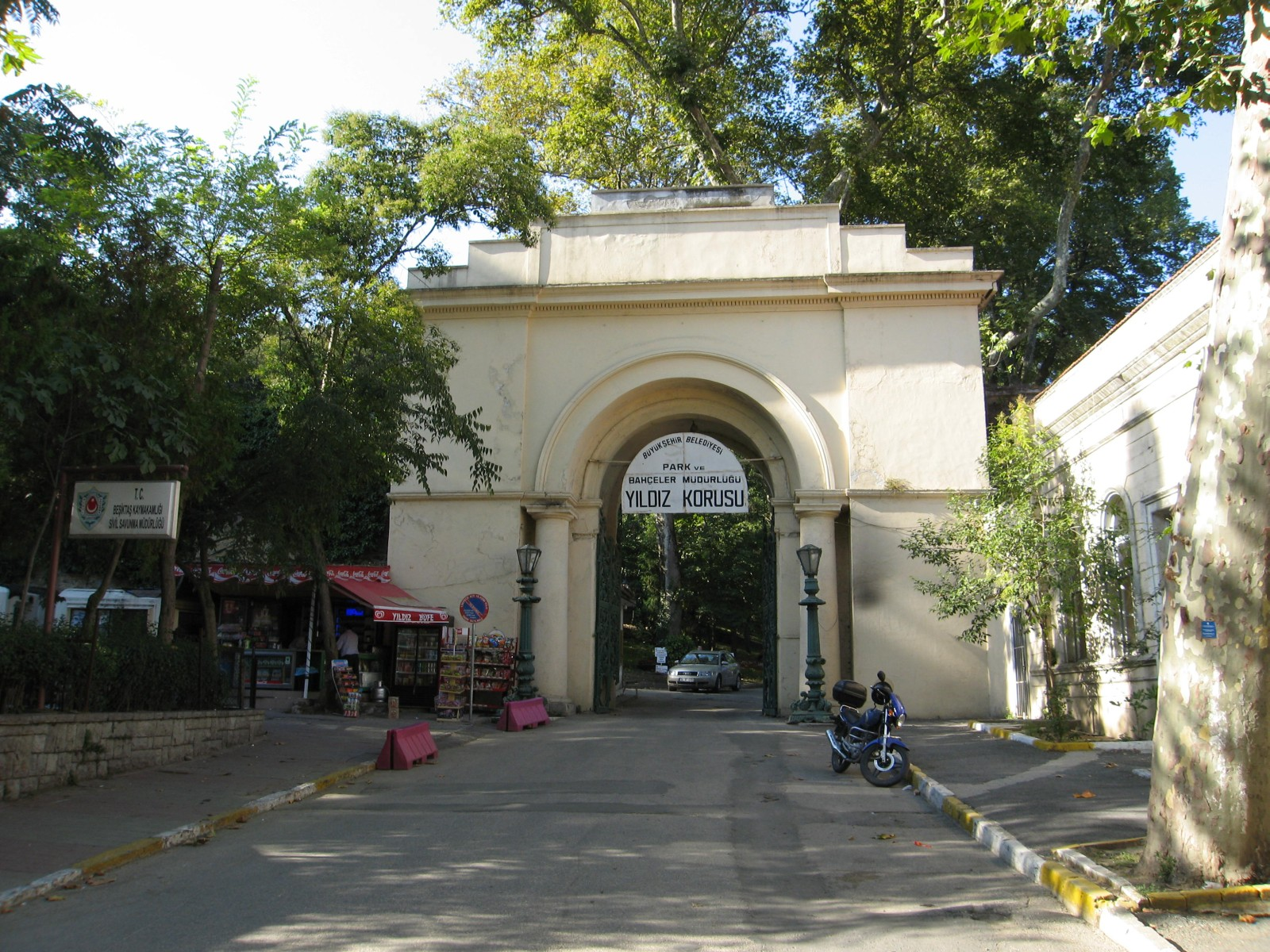
Haupteingang des Yıldız-Parks

Der Yıldız-Park („Stern-Park“) erstreckt sich hinter dem Çırağan-Palast an den Hängen des europäischen Bosporusufers. Im Park befinden sich Sultansvillen, darunter der Yıldız-Palast. Hinzu kommt ein Opernhaus, eine Moschee und eine Manufaktur. Damit wurde Ende des 19. Jahrhunderts die osmanische Tradition fortgesetzt, locker gruppierte kleinere Gebäude in einer Parklandschaft als Wohnstätten und Zweckbauten zu nutzen. Der etwa 160 Hektar große Park wurde ursprünglich von dem französischen Landschaftsarchitekten G. Le Roy gestaltet. Er ließ seltene und exotische Bäume, Büsche und Blumen pflanzen. Der Park wurde mit der neuen Technik des elektrischen Lichtes erleuchtet und durch Drainagen trocken gehalten. Sorgfältig angelegte Wege boten Zugang zu Aussichtspunkten. Der Park wurde in den 1980er Jahren vom Türkischen Touring- und Automobilclub (TTOK) renoviert.
Der Miniatürk in Beyoğlu gehört mit einer Fläche von 6 Hektar zu den größten Miniaturparks der Welt. Auf einem Pfad befinden sich mehr als 105 Miniaturmodelle, die die Bauepochen des Osmanischen Reiches repräsentieren, darunter allein 45 Miniaturmodelle zu Istanbul. Zu ihnen gehören die Hagia Sophia und der Topkapı-Palast, aber auch die zwei Weltwunder der Antike, das Mausoleum von Halikarnassos und der Tempel der Artemis in Ephesos. Auch Miniaturmodelle einiger Sehenswürdigkeiten außerhalb der Türkei wie die Al-Aqsa-Moschee und der Felsendom in Jerusalem, wurden erstellt.

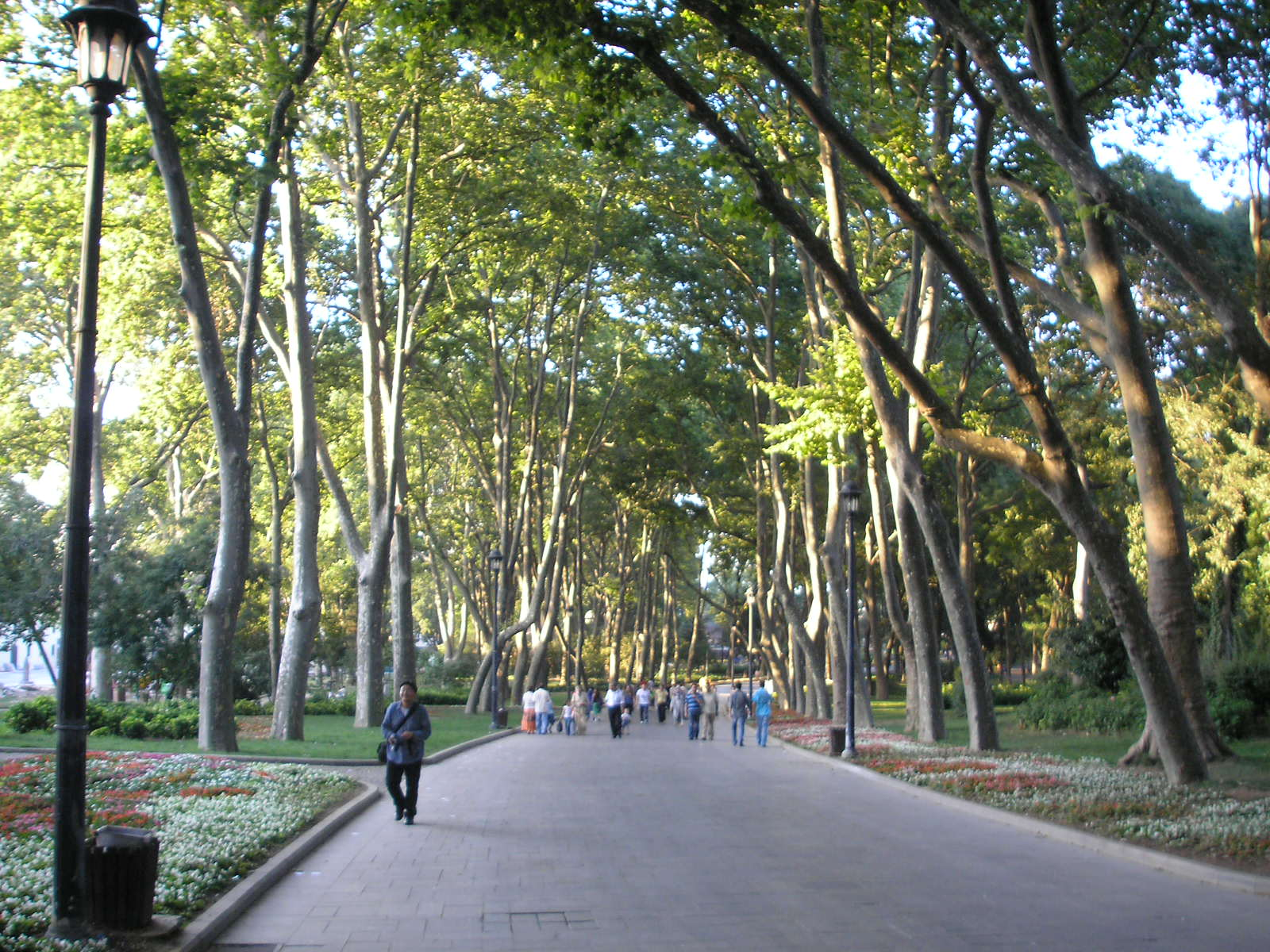
Gülhane-Park

Der Gülhane-Park („Rosenhaus-Park“) befindet sich innerhalb der äußeren Mauern des Topkapı-Palasts und nimmt den westlichen Teil der Serailspitze ein. Er war einst Teil des äußeren Gartens des Topkapı-Palasts. Ein Teil des äußeren Gartens wurde 1912 der Öffentlichkeit zugänglich gemacht. War er früher ein Ort für ritterliche Spiele und Bogenschießwettbewerbe, so ist er heute ein bewaldeter Volkspark mit Konzerten, Teegärten und weiteren Angeboten. Geologisch liegt der Park auf dem Hang von Eminönü. Der Gülhane-Park wurde in den letzten Jahren restauriert, die Wanderrouten neu geordnet und der große Pool in einem modernen Stil renoviert. Die natürliche Landschaft der 1950er Jahre wurde durch Bäume aus der Zeit um 1800 ersetzt.
Den mit 267 m höchsten Punkt Istanbuls markiert der Büyük Çamlıca-Park. Drei Kaffeehäuser im Stil des 18. Jahrhunderts bekrönen den von Pinien, Eichen und Zypressen bestandenen Park. In der Nähe steht der Fernsehturm Çamlıca. Bis Ende der 1970er Jahre verfielen die Anlagen des Çamlıca-Hügels zusehends; er wurde durch illegale Gebäude entstellt und zum Parkplatz umfunktioniert, bis in den 1980er Jahren die Stadtverwaltung den Hügel touristisch erschloss. Auf Anweisung des Premiers Recep Tayyip Erdoğan wird der Bau einer der größten Moscheen der Welt auf dem Gelände des verbliebenen Parks geplant.
Trotz der Wiederaufwertung der Grünanlagen hat Istanbul laut dem Istanbuler CHP-Stadtrat Mehmet Berke Merter kaum Grünflächen und keinen einzigen großen Stadtpark. Ihm zufolge steht jedem Bürger weniger als ein Quadratmeter nutzbarer Parkfläche zur Verfügung. Die Direktion für Park und Gartenanlagen der Großgemeinde Istanbul gibt hingegen nur die Summe aller Grünflächen pro Kopf mit 6,05 m² an.
Kerem Ateş, Generalsekretär der Umweltorganisation TÜRÇEK ergänzte, die verschwindenden Grünflächen seien der Grund für Hitzewellen und Sauerstoffarmut in der Stadt und würden aus der Stadt eine „Betonwüste“ machen. Einem Artikel der Zeit aus dem Jahr 2012 zufolge werde sich die Situation verschärfen, da auf den Waldflächen um Istanbul Großprojekte geplant waren und seien, darunter ein neuer Flughafen, eine dritte Brücke über den Bosporus und weitere Autobahnen. Weiter heißt es, der Grünflächenmangel habe dazu geführt, dass die Stadtregierung sogar schmale Grünstreifen an Autobahnen als „Parks“ ausweise.
Der Gezi-Park („Spazier-Park“), der neben dem Taksim-Platz liegt, geht auf einen Entwurf des Architekten Henri Prost zurück und ist eine der letzten Grünflächen in der Innenstadt. Pläne zur Bebauung durch einen Wiederaufbau der 1940 abgerissenen Topçu-Kaserne, die als Einkaufszentrum mit Luxuswohnungen und Hotel errichtet werden soll, führten im Jahr 2013 zu Protesten.

### Sport

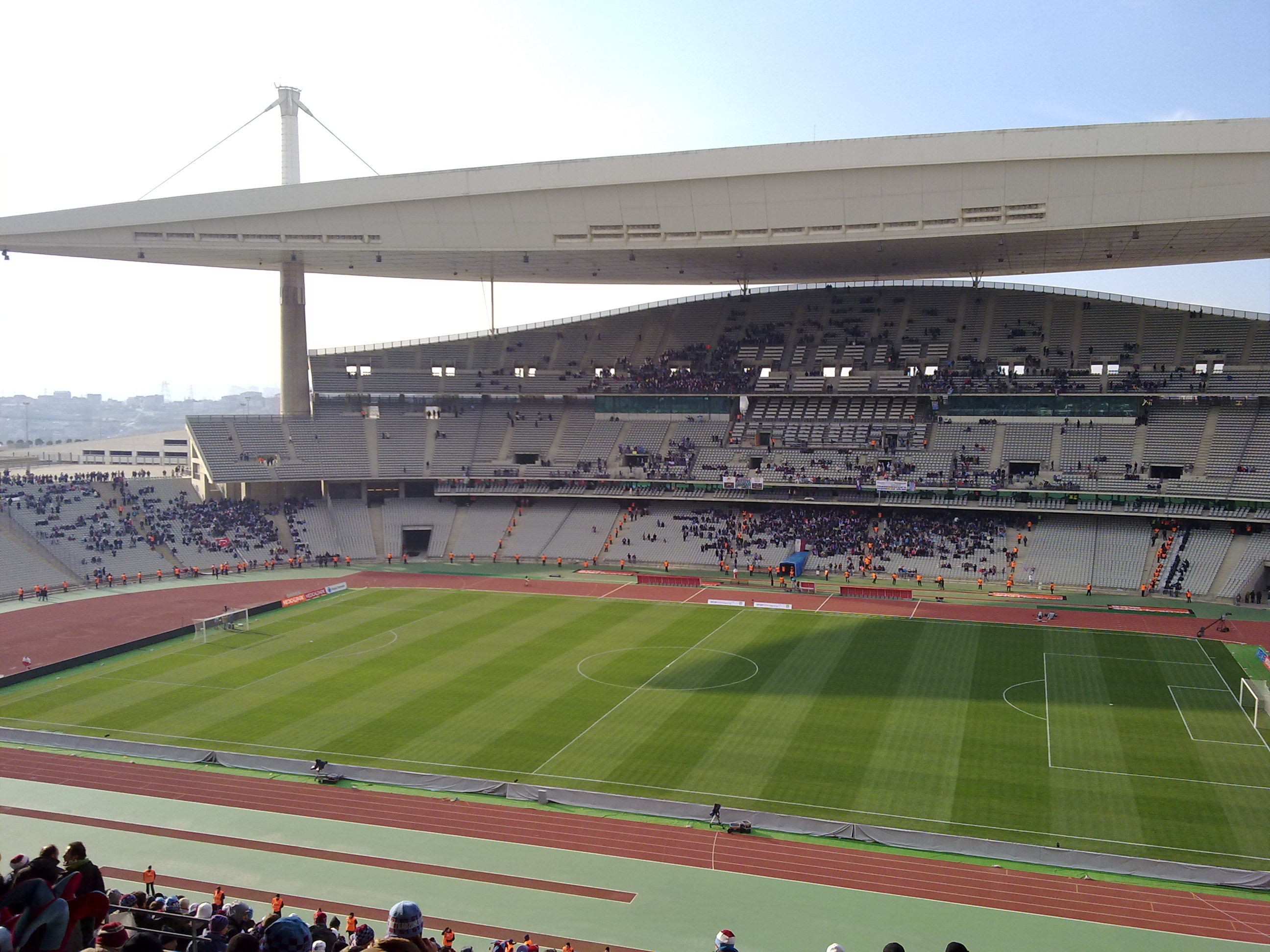
Das Atatürk-Olympiastadion in der türkischen Millionenstadt Istanbul ist mit 75.145 Sitzplätzen das größte Fußballstadion des Landes und zurzeit das achtgrößte in Europa.

Wie im Rest der Türkei ist Fußball die beliebteste Sportart in Istanbul. Die Stadt ist die Heimat zahlreicher Fußballvereine, darunter acht Teams der Süper Lig, der höchsten Spielklasse der Türkei. Zu ihnen zählen die drei erfolgreichsten Mannschaften in der Geschichte des türkischen Ligafußballs, der 19-fache Meister Fenerbahçe Istanbul, der 23-fache Meister, UEFA-Pokal- und Supercup-Sieger Galatasaray Istanbul, der 16-fache Meister Beşiktaş Istanbul, sowie Istanbulspor, Istanbul Başakşehir, Kasımpaşa Istanbul, Fatih Karagümrük SK und Pendikspor aus dem gleichnamigen Vorort.
Fenerbahçe Istanbul trägt seine Heimspiele im Fenerbahçe-Şükrü-Saracoğlu-Stadion in Kadıköy aus. Galatasaray Istanbul spielt in der Türk Telekom Arena in Seyrantepe mit einer Kapazität von 52.650 Plätzen. Das Atatürk-Olympiastadion ist die Heimstätte des Erstligisten Istanbul Başakşehir. Es wurde 2004 als Fünfsternestadion ausgezeichnet. Beşiktaş Istanbul ist der älteste Sportverein in Istanbul (Fußballabteilung seit 1911) und trägt seine Heimspiele seit dem Abriss des alten İnönü Stadıs im Stadtteil Beşiktaş und bis zum dortigen Neubau des Stadions ebenfalls im Atatürk-Olympiastadion aus. Seit 2016 trägt Beşiktas istanbul seine Heimspiele in der Vodafone Arena aus.
Auch Basketball und Volleyball sind sehr populär. Es bestehen mehrere professionelle Klubs, unter anderem im Basketball (Efes Pilsen Istanbul und Fenerbahçe Ülker) sowie im Volleyball (Eczacıbaşı Istanbul und Vakıfbank Güneş Sigorta İstanbul), die in ihren eigenen Schulen Spieler ausbilden. Golf, Sportschießen, Reiten und Tennis gewinnen immer mehr an Bedeutung, werden aber überwiegend von Ausländern und wohlhabenden Einheimischen betrieben. Für Aerobic, Bodybuilding und Gerätegymnastik stehen zahlreiche Fitnessstudios zur Verfügung. Paintball ist in zwei großen Klubs in der Nähe von Istanbul vertreten. Fernöstliche Sportarten wie Aikidō und auch Yoga sind in den letzten Jahren immer beliebter geworden. Es gibt mehrere Zentren in der Stadt, wo sie ausgeübt werden können.
Von 2005 bis 2011 sowie 2020 fand in Istanbul der Große Preis der Türkei statt. Veranstaltungsort war der Istanbul Park Circuit im asiatischen Teil im Viertel Kurtköy, der zum Stadtteil Tuzla gehört. Die Haupttribüne der Rennstrecke bietet 26.250 überdachte Sitzplätze. Zusätzlich zur Haupttribüne an der Start- und Zielgeraden sind neun weitere Tribünen und fünf freie Flächen auf Anhöhen für insgesamt 125.000 Zuschauer vorhanden.
Istanbul war Austragungsort der Schacholympiade 2000 und der Schacholympiade 2012. Insgesamt fünf Mal hat sich die Stadt um die Austragung der Olympischen Sommerspiele beworben (2000, 2004, 2008, 2012 und 2020). Keine dieser Bewerbungen war von Erfolg gekrönt.

### Freizeit und Erholung

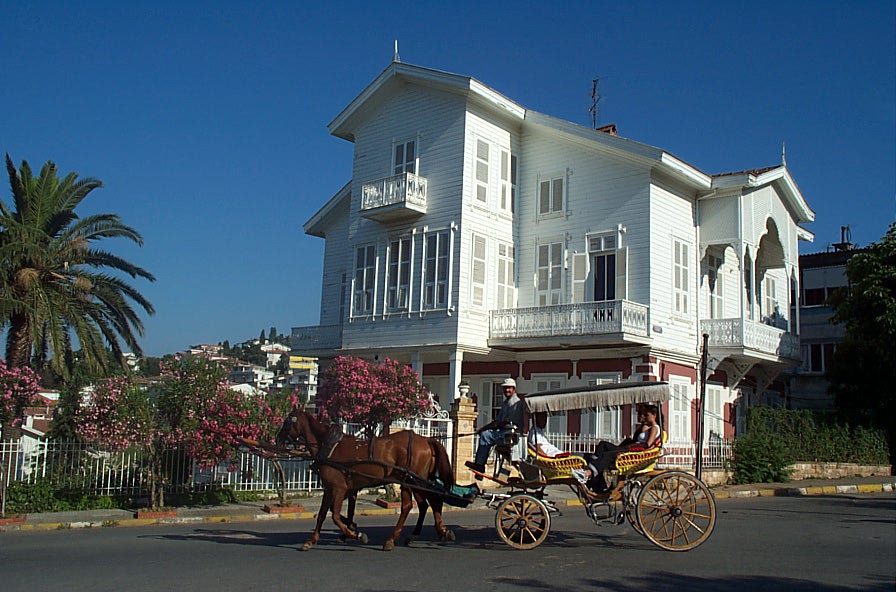
Holzhaus und Pferdekutsche: typische Attribute von Büyükada, der größten Prinzeninsel, dem Erholungsort für viele Istanbuler

Wegen der Verschmutzung des Meeres verschwanden in der Stadt gelegene traditionelle Badeorte allmählich, seit einigen Jahren jedoch eröffnen manche alte Plätze aufgrund der inzwischen verbesserten Badewasserqualität neu. Zu den am häufigsten aufgesuchten Orten innerhalb der Stadt gehören Bakırköy, Küçükçekmece, Sarıyer und der Bosporus, außerhalb der Stadt sind es am Marmarameer die Prinzeninseln, Silivri und Tuzla sowie am Schwarzen Meer Kilyos, Riva und Şile.
Die Prinzeninseln sind eine Inselgruppe im Marmarameer vor den Stadtteilen Maltepe und Kartal. Mit ihren Kiefern- und Pinienwäldern, hölzernen, vom Jugendstil geprägten Sommervillen aus der Wende zum 20. Jahrhundert, Pferdekutschen (Motorfahrzeuge sind nicht erlaubt) und Fischrestaurants sind sie ein bedeutendes Ausflugsziel. Von den neun Inseln sind vier bewohnt.
Şile ist ein bekannter türkischer Badeort am Schwarzen Meer, 50 Kilometer von Istanbul entfernt. Seit den 1980er Jahren wurden Feriensiedlungen und Hotels ausgebaut. Außerhalb von Şile sind weiße Sandstrände zu finden.
Kilyos und Riva sind kleine, ruhige Badeorte unweit des Eingangs des Bosporus zum Schwarzen Meer. Ebenso sind die Dampfbäder in der Istanbuler Altstadt für Erholungen sehr beliebt. Die bekanntesten und meistbesuchten Dampfbäder sind der Beyazıt Hamamı, der Çardaklı Hamamı, der Çemberlitaş Hamamı (von Sinan 1584 errichtet) und der keramische Hamam in Fatih, weitere Dampfbäder sind der Galatasaray Hamamı in Beyoğlu und der Alter Hamamı in Üsküdar.
Der Hıdiv-Wald liegt direkt am Bosporus im Stadtteil Beykoz auf der asiatischen Seite. Dort befindet sich die Residenz des ägyptischen Gouverneurs Abbas Hilmi Pascha. Es finden sich dort auch einige Brunnen und Wasserbecken, diverse Cafés, Restaurants sowie private Freizeitareale.
Ein weiteres Naherholungsgebiet ist der Belgrader Wald (Belgrad Ormanı) im Norden des Stadtteils Eyüp, etwa 20 Kilometer von der Altstadt entfernt. Der rund 5500 Hektar große Wald bietet Freizeitanlagen, Picknick-Plätze, Reit- und Wanderwege. Er wurde im 18. Jahrhundert unter Sultan Abdülhamid I. angelegt.
In Eyüp befindet sich ein Delfinarium.

### Regelmäßige Veranstaltungen

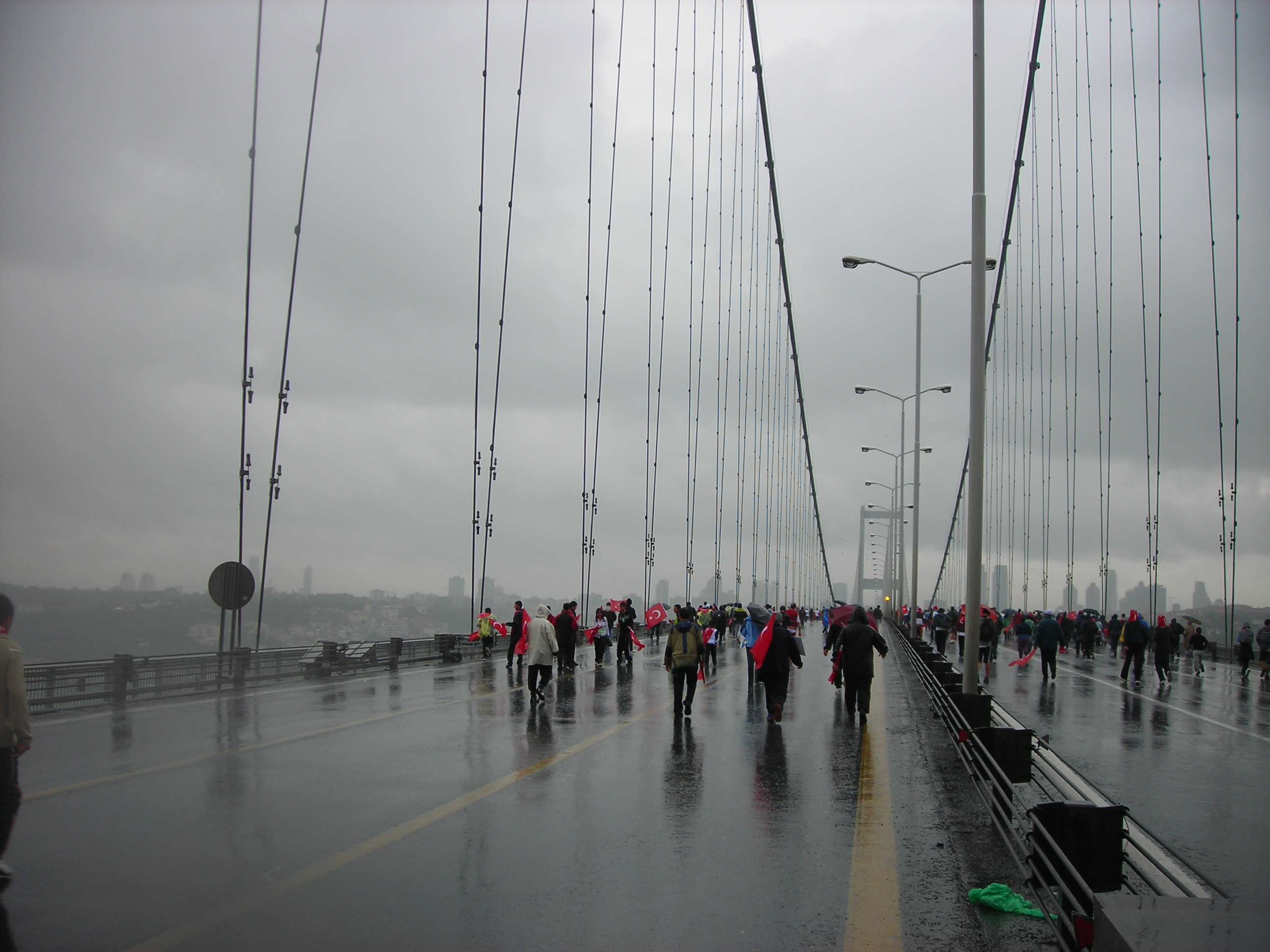
Marathonläufer überqueren beim 30. Istanbul-Marathon 2008 den Bosporus auf der Bosporus-Brücke.

Am 21. März findet das Newroz-Fest (türk. Nevruz Bayramı) statt. Zum Beispiel in Cankurtaran (Sultanahmet) kommt es dabei jedes Jahr zu einer großen Open-Air-Veranstaltung.
Ende April wird das International Istanbul Film Festival in Beyoğlu in mehreren Kinos veranstaltet. Dieses älteste und bedeutendste internationale Filmfestival der Türkei fand 1982 zum ersten Mal statt.
Am 23. April begeht man den Feiertag der Nationalen Souveränität und des Kindes zum Beispiel mit einer morgendlichen Parade auf der İstiklal Caddesi in Beyoğlu, wo Kinder Folklore zeigen und musizieren.
Beim einwöchigen Internationalen Ülker Puppen Festival Istanbul Anfang Mai werden Karagöz-Aufführungen in verschiedenen Kulturzentren der Stadt und auch internationale Darbietungen geboten. Ebenfalls im Mai präsentieren Kompanien und Ensembles aus aller Welt ihre Stücke beim Internationalen Istanbul Theater Festival. Dieses Festival findet im jährlichen Wechsel mit der Internationalen Istanbul Biennale statt.
Das orthodoxe Osterfest fällt oft in den Monat Mai und wird von den griechisch-orthodoxen Gemeinden als ihr höchstes kirchliches Jahresfest gefeiert.
Das Internationale Istanbuler Musik Festival widmet sich im Juni vornehmlich Ballett- und Opernaufführungen sowie der Orchester- und Kammermusik, meist in der ehemaligen Kirche Hagia Irene und im Atatürk-Kulturzentrum am Taksim-Platz. An den längsten Tagen des Jahres bietet seit 2001 das Efes Pilsen One Love Festival ein breites Spektrum von Pop und Hip-Hop bis Latin und Punk. Bis zu 15.000 Zuschauer kommen bei diesem zweitägigen Festival im Kunst- und Kulturzentrum Santralİstanbul zusammen.

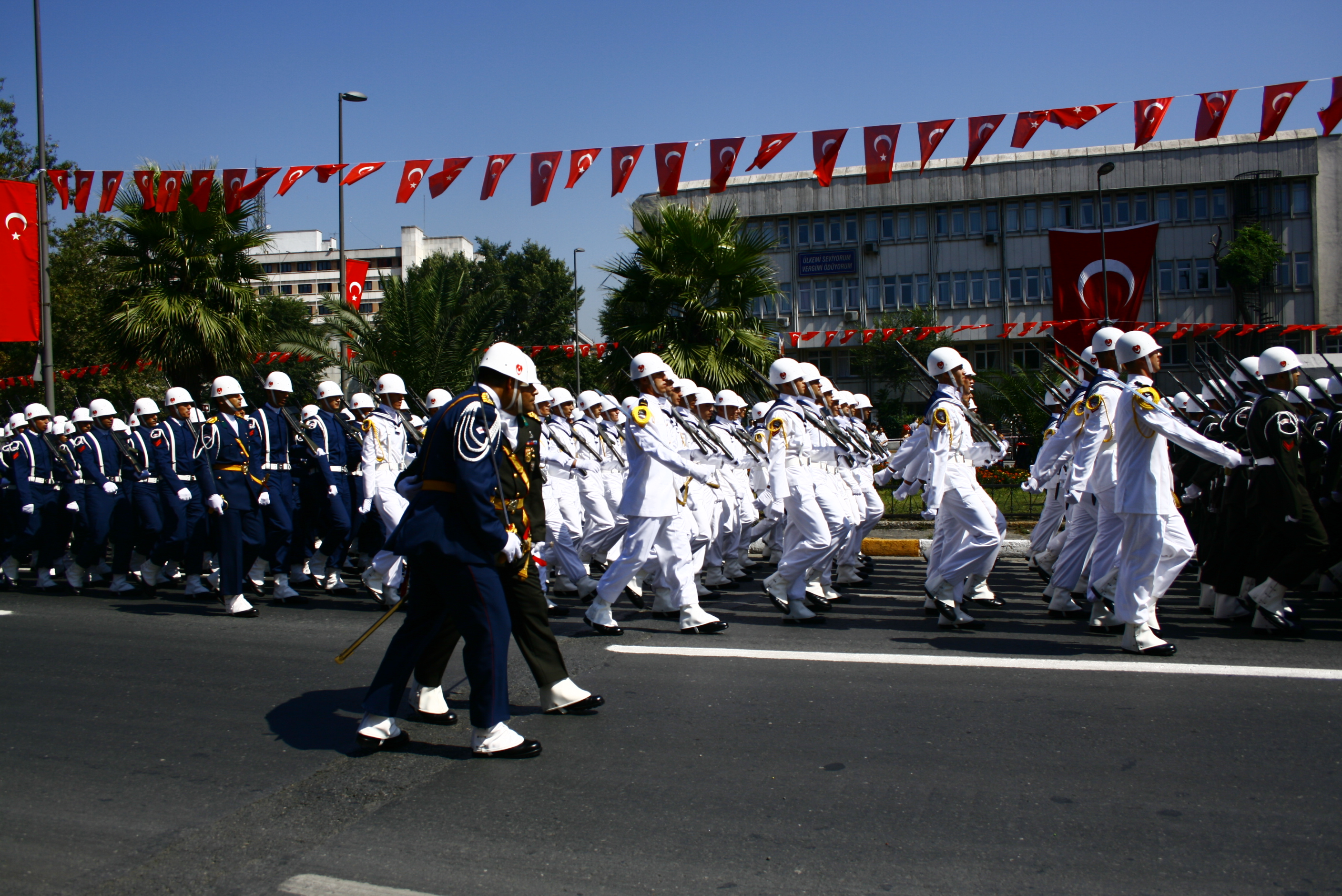
Parade am Feiertag der Befreiung (Zafer Bayramı) in Istanbul

Alljährlich im Juli organisiert das Nationale Olympische Komitee der Türkei (türk. Türkiye Milli Olimpiyat Komitesi) den Eurasischen Schwimmwettkampf im Bosporus, bei dem die Meerenge vom europäischen zum asiatischen Teil Istanbuls durchquert wird. Das zweiwöchige Internationale Istanbul Jazz Festival bietet internationale und lokale Musik aus so unterschiedlichen Bereichen wie konventionellem Jazz, Electronica, Drum and Bass, World Music und Rock, unter anderem im Cemil Topuzlu Open-Air Theater, İstanbul Modern, in der Cemal Reşit Rey Konzert Halle, dem Istanbuler Jazz Center und dem Nardis Jazz Club. Eine weitere Veranstaltung ist das größte Open-Air-Konzert in der Türkei: Das Rockfestival Rock’n Coke, das seit 2003 mit bis zu 50.000 Besuchern Mitte des Sommers stattfindet und seit 2009 im Istanbul Park Circuit veranstaltet wird. Dort findet seit 2005 auch der Große Preis der Türkei, ein Formel-1-Rennen statt.
Die im Juni oder Juli stattfindende Gay Pride Istanbul (Istanbul Onur Yürüyüsü) war mit 100.000 Teilnehmern die größte Schwulenparade in ganz Osteuropa. Seit 2015 verbietet die Istanbuler Stadtverwaltung die Veranstaltung.
An drei Tagen im August wechseln sich beim Electronica Istanbul Festival auf acht Open-Air-Bühnen internationale DJs und Electronica-Acts ab. Deren Spektrum reicht von House über Trance bis Mashup. Am 30. August findet der Feiertag der Befreiung (Zafer Bayramı) statt, der an den Sieg des Başkomutanlık Meydan Savaşı im türkischen Befreiungskrieg erinnert.
Immer am 29. Oktober findet der Feiertag der Republik (Cumhuriyet Bayramı) statt, der an die Ausrufung der Republik durch Atatürk im Jahr 1923 erinnert. Im Herbst wird seit 1979 der Istanbul-Marathon veranstaltet. Der Start ist in Üsküdar auf der asiatischen Seite Istanbuls und das Ziel im İnönü Stadı beziehungsweise vor dem Dolmabahçe-Palast, wenn der Fußballclub Beşiktaş Istanbul ein Heimspiel hat. Beim Marathon werden die Brücke der Märtyrer des 15. Juli und die Galatabrücke überquert. Auch im Herbst findet seit 1987 die Istanbul Biennale statt, die von der İstanbul Foundation for Culture and Arts organisiert wird.

### Kulinarische Spezialitäten
Aufgrund der starken Landflucht aus allen Teilen des Landes nach Istanbul entspricht das kulinarische Angebot einem Spiegel der gesamten Türkei, fast alle regionalen Spezialitäten werden auch in Istanbuler Restaurants angeboten. Zudem gibt es auch immer mehr Lokale, die eine internationale Küche anbieten. Infolge der Küstenlage Istanbuls sind Meeresfrüchte in der Stadt traditionell sehr beliebt.
Osmanische Küche wird vor allem in Üsküdar, Kadıköy und Beyoğlu in Restaurants angeboten. Koschere Küche findet man in Beyoğlu und im alten Stambul. Das Istanbuler Lebensmittel, das eine besondere Ausprägung oder Geltung hat, ist Lokum, ein süßes Konfekt aus Zucker (ursprünglich Honig), Stärkemehl (ursprünglich Weizenmehl), Pistazien, Mandeln, Nüssen und anderen Zutaten. Traditionelle Firmen produzieren bis zu 18 Lokumsorten, zum Beispiel angereichert mit Extra-Pistazien (zweimal geröstete Pistazien), mit Rosenaroma, mit Mastix, mit Kaffee, mit Zimt oder mit Ingwer. Eine weitere Istanbuler Spezialität ist Boza, ein leicht alkoholisches Getreidegetränk aus Weizen oder Hirse. Boza wird vor allem im Winter getrunken. Kokoreç sind gegrillte oder gebratene Schafseingeweide, die als Street Food in der ganzen Türkei große Beliebtheit genießen. Man unterscheidet zwischen zwei Kokoreç-Varianten, zwischen der Istanbul-Variante und der Izmir-Variante. Die Istanbul-Variante wird mit gehackten Tomaten, Zwiebeln und Gewürzen (hauptsächlich Kreuzkümmel und Chilipulver) gemischt und auf dem Blech oder auf einem Spieß aufgerollt gegrillt.

### Einzelhandel

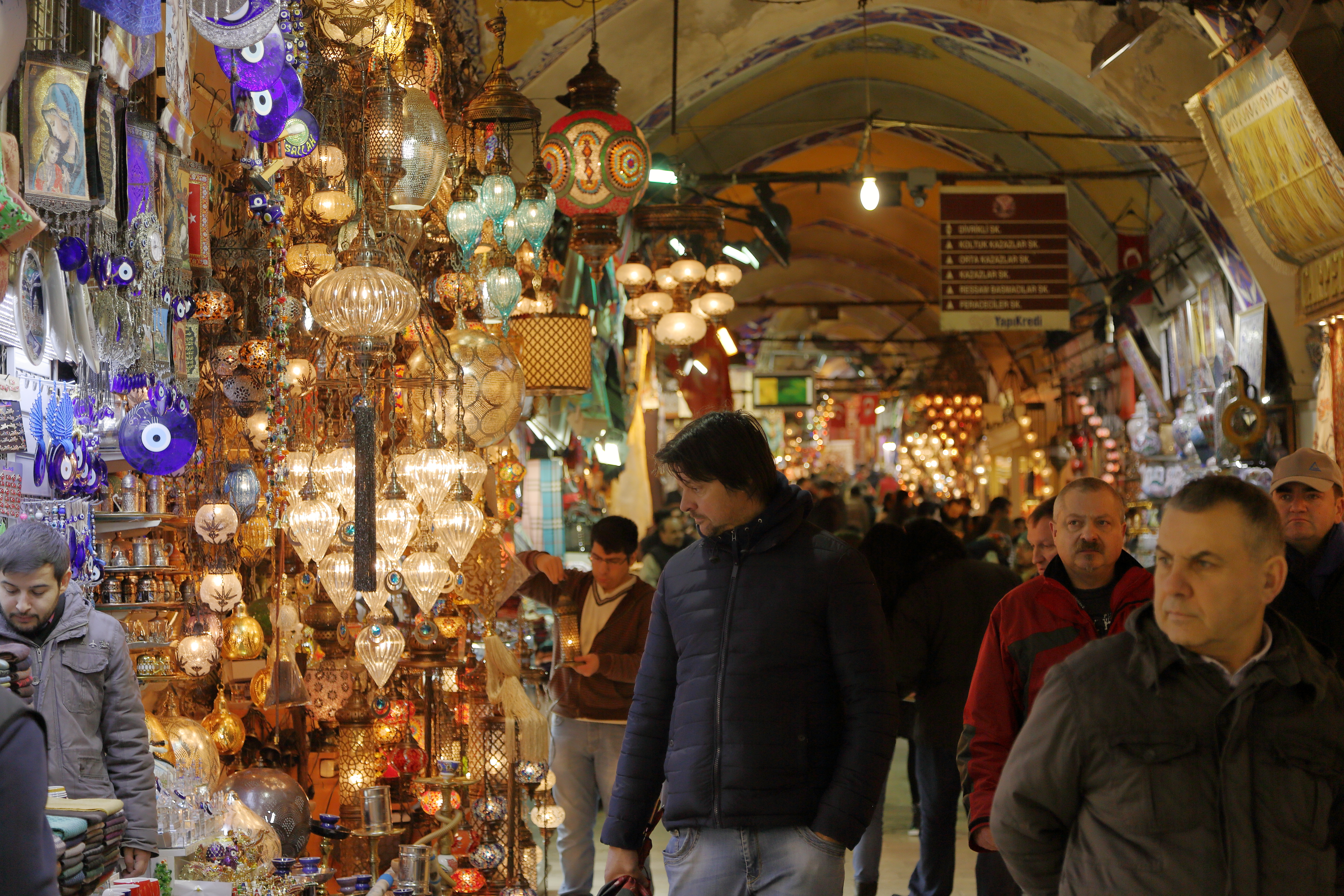
Der Kapalı Çarşı

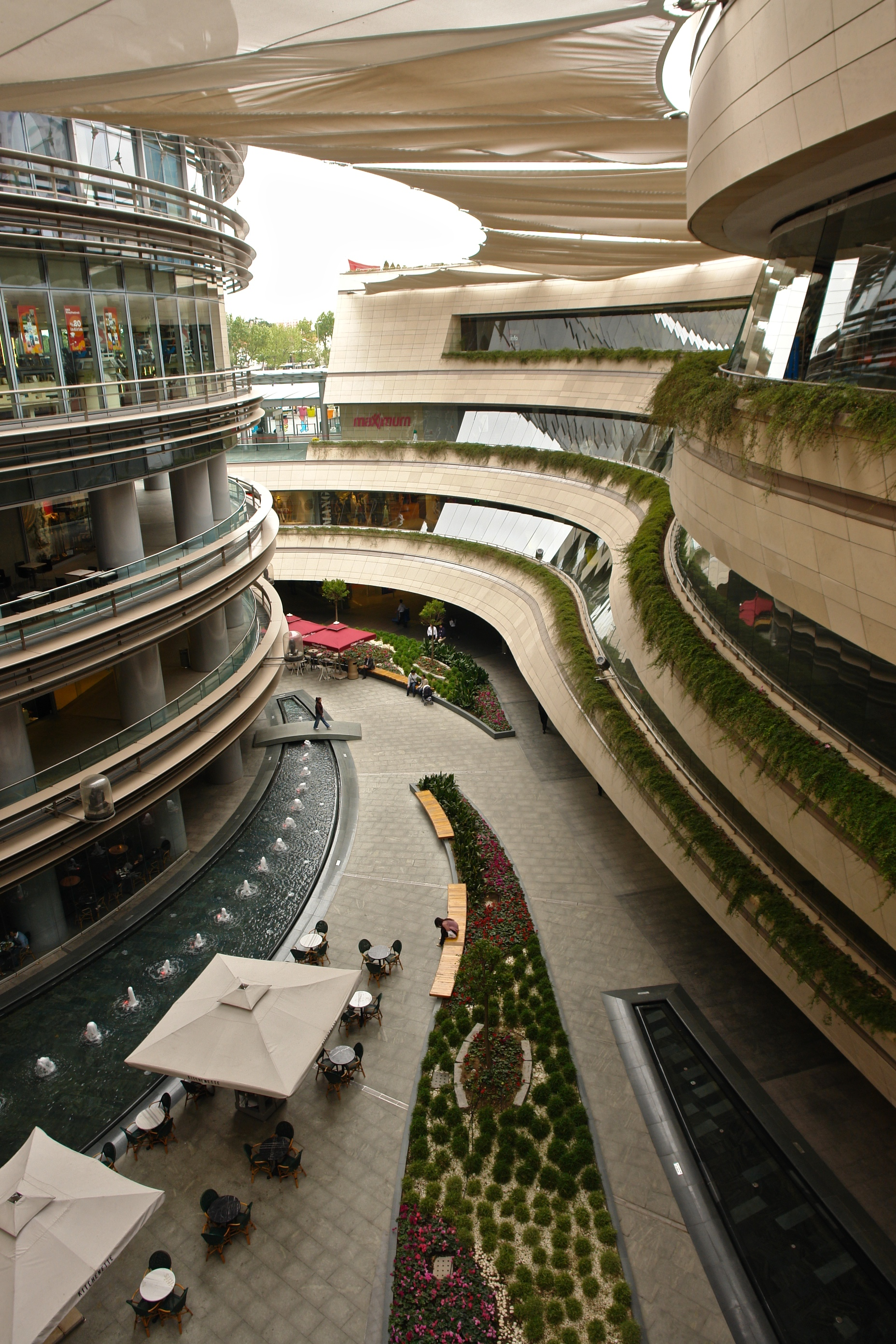
Architektur der Kanyon Mall

Der Große Basar (Kapalı Çarşı) ist an Werktagen geöffnet. Er ist vollständig überdacht und beherbergt viele Hans, Hallen, Straßen und Gassen, in deren Geschäften verschiedene Waren wie Antiquitäten, Teppiche, Schmuck oder Keramik verkauft werden. Ein weiterer großer Markt ist der Ägyptische Basar (Mısır Çarşısı). Er wurde 1660 auf Anweisung der Mutter des Sultans Mehmed IV. (1642–1693) errichtet. Dort wird mit Gewürzen, Obst, Gemüse und Tieren gehandelt. Im Dreieck zwischen Großem Basar, Ägyptischem Basar und der Süleymaniye-Moschee findet man eine große Zahl von Geschäftsstraßen und -gassen mit Verkaufsständen, offenen Läden, Manufakturen, Hans und Pasaj genannten Kleinkaufhäusern. Diese Straßen tragen wie in den älteren Städten Europas noch die Namen der ehemals hier produzierenden und handelnden Berufsstände. Der Balık Pazarı in Beyoğlu ist ein großer Fischmarkt, aber auch Obst und Gemüse sowie Meze und Rakı werden hier angeboten. Straßenhändler sind überall unterwegs; so die Verkäufer von Getränken oder von Sesamkringeln (Simit).
Wie in allen größeren Städten der Türkei sind auch in Istanbul in den vergangenen Jahren zahlreiche große Geschäftskomplexe, genannt AVM (türk. Alışveriş Merkezleri für Einkaufszentren), nach amerikanischem Vorbild entstanden. Zu den wichtigsten Einkaufszentren Istanbuls gehört das Forum AVM in Bayrampaşa, welches mit 495.000 Quadratmetern wahrscheinlich das größte Einkaufszentrum Europas ist. Es beinhaltet neben verschiedenen Einzelhändlern auch eine Niederlassung des schwedischen Möbelhauses IKEA, sowie einen Unterwasser-Zoo und eine Eisskulpturen-Galerie. Auch das zweitgrößte Einkaufszentrum Europas, das Şişli Kültür ve Ticaret Merkezi befindet sich in Istanbul, genauer im Stadtteil Şişli. Weitere Einkaufszentren sind im europäischen Teil das Capacity und Carousel in Bakırköy mit mehreren Kaufhäusern, Boutiquen und Restaurants, das Akmerkez in Beşiktaş im Viertel Etiler mit Filialen aller bekannten Marken, Boutiquen, einem Vergnügungszentrum mit Spielhallen, Kinos, Restaurants und Fast-Food-Ketten, die Einkaufszentren Metro City und Kanyon in Levent und im asiatischen Teil das Capitol in Kadıköy mit vielen Läden, gastronomischen Einrichtungen und Kinos.
- Siehe auch: Liste großer Einkaufszentren

## Wirtschaft und Infrastruktur

### Wirtschaft

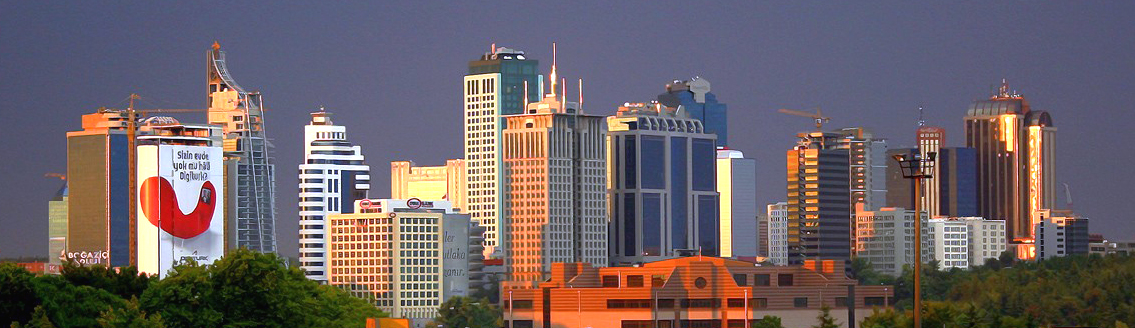
Das Geschäftsviertel Maslak

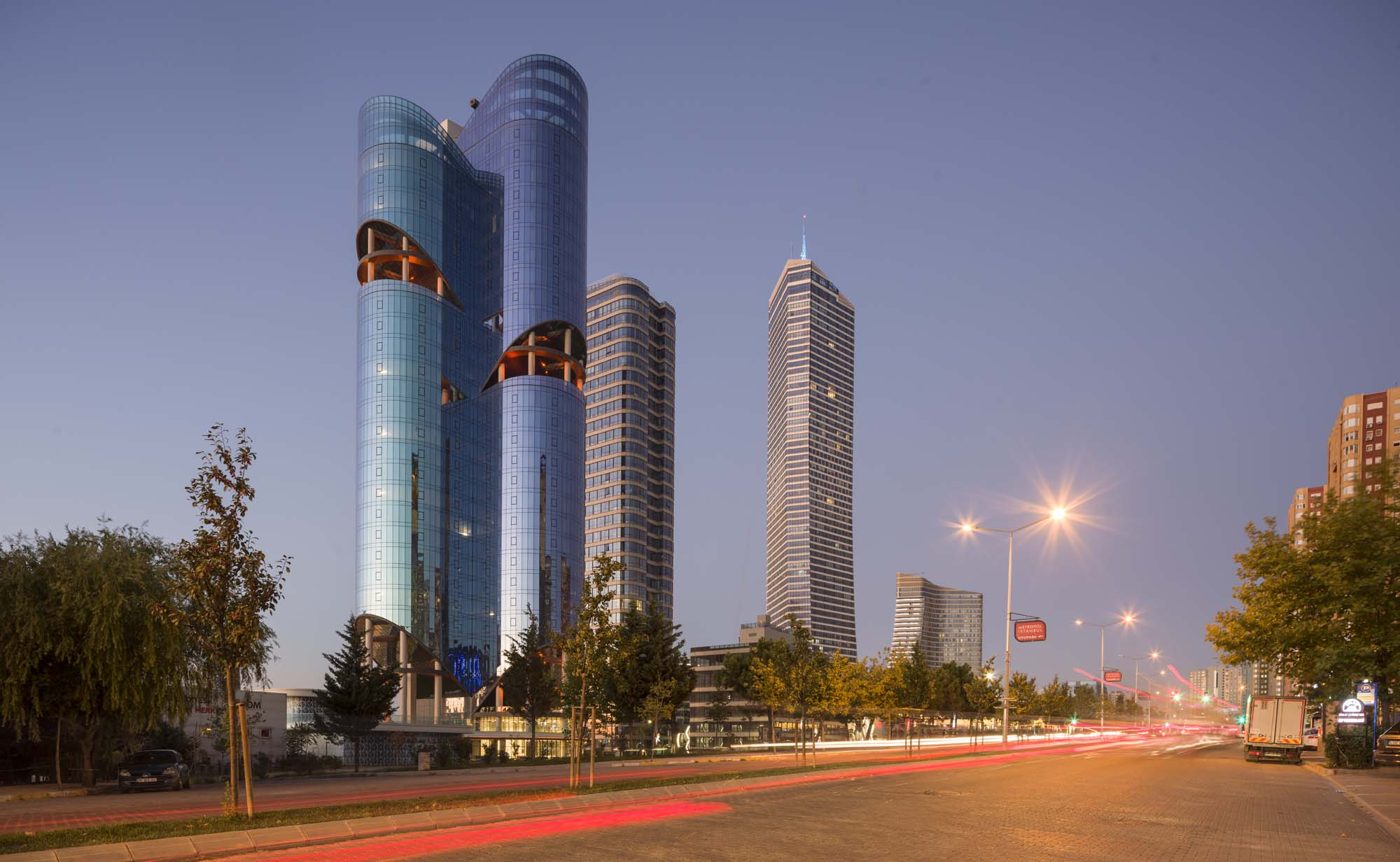
In den 2000er Jahren entwickelte sich Ataşehir zu einer Satellitenstadt. In den Neubaugebieten des Stadtteils entstanden viele moderne Wohnbaukomplexe, in denen rund 80.000 Menschen in 18.000 Hochhauswohnungen wohnen.

In der Marmararegion konzentrieren sich 40 bis 50 Prozent der türkischen Wirtschaftsleistung. In deren Zentrum Istanbul werden 31 Prozent des Bruttoinlandsprodukts erwirtschaftet. Die hohe Diversifizierung der Wirtschaft führt dazu, dass 2005 fast die Hälfte aller türkischen Exporte aus Istanbul stammte. Darüber hinaus ist die Stadt Hauptsitz des türkischen Presse- und Verlagswesens. 2017 lag das erwirtschaftete Bruttoinlandsprodukt (BIP) bei 970.189 Millionen Türkische Lira (ca. 235 Mrd. Euro). Das BIP pro Kopf betrug 65.042 Lira (15.786 Euro) und lag damit, bereinigt nach einheimischer Kaufkraft, über dem Durchschnitt der EU.
Istanbuls Wirtschaft verzeichnete seit der Liberalisierung der Märkte in den 1980er Jahren, mit Einbrüchen, einen allgemeinen Aufwärtstrend. Dieser Trend wird durch Studien bestätigt, die Istanbul zu den 50 am schnellsten sich entwickelnden Städten der Welt zählen. Das Bruttoinlandsprodukt stieg seit 1980 um durchschnittlich fünf Prozent pro Jahr. Die Asienkrise zwischen Juli 1997 und Anfang 1998 und die Krise in Russland zwischen August 1998 und Mitte 1999 waren in allen Bereichen, besonders beim Export, zu spüren und zeigten negative Auswirkungen auf die Wirtschaft.
Als trotz dieser Belastung etwa Mitte 1999 eine langsame Erholung der Wirtschaft Istanbuls zu beobachten war, verursachte nach der Krise in Russland das Erdbeben vom 17. August 1999, mit Epizentrum bei Kocaeli östlich der Stadt, den zweiten ökonomischen Schock. Neben den durch die Katastrophe verursachten Kapitalausfällen und den menschlichen Verlusten war ein Rückgang des BIP von etwa ein bis zwei Prozent zu verzeichnen. Das von Dienstleistungen beherrschte Wirtschaftsleben dominieren Börse, Großhandel, Verkehrs-, Bank-, Presse- und Verlagswesen.
Es gibt mehrere Basare sowie Geschäftsstraßen im westlichen Stil. Die handwerklichen und industriellen Betriebe produzieren vor allem Textilien und Nahrungsmittel. Daneben sind Leder- und Kunstlederwaren sowie keramische Erzeugnisse von Bedeutung. Auch der Bau von Bussen und Traktoren sowie Dieselmotoren ist ein bedeutender Wirtschaftszweig. An Bosporus und Marmarameer sind neue Anlagen für die Industrie entstanden.

#### Finanzwirtschaft
Die Viertel Levent im Stadtteil Beşiktaş und Maslak im Stadtteil Şişli sind die zwei wichtigsten Finanz- und Wirtschaftszentren. Derzeitig wird das neue Istanbuler Finanzzentrum auf einer Fläche von 3.200.000 Quadratmeter auf der asiatischen Seite in Ataşehir gebaut. Auch die nationale Wertpapierbörse der Türkei - die Borsa Istanbul befindet sich in der Hauptstadt.

#### Tourismus
Ein bedeutender Wirtschaftszweig ist der Tourismus. Das Angebot an Hotels ist der großen Zahl von Besuchern entsprechend. Laut Statista (20. Januar 2025) kommen jährlich rund 20,2 Millionen Touristen nach Istanbul, darunter 1.192.533 Touristen aus Deutschland, 417.386 aus den Vereinigten Staaten, 521.733 aus dem Vereinigten Königreich, 1.147.813 aus dem Iran und 804.959 aus Saudi-Arabien. Damit ist Istanbul die weltweit meistbesuchte Stadt.

### Digitalisierung
Wie die gesamte Türkei, setzt Istanbul auf den digitalen Strukturwandel. Meldenachweise, Steuererklärung, Tickets buchen, öffentlicher Nahverkehr: All das ist digital über die Super-App 'Istanbul Senin' (Deutsch: Mein Istanbul) möglich – einschließlich Bezahlung. Diese App für alles ist 'made in Germany' und wurde 2021 von dem deutsch-türkischen Unternehmer Ismet Koyun ins Leben gerufen. Spezialisiert auf die Digitalisierung von Städten, hat er diese OneApp4All-Plattform mit seiner Firma KOBIL entwickelt und erstmals in Europa auf den Markt gebracht. Damit ist Istanbul digitaler Pionier – gefolgt von der deutschen Stadt Worms, die dieselbe Super-App unter der Bezeichnung City-App Worms nun im Einsatz hat.

### Verkehr

#### Fernverkehr
Die Stadt ist mit zwei Flughäfen (Istanbul Airport und Sabiha-Gökçen Flughafen), vier Busbahnhöfen (Esenler Otogarı, Alibeyköy Cep Otogarı, Harem Otogarı und Ataşehir (Dudullu) Otogarı), Bahnhöfen, dem Hafen und ihrem Autobahnnetz ein bedeutender Knotenpunkt im nationalen und internationalen Personen- und Güterfernverkehr.

##### Straßenverkehr

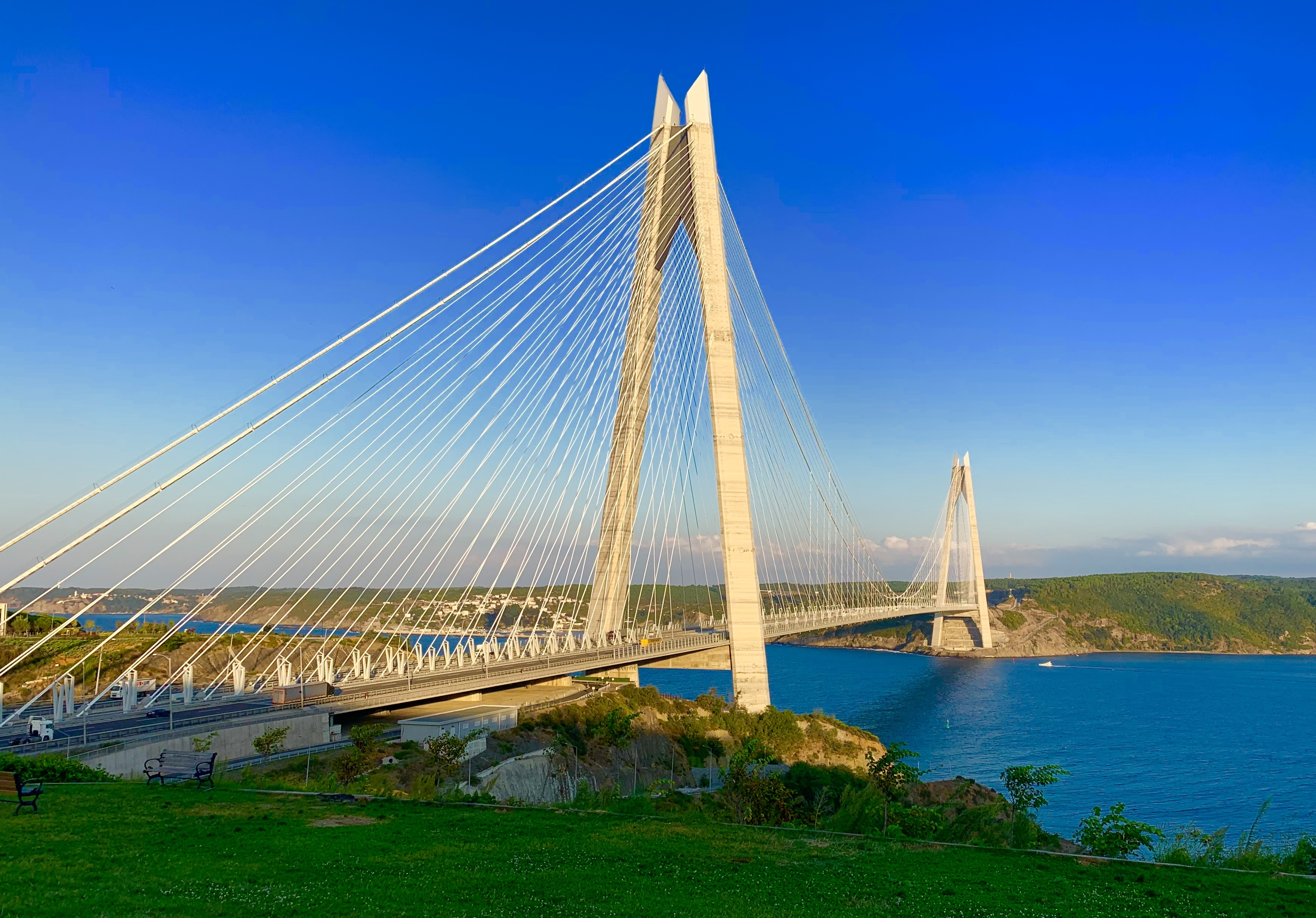
Yavuz-Sultan-Selim-Brücke

Von Istanbul aus fahren Busse in alle wichtigen Städte und Regionen des Landes sowie zu einigen Zielen in Europa und dem Nahen Osten. Der Busbahnhof Esenler mit täglich 15.000 Busbewegungen im europäischen Teil der Stadt ist einer der größten Busbahnhöfe Europas und einer der wichtigsten Verkehrsknotenpunkte des Landes und Südosteuropas.
Das 242.000 Quadratmeter große Areal, das der Busbahnhof in Anspruch nimmt, liegt im europäischen Teil im Stadtteil Bayrampaşa nahe dem namensgebenden Stadtteil Esenler.
Ein weiterer wichtiger Busbahnhof von Istanbul ist der Istanbul Harem Bus Terminal. Der Busbahnhof Harem befindet sich im Stadtteil Harem des Bezirks Üsküdar auf der asiatischen Seite von Istanbul. Der Harem Bus Terminal, einer der ältesten Busterminals in Istanbul, nahm 1970 seinen Betrieb auf. Busunternehmen, die am Busbahnhof Harem operieren, bieten Transporte von Istanbul in fast alle Provinzen, Bezirke und Städte der Türkei an.
Das Autobahnnetz um Istanbul ist trotz umfangreichen Ausbaus dem stark angestiegenen Verkehrsaufkommen oftmals nicht gewachsen. Neben den zwei Ringautobahnen, O-1 mit einer Gesamtlänge von 87 Kilometern und O-2 mit einer Gesamtlänge von 38 Kilometern, führen Autobahnen nach Edirne (O-3) und Ankara (O-4). Drei Autobahnbrücken (u. a. Fatih-Sultan-Mehmet-Brücke, Yavuz-Sultan-Selim-Brücke) und der Eurasien-Tunnel über- und unterqueren den Bosporus und verbinden Europa mit Asien.
Laut TomTom hat Istanbul die zweitgrößte Verkehrsdichte der Welt.

##### Schienenverkehr

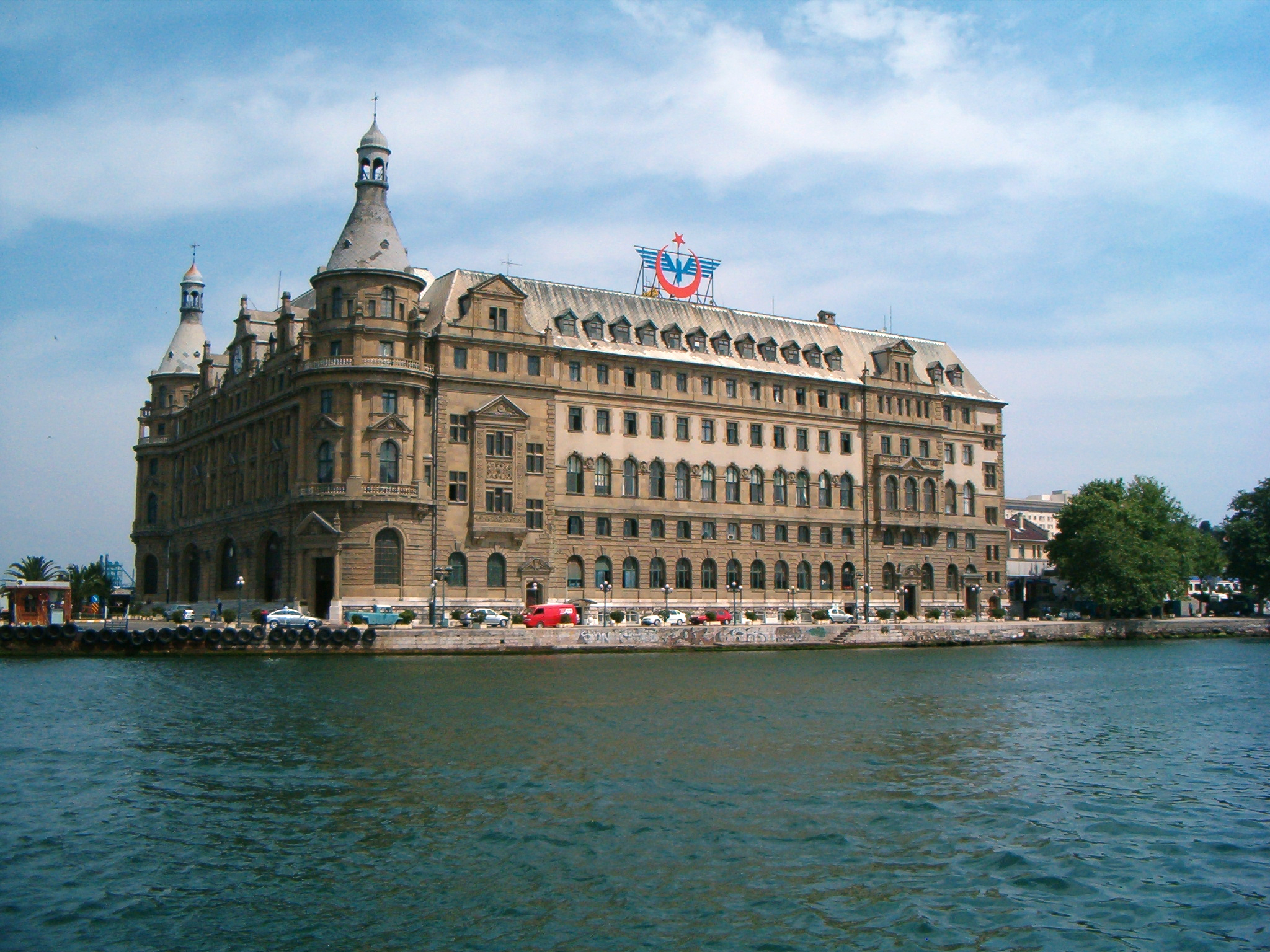
Empfangsgebäude des nicht mehr genutzten Bahnhofs Haydarpaşa

Wichtige Fernbahnhöfe sind heute der Bahnhof Halkalı im Westen der Stadt und der östlich gelegene Bahnhof Istanbul Söğütlüçeşme, die durch das Marmaray-Projekt miteinander verbunden sind.
Es gab ursprünglich zwei Fernbahnhöfe, von denen jeweils nur wenige Züge pro Tag verkehrten. Ein Grund hierfür ist die immer noch dominierende Rolle des Busverkehrs in der Türkei.
Der Bahnhof Sirkeci, der historische Endpunkt des Orient-Express, war Endhaltestelle für alle Eisenbahnlinien auf der europäischen Seite. Im Fernverkehr verkehrten 2012 Züge der staatlichen türkischen Eisenbahngesellschaft TCDD nach Bukarest, nach Sofia und nach Belgrad sowie zum Grenzbahnhof Uzunköprü.
Vom Bahnhof Haydarpaşa am asiatischen Ufer des Bosporus, dem Startpunkt der historischen Bagdadbahn, fuhren mehrmals täglich Züge der TCDD nach Ankara, seltener zu anderen Zielen in Anatolien, und einmal wöchentlich mit dem Transasia-Express nach Teheran und nach Aleppo.
Die Kopfbahnhöfe Sirkeci und Haydarpaşa wurden geschlossen, sollen aber wıeder eröffnet werden.
Da bis 2013 keine Eisenbahnverbindung zwischen dem europäischen und dem asiatischen Teil Istanbuls bestand, waren die beiden Bahnhöfe per Personenfähre Eminönü–Haydarpaşa verbunden. Im Rahmen des Marmaray-Projekts wurde ein Tunnel unter dem Bosporus gebaut, der am 29. Oktober 2013 eröffnet wurde. Für den Güterverkehr verkehrten bis April 2020 weiterhin Eisenbahnfähren, da die Zufahrtsstrecken zum Tunnel noch nicht fertiggestellt waren.

##### Seeverkehr

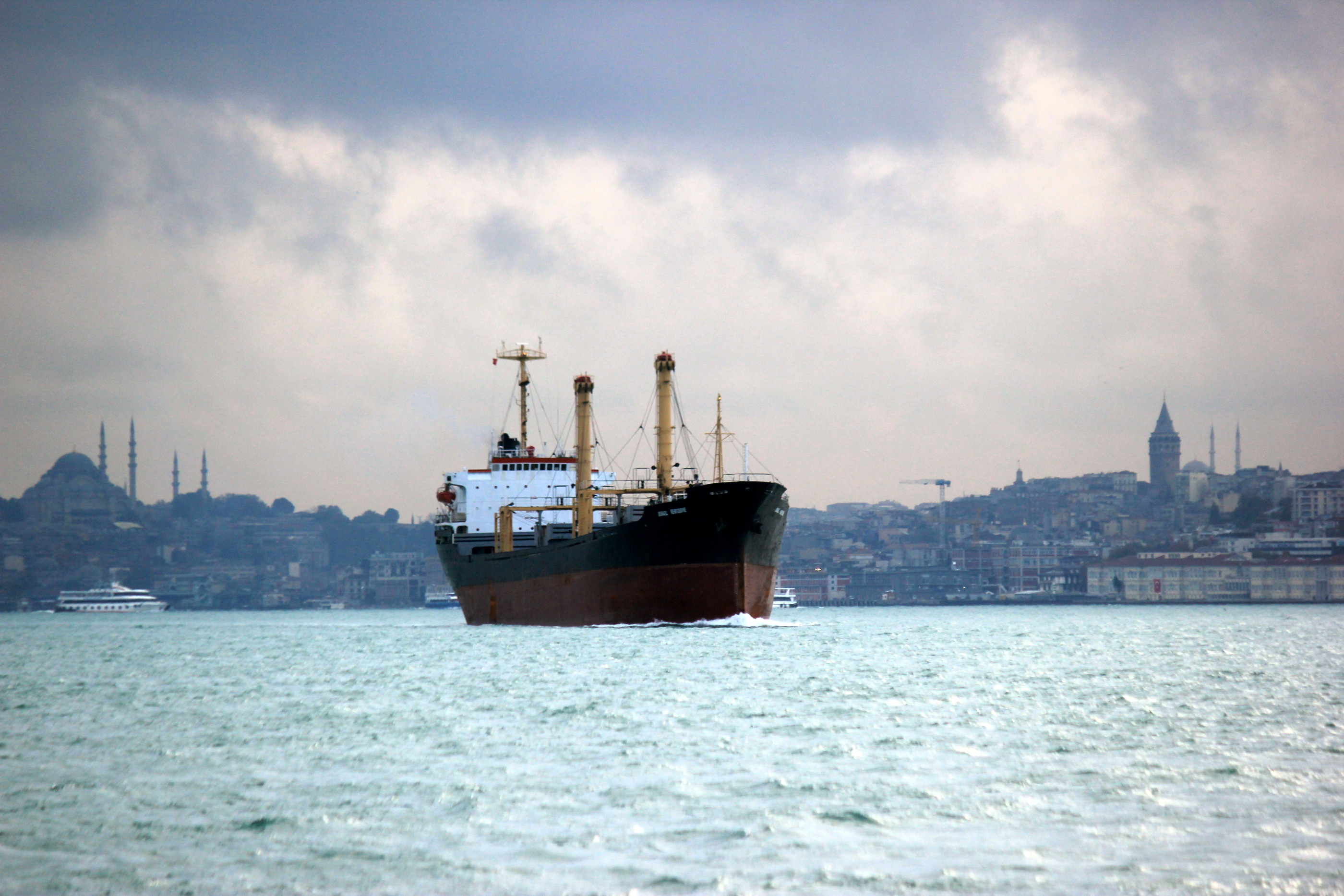
Ein Schiff passiert die Meerenge.

Der Ambarlı Limanı ist der Hafen Istanbuls im Stadtteil Avcılar. Er ist der größte Hafen des Landes, nach der umgeschlagenen Tonnage von Schüttgut nahm er 2006 den ersten Platz ein. Im Hafen werden etwa 38 Prozent des Im- und Exports der Türkei sowie 63 Prozent der Marmararegion abgewickelt. Er wird von der ALTAŞ Ambarlı Liman Tesisleri Tic. A.Ş. betrieben, die am 9. September 1992 gegründet wurde. Der Haydarpaşa Limanı in Kadıköy ist ebenfalls ein wichtiger Hafen, der mit einer Fläche von 55.000 Quadratmetern der Haupthafen im asiatischen Teil Istanbuls ist. Vom Hafen gibt es eine Zugverbindung zum nächstgelegenen Kopfbahnhof Haydarpaşa.
Der alte Hafen am Goldenen Horn dient vornehmlich der Personenschifffahrt. Linienverkehr besteht nach Haifa in Israel und Odessa in der Ukraine. Von Bostancı aus gibt es Fähren nach Bursa und Yalova.

##### Luftverkehr
Istanbul verfügt über zwei internationale Flughäfen: Der größere der beiden ist der Flughafen Istanbul im Norden der Stadt im Stadtteil Arnavutköy. Der kleinere ist der Sabiha-Gökçen-Flughafen, 45 Kilometer östlich des Stadtzentrums im Stadtteil Pendik gelegen. Der Atatürk-Flughafen am Rande des europäischen Teils der Stadt im Stadtteil Bakırköy, 24 Kilometer westlich der Stadtmitte, wurde im April 2019 für Linienflüge geschlossen und wird in den nächsten Jahren nach und nach stillgelegt.

#### Stadt- und Nahverkehr

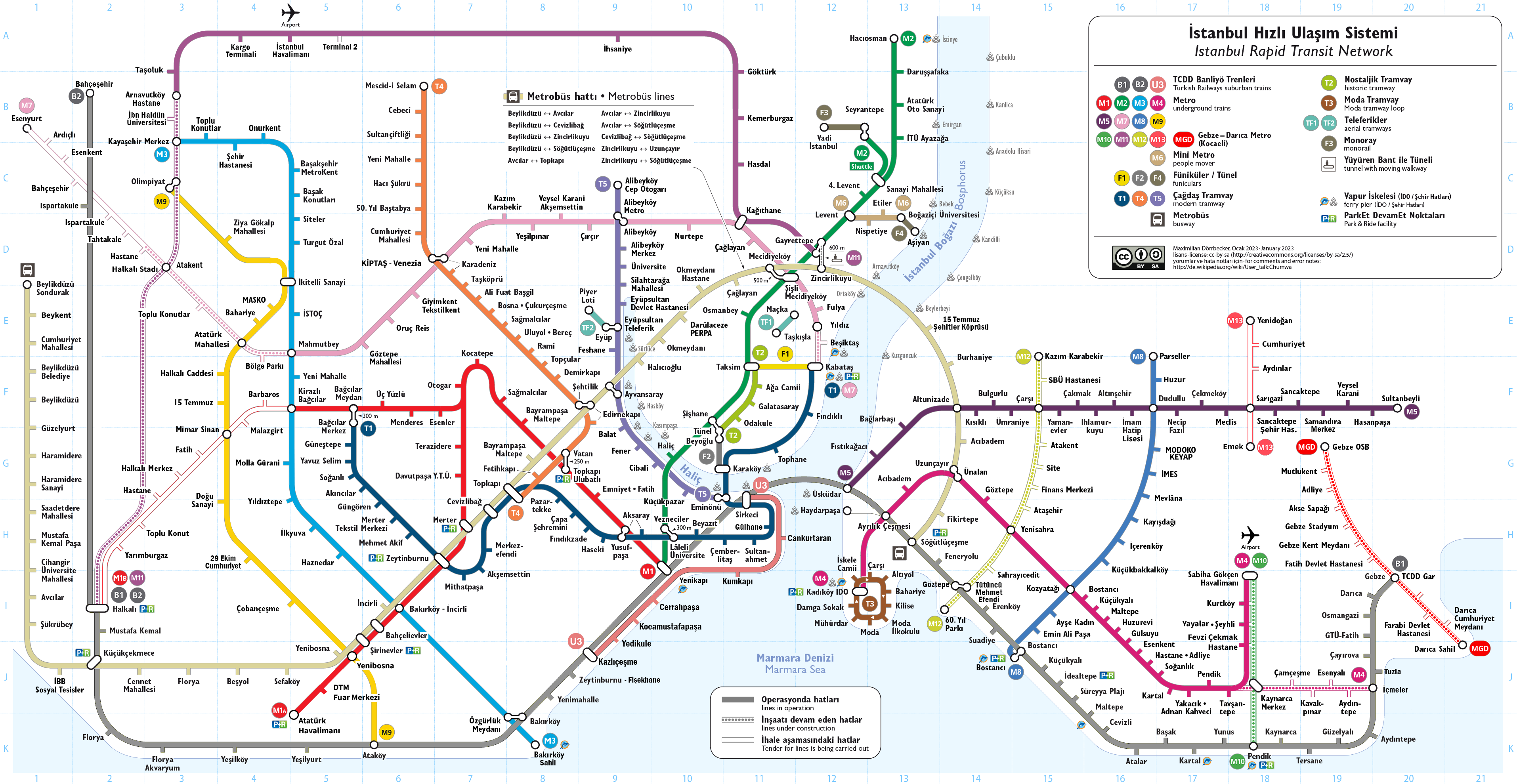
Schematischer Netzplan mit Metro, S-Bahn, Tram und Metrobüs

Metro-Netz (einschl. S-Bahn, Stadtbahn und Ausbauprojekten)

Der enorme innerstädtische Verkehr passt nicht zum osmanischen Aufbau der Stadt und ihrer in sich geschlossenen Quartiere. Die Gebäude eines solchen Stadtteils (Mahalle) gruppieren sich fast konzentrisch meist um eine Freitagsmoschee. Wenige öffentliche Zufahrten (Tarîk-i âmm) und enge Privatstraßen (Tarîk-i hâss), oft Sackgassen, bestimmen das labyrinthische Bild. Durchgangsstraßen fehlen. Diese Quartiere sind nur lose miteinander verbunden.
Nach dem Zweiten Weltkrieg wurden mit internationaler Beratung im alten Istanbul breite Straßen und weite Plätze für den Automobilverkehr geschaffen. Eine Hauptachse bildete dabei eine heute noch wichtige Durchgangsstraße von Sultan Ahmet bis jenseits der Landmauer, die sich am konstantinischen Straßensystem orientierte. Ähnliche Verhältnisse herrschten in den asiatischen Stadtteilen. Offenere Straßenzüge bestimmten dagegen von jeher das genuesisch geprägte Pera oder Galata im heutigen Beyoğlu.
Inzwischen wurden im gesamten Stadtgebiet Binnen- und Durchgangsstraßen sowie Verbindungsstraßen zu den Stadtteilen an der Peripherie gebaut, wobei alte Bausubstanz in großem Umfang zerstört wurde.
Straßenbahn und U-Bahn wurden nach und nach ausgebaut; mit der S-Bahn-Verbindung unter dem Bosporus und der Anbindung der Metrolinien auf der europäischen Seite bei Yenikapı und auf der asiatischen Seite bei Ayrılıkçeşme an die S-Bahn-Strecke ist mittlerweile ein zusammenhängendes Schienennahverkehrsnetz entstanden, das in den nächsten Jahren noch sukzessive ausgebaut wird. Viele Linien sind darauf ausgelegt, Pendler von den Vororten ins Zentrum zu bringen. Für ein geschlossenes Nahverkehrssystem müssten die U-Bahn-Strecken auf 505 km ausgebaut werden, was bis 2019 erreicht sein soll.

##### Straßenverkehr

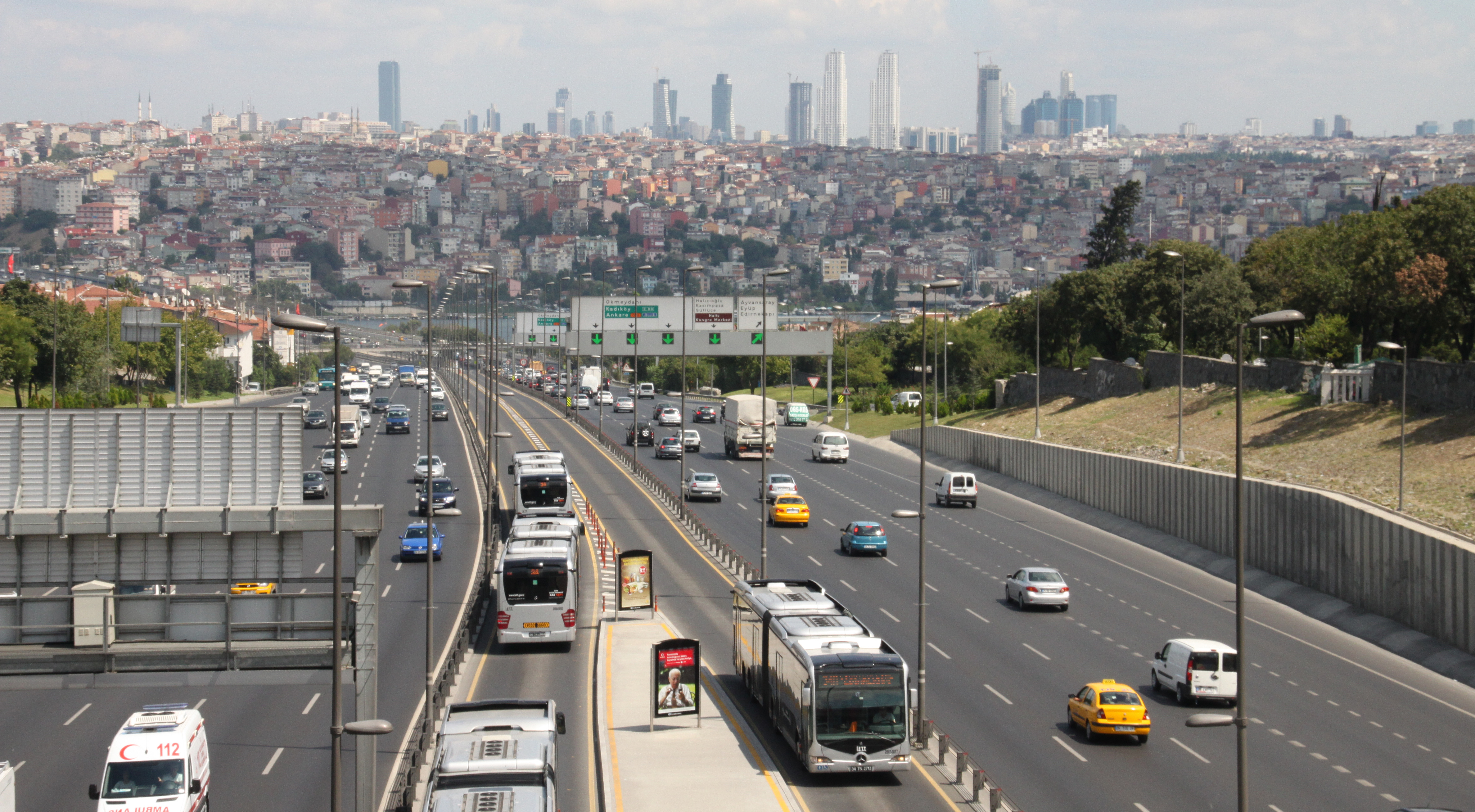
Metrobussystem in Istanbul

Busse, Sammeltaxis (Dolmuş), Taxis und private PKW spielen eine wichtige Rolle. Die gelben Taxis stellen einen erheblichen Anteil am Gesamtverkehr. Da nur wenige Schienenstrecken existieren, tragen die Stadtbusse die Hauptlast des öffentlichen Nahverkehrs. An wichtigen Knotenpunkten, etwa in Taksim, Eminönü oder Beyazıt, bestehen Busbahnhöfe. Taksim ist außerdem der wichtigste innerstädtische Endpunkt für Dolmuş-Linien.
Seit dem 17. September 2007 werden von der Stadtverwaltung auch Metrobusse (Metrobüs) eingesetzt. Die Metrobusse und Busse werden von der İETT betrieben. Zurzeit (Stand: April 2015) gibt es acht Linien, die alle die Nummer 34 beinhalten (34, 34A, 34AS, 34BZ, 34C, 34G, 34U, 34Z). Die 34 ist keine zufällige Linienbezeichnung, sondern eine besondere Zahl für Istanbul, da sie die Kreiszahl der Stadt ist (die man bei Kfz-Kennzeichen und auch Postleitzahlen nutzt).
Den Warentransport übernehmen Lastkraftwagen. Ab und zu sieht man noch einen Lastenträger (Hamal), besonders auf den Treppen der Einkaufsstraßen zwischen dem Großen Basar und der Galatabrücke.

##### Schienenverkehr

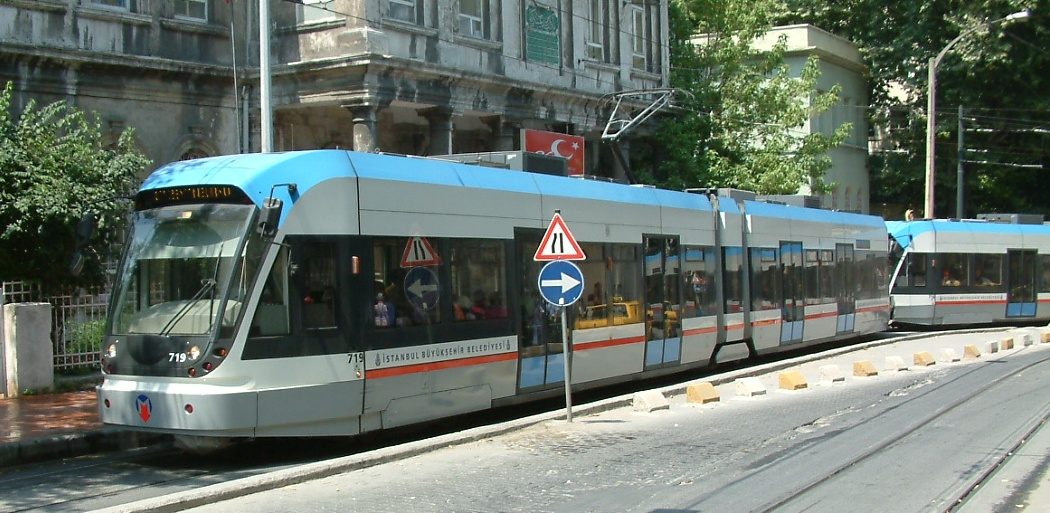
Çağdaş Tramvay

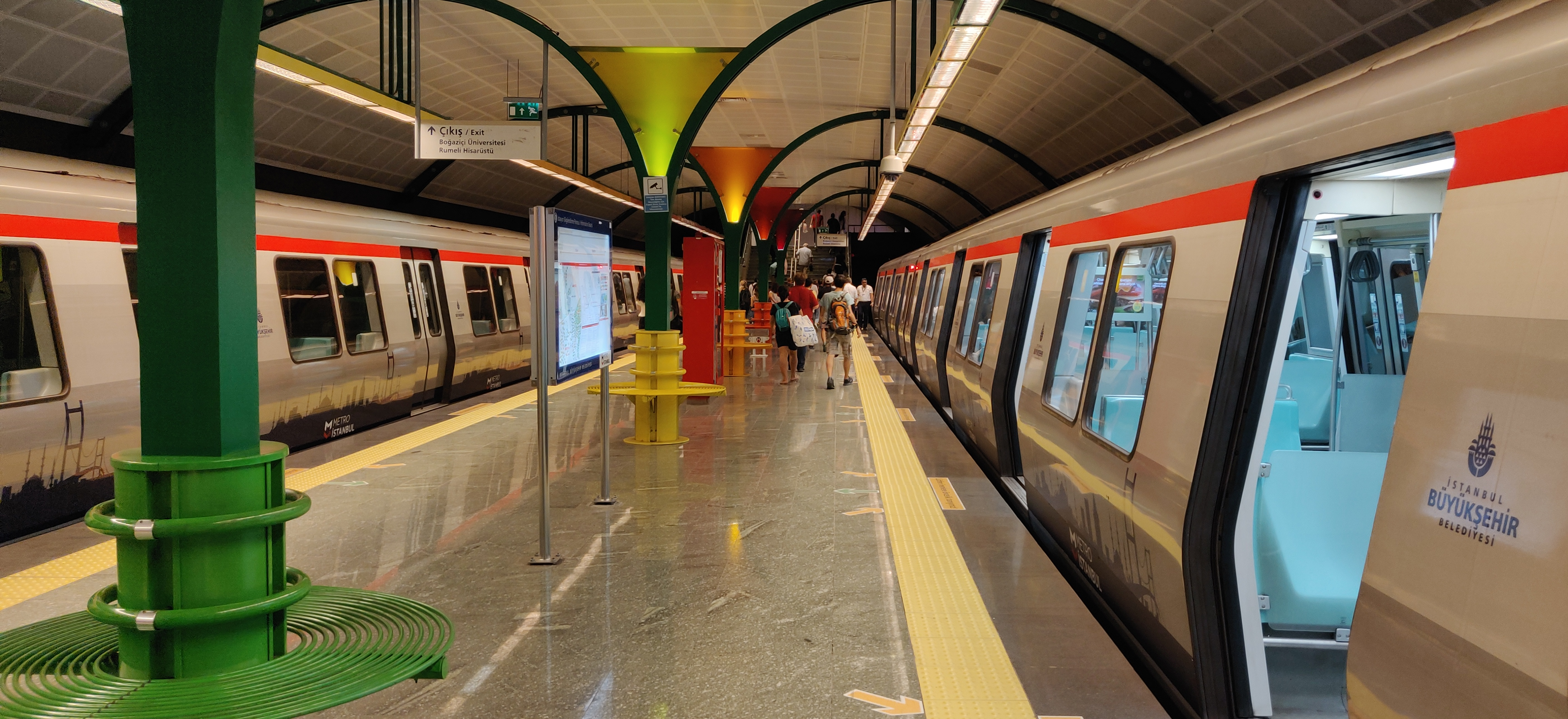
Station Boğaziçi Üniversitesi der Istanbuler Metro

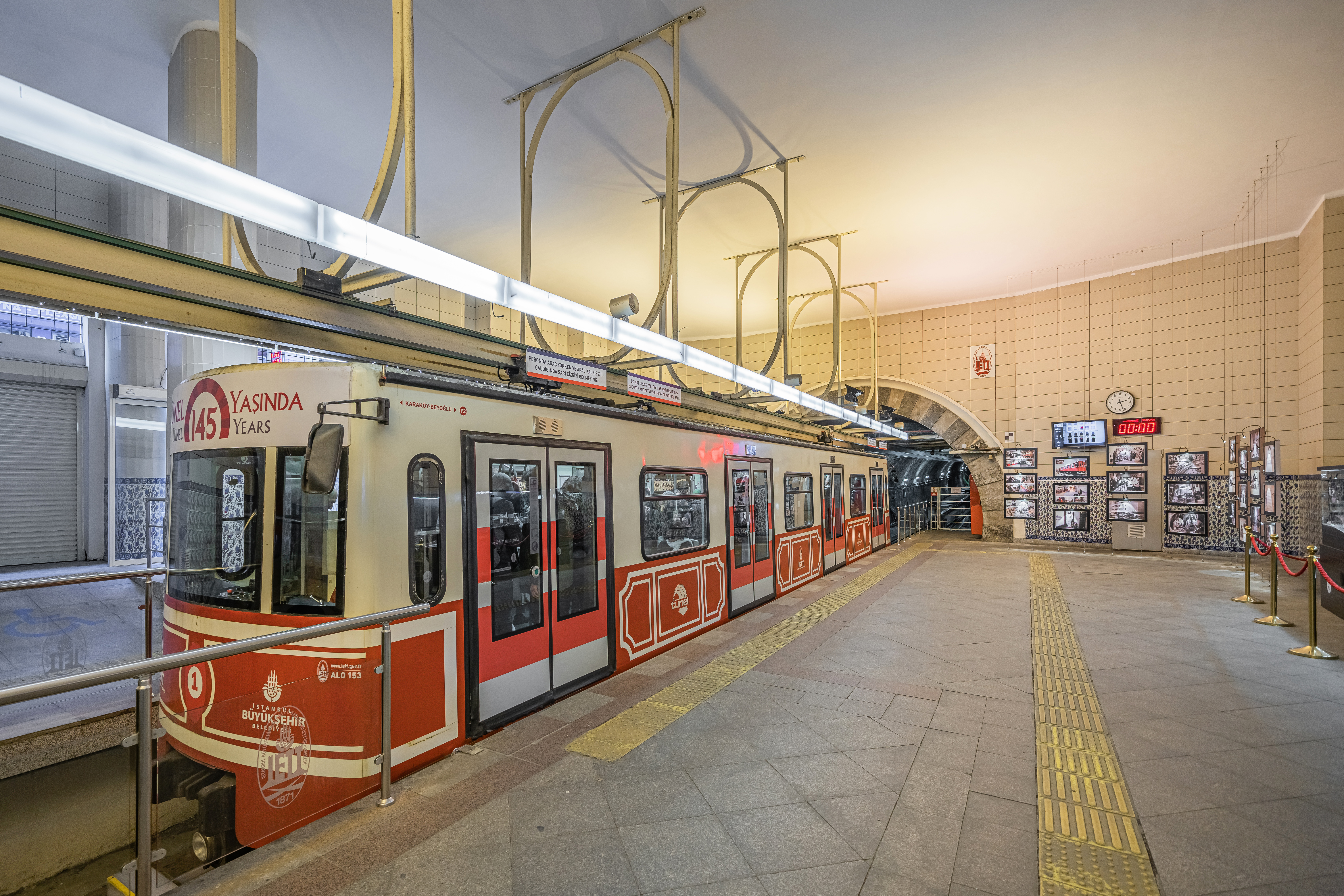
Der „Tünel“ am Talbahnhof Karaköy

Die S-Bahn-Stammstrecke (Banliyö tren) der türkischen Staatsbahn (TCDD) verbindet in einem 13,6 km langen Tunnel Europa mit Asien im Marmaray-Eisenbahntunnel im Vier-Minuten-Takt. Bis 2013 führten die nicht verknüpften S-Bahn-Linien B1 und B2 auf beiden Seiten des Bosporus am Marmarameer entlang und verbanden die dort gelegenen Küstenorte mit den Innenstadtbahnhöfen Sirkeci auf der europäischen (Streckenlänge 30 km) und Haydarpaşa auf der asiatischen Seite (Streckenlänge 44 km). Am 4. Januar 1871 wurde auf der europäischen Seite der erste Abschnitt der Bahnstrecke İstanbul Sirkeci–Swilengrad von Küçükçekmece nach Yedikule eröffnet. Sie wurde 1872 von Küçükçekmece nach Halkalı und von Yedikule zum Endbahnhof Sirkeci verlängert. 1874 war die Strecke durchgehend bis Edirne in Betrieb. Die asiatische Strecke ging am 22. September 1872 auf dem Abschnitt Pendik–Feneryolu in Betrieb. 1873 wurde sie stadtauswärts nach Gebze und stadteinwärts bis zum Endbahnhof Haydarpaşa verlängert.
Die Metro mit den Linien M1 bis M4, die Stadtbahn Hafif Metro (Linie T4), die Straßenbahnlinien T1 und T3, sowie die Standseilbahn Füniküler Kabataş–Taksim (F1) werden von der İstanbul Ulaşım betrieben. Betreiber der Nostaljik Tramvay und des Tünel ist jedoch die İETT.

###### Standseilbahnen

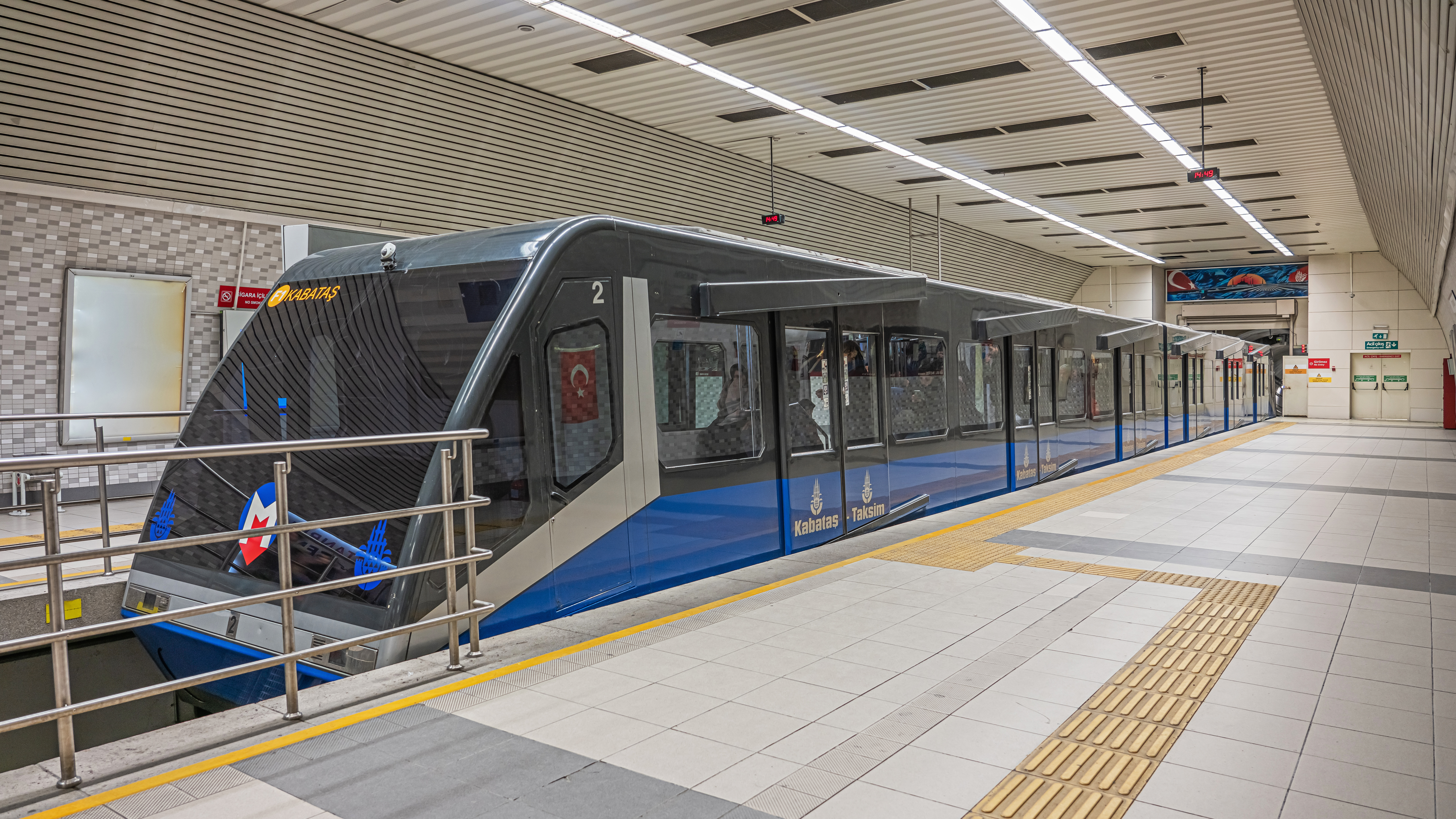
Füniküler Kabataş–Taksim

Die Tünel-Bahn zwischen Karaköy und dem Tünel-Platz im auf dem Hügel gelegenen Stadtteil Beyoğlu ist eine 574 Meter lange unterirdische Standseilbahn ohne Linienbezeichnung, die am 12. Januar 1875 eröffnet wurde. Sie ist die drittälteste U-Bahn der Welt, sofern man diese als U-Bahn bezeichnet.
Die Standseilbahnlinie F1 führt vom am Bosporus gelegenen Kabataş zum Taksim-Platz hinauf. Diese unterirdisch verlaufende Standseilbahn wurde am 30. Juni 2006 eröffnet und verbindet die etwa einen halben Kilometer voneinander entfernten Endpunkte in 110 Sekunden.

###### Straßenbahnen
Es existieren vier Straßenbahnlinien im Großraum Istanbul. Davon werden drei von der İstanbul Ulaşım betrieben.
Die Straßenbahnlinie T1 führt quer durch das historische Istanbul (Streckenlänge knapp 20 Kilometer). Die Eröffnung fand am 13. Juni 1992 auf dem Abschnitt Beyazıt – Yusufpaşa statt. In mehreren Abschnitten wurde die Strecke bis in den Stadtteil Zeytinburnu verlängert (31. Januar 1994). Die Verlängerung vom Bahnhof Sirkeci nach Eminönü (20. April 1996) und dann weiter nach Kabataş brachte auch den Anschluss über die neue Galatabrücke an die Stadtteile nördlich des Goldenen Horns. Seit dem 4. Februar 2011 fährt die Linie T1 von Zeytinburnu weiter nach Bağcılar; dadurch wurde die ehemalige Linie T2 von Zeytinburnu nach Bağcılar aufgelöst.

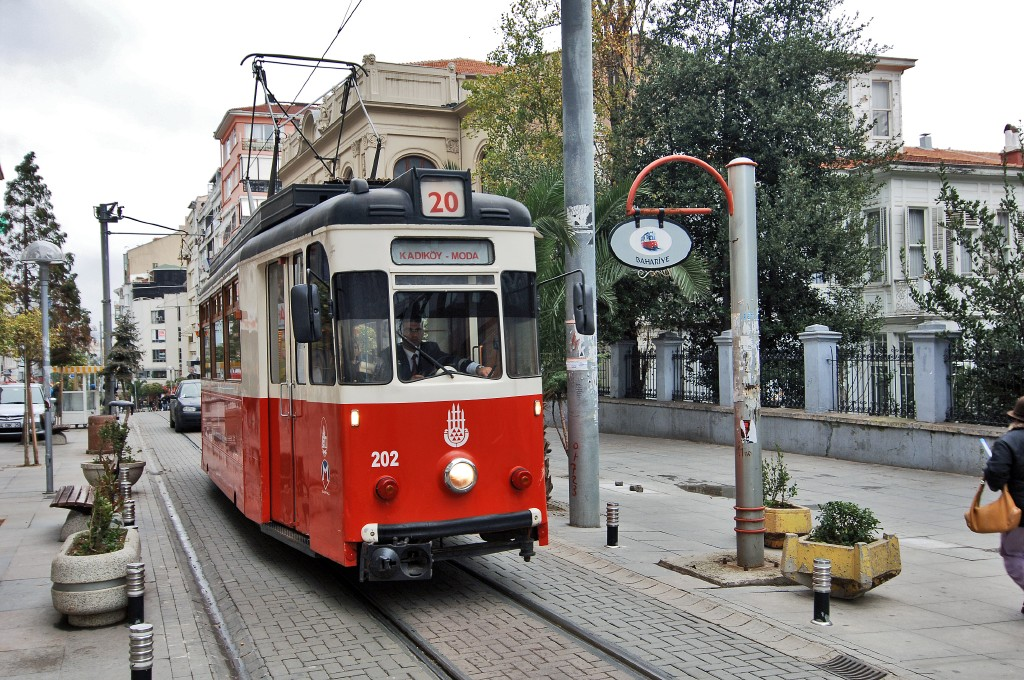
Triebwagen 202 ist ein T57, ex Tw 102 aus Jena.

Die Straßenbahnlinie T3 ist eine Museumsstraßenbahn zwischen Kadıköy und Moda im asiatischen Teil der Stadt. Sie wurde am 1. November 2003 eröffnet. Es handelt sich um eine nur in einer Richtung betriebene, 2,6 Kilometer lange Ringstrecke, die einen eindrucksvollen Parcours durch den hügeligen und mit engen Straßen durchzogenen Stadtteil verfolgt. Die Strecke wird mit verschiedenen Gotha- (T57, T59) und Rekowagen (TZ 70) bedient, die fast durchweg von der Straßenbahn Jena stammen. Auf den Fahrzeugen ist die Linienbezeichnung 20 zu lesen (dies ist jedoch keine gültige Linienbezeichnung).
Die Nostaljik Tramvay ist eine 1,6 Kilometer lange, historische Straßenbahn ohne konkrete Linienbezeichnung, die in der ehemaligen Pera-Straße und heutigen İstiklal Caddesi im Stadtteil Beyoğlu zwischen dem Tünel-Platz und dem Taksim-Platz verkehrt. Die mit historischen Fahrzeugen durchgeführte Linie wurde am 12. April 1990 eröffnet und wird seitdem von der İETT betrieben.

##### Schiffsverkehr
Ein reger Schiffsverkehr herrscht zwischen den europäischen und den asiatischen Stadtteilen. Autofähren und Passagierschiffe queren den Bosporus in dichtem Taktverkehr. Die wichtigsten Fähranleger sind in Bakırköy, Eminönü, Karaköy und Besiktaş auf europäischer sowie in Beykoz, Kadıköy, Kartal, Maltepe und Üsküdar auf asiatischer Seite. Täglich verkehren Fähren zwischen den drei Prinzeninseln Büyükada, Heybeliada und Kınalıada und dem Viertel Bostancı im Stadtteil Kadıköy. Die Fähren werden von der Gesellschaft İstanbul Deniz Otobüsleri A.Ş. betrieben.
Im Westen der Stadt, an der Küste des Marmarameeres, befindet sich der Containerhafen Kumport.

### Medien

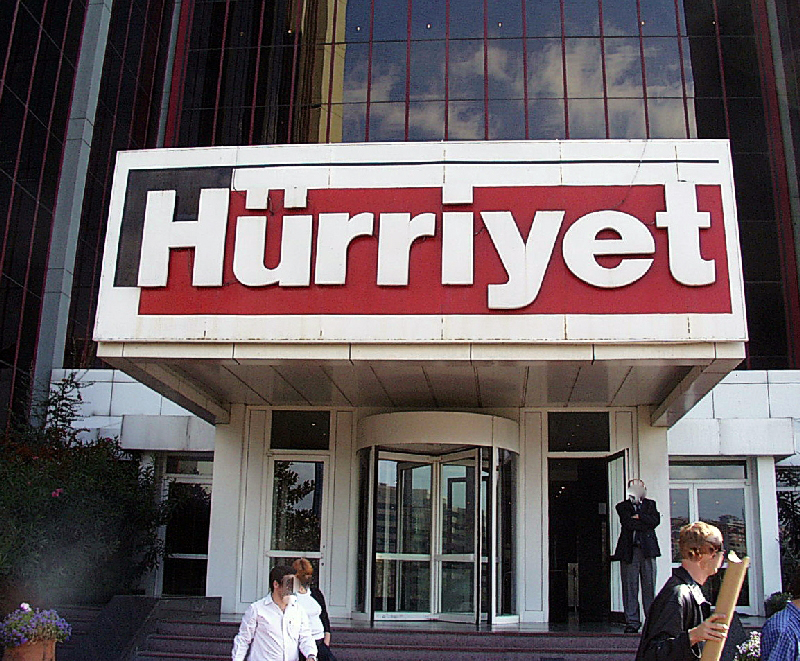
Die Zentrale der überregionalen Tageszeitung Hürriyet in Güneşli im Stadtteil Bağcılar

In Istanbul erscheinen alle 34 landesweit ausgerichteten Tageszeitungen der national zentrierten Presse: Darüber hinaus sind 14 Stadtteilzeitungen staatlich registriert.
Istanbul ist Sitz globaler Fernseh- und Radionetzwerke wie der Nachrichtensender NTV, die Fernsehsender Samanyolu TV und ATV sowie das Radio TRT-Istanbul.
Über tausend Film- und Serienproduktionen, darunter die Serie Kurtlar Vadisi und die Fortsetzung der Serie Kurtlar Vadisi Pusu, wurden bisher in der Bosporus-Metropole gedreht. Viele Unterhaltungssendungen und Talkshows werden in der Stadt aufgezeichnet.

### Öffentliche Einrichtungen
Von den 190 Krankenhäusern in Istanbul gehören 52 zur vierten Versorgungsstufe. Von 1846 bis 2013 bestand das Deutsche Krankenhaus (türk. Alman Hastanesi) in Beyoglu.
Das Polizeipräsidium (İstanbul Emniyet Müdürlüğü, kurz İEM) besteht seit 1932. Es ist zuständig für die gesamte Provinz Istanbul. Der Hauptsitz der Polizei befindet sich im Stadtteil Fatih. Das Polizeipräsidium Istanbul beschäftigte 2009 rund 26.800 Beamte. Polizeipräsident ist Hüseyin Çapkın.

### Bildung und Forschung

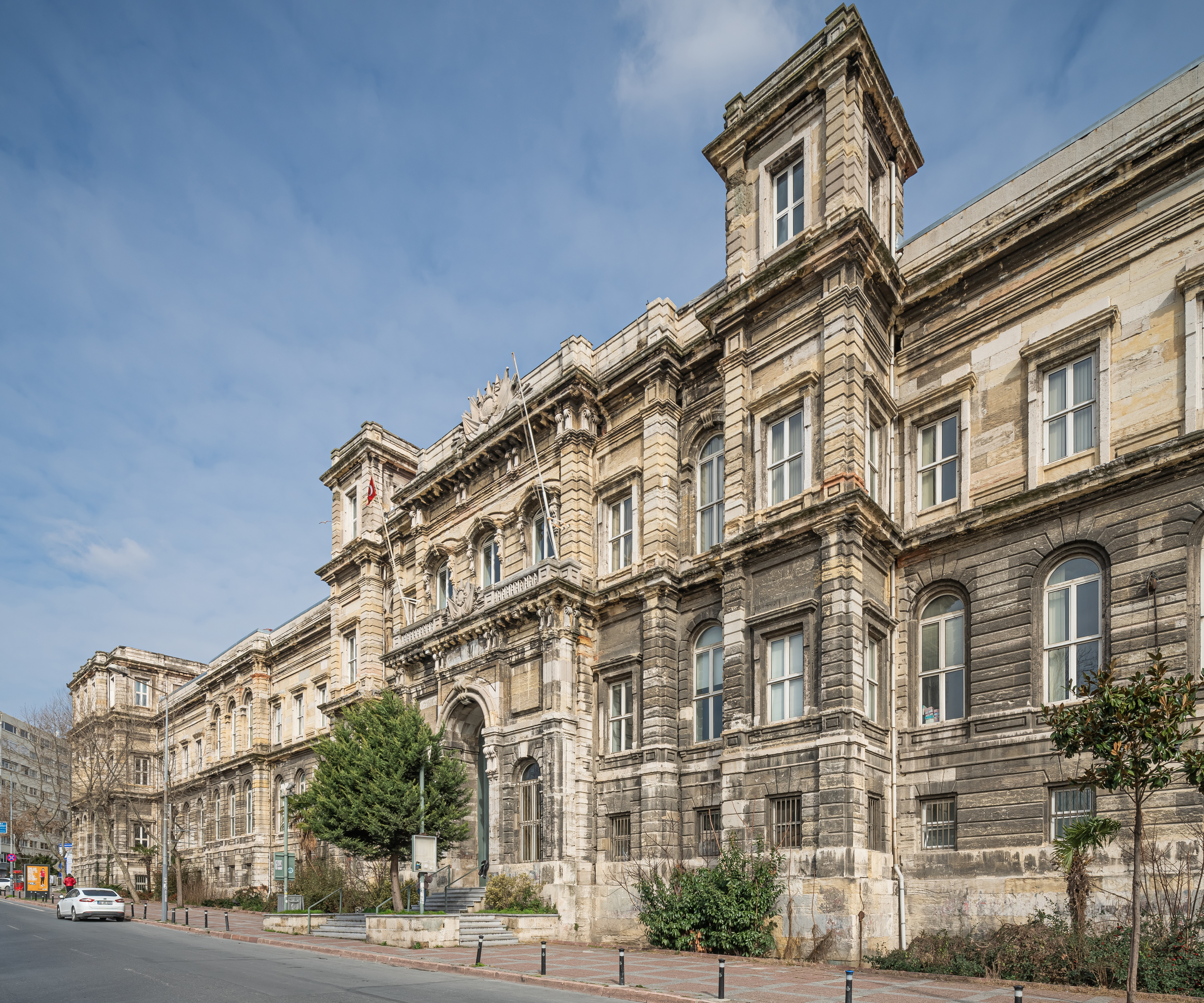
Technische Universität Istanbul

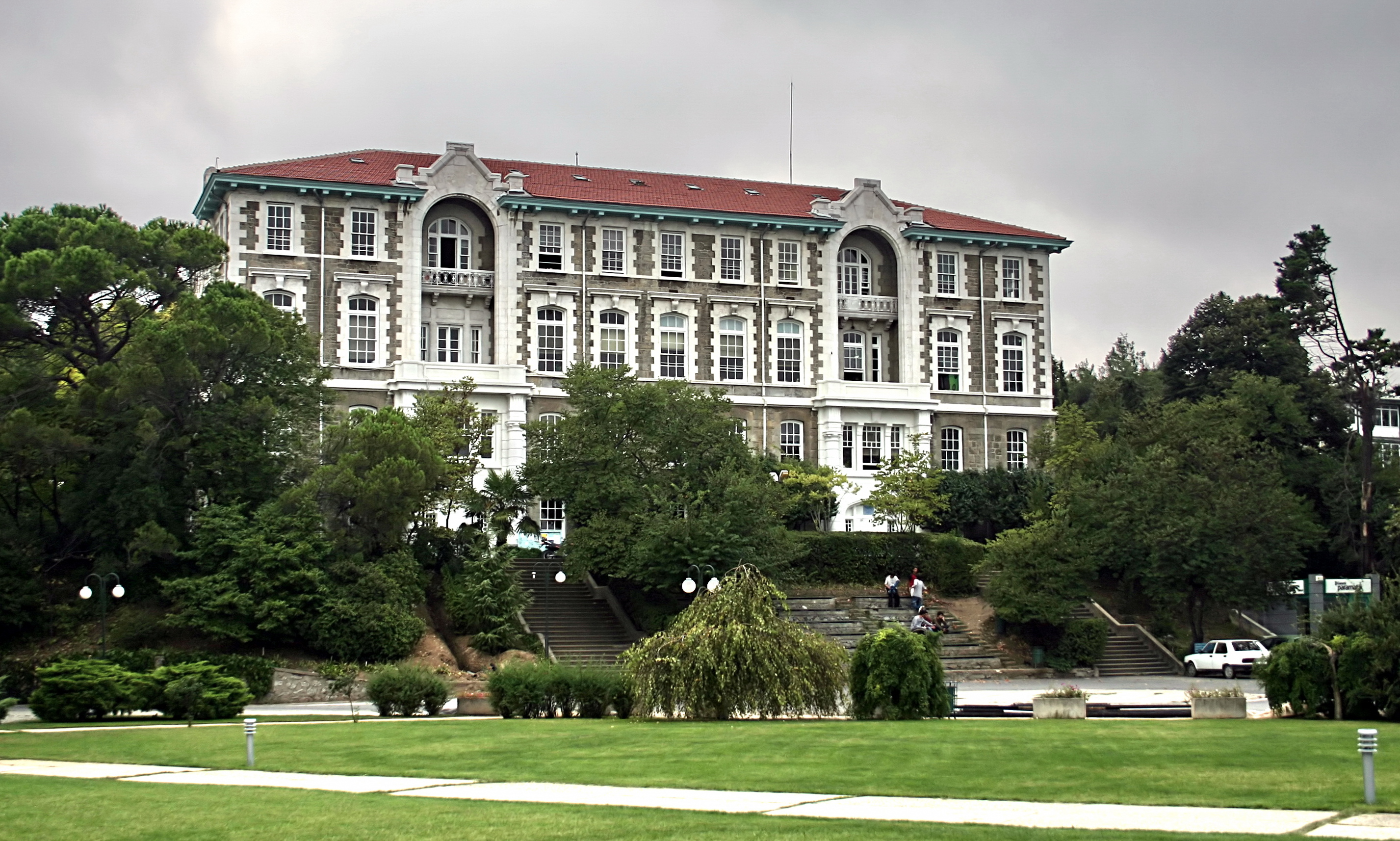
Das ehemalige Robert-College-Gebäude auf dem Südcampus

2009 beherbergte Istanbul 4.350 Schulen, in die 2.991.320 Schüler gingen. Die bedeutendsten Universitäten sind die im Jahre 1933 gegründete Universität Istanbul, deren Wurzeln bis ins Jahr 1453 reichen, die 1944 begründete Technische Universität Istanbul, die aus einer 1773 gegründeten Ingenieurschule hervorging, die englischsprachige Bosporus-Universität, die Marmara-Universität, die 1911 eröffnete Technische Universität Yıldız und die 1996 neu eröffnete Fatih-Universität.
Weitere Hochschulen sind die Bahçeşehir-Universität, die Beykent-Universität, die Marinekriegsschule (Deniz Harp Okulu), die Doğuş-Universität, die Galatasaray-Universität, die Haliç-Universität, die Luftwaffenakademie (Hava Harp Okulu), die Işık-Universität, die Istanbul-Bilgi-Universität, die Istanbul-Kültür-Universität, die Istanbul-Medipol-Universität, die Istanbul-Ticaret-Universität, die Kadir-Has-Universität, die Koç-Universität, die Maltepe-Universität, die Mimar-Sinan-Universität für bildende Künste, die Okan-Universität, die Sabancı-Universität und die Yeditepe-Universität. Im Stadtteil Beykoz gibt es die Türkisch-Deutsche Universität.
Allgemeinbildende weiterführende Schulen sind die staatliche und private türkischsprachige Schule, das Galatasaray Lisesi in Beyoğlu, das fremdsprachige staatliche Gymnasium, die İstanbul Lisesi in Fatih, weitere fremdsprachige private Gymnasien wie das österreichische St. Georgs-Kolleg und die Deutsche Schule Istanbul in Beyoğlu und die Anadolu Liseleri (Anatoliengymnasien), die ursprünglich für die aus dem Ausland heimgekehrten türkischen Kinder eingerichtet wurde, wie zum Beispiel die Üsküdar Anadolu Lisesi mit Deutsch als erster Fremdsprache und Fachunterricht auf Deutsch.
Wichtige Istanbuler Forschungsinstitute sind das Marmara-Forschungszentrum (TÜBITAK Marmara Araştırma Merkezi – TÜBİTAK MAM) in Gebze, die mit rund 650 Forscherinnen und Forschern die größte außeruniversitäre Forschungsstätte in der Türkei ist. Es umfasst die Institute für Informationstechnologien, Energie-, Nahrungsmittel-, Chemie- und Umwelt- und Materialforschung, sowie Erd- und Meereswissenschaften. An das Forschungszentrum ist außerdem ein Technologiepark angeschlossen.

## Söhne und Töchter der Stadt
Istanbul ist Geburtsort zahlreicher prominenter Persönlichkeiten. Zu den bekanntesten gehören der türkische Präsident Recep Tayyip Erdoğan, der Politiker Bülent Ecevit, der ehemalige Vorstandsvorsitzende der Daimler AG Dieter Zetsche, der Journalist und Chefredakteur Abdi İpekçi, die Fußballspieler Emre Belözoğlu und Nihat Kahveci, der Schriftsteller Orhan Pamuk, die Sänger Serdar Ortaç und Mustafa Sandal, die Schauspieler Mehmet Ali Erbil und Cem Yılmaz und der Gründer von Galatasaray Istanbul, Ali Sami Yen.